# Seat León
Pour les articles homonymes, voir León.
 (mai 2023).
Si vous disposez d'ouvrages ou d'articles de référence ou si vous connaissez des sites web de qualité traitant du thème abordé ici, merci de compléter l'article en donnant les références utiles à sa vérifiabilité et en les liant à la section « Notes et références ».
 (mai 2023).
 (mai 2023).
La mise en forme du texte ne suit pas les recommandations de Wikipédia : il faut le « wikifier ».
Les points d'amélioration suivants sont les cas les plus fréquents. Le détail des points à revoir est peut-être précisé sur la page de discussion.
- Les titres sont pré-formatés par le logiciel. Ils ne sont ni en capitales, ni en gras.
- Le texte ne doit pas être écrit en capitales (les noms de famille non plus), ni en gras, ni en italique, ni en « petit »…
- Le gras n'est utilisé que pour surligner le titre de l'article dans l'introduction, une seule fois.
- L'italique est rarement utilisé : mots en langue étrangère, titres d'œuvres, noms de bateaux, etc.
- Les citations ne sont pas en italique mais en corps de texte normal. Elles sont entourées par des guillemets français : « et ».
- Les listes à puces sont à éviter, des paragraphes rédigés étant largement préférés. Les tableaux sont à réserver à la présentation de données structurées (résultats, etc.).
- Les appels de note de bas de page (petits chiffres en exposant, introduits par l'outil «  Source ») sont à placer entre la fin de phrase et le point final[comme ça].
- Les liens internes (vers d'autres articles de Wikipédia) sont à choisir avec parcimonie. Créez des liens vers des articles approfondissant le sujet. Les termes génériques sans rapport avec le sujet sont à éviter, ainsi que les répétitions de liens vers un même terme.
- Les liens externes sont à placer uniquement dans une section « Liens externes », à la fin de l'article. Ces liens sont à choisir avec parcimonie suivant les règles définies. Si un lien sert de source à l'article, son insertion dans le texte est à faire par les notes de bas de page.
- La présentation des références doit suivre les conventions bibliographiques. Il est recommandé d'utiliser les modèles {{Ouvrage}}, {{Chapitre}}, {{Article}}, {{Lien web}} et/ou {{Bibliographie}}. Le mode d'édition visuel peut mettre en forme automatiquement les références.
- Insérer une infobox (cadre d'informations à droite) n'est pas obligatoire pour parachever la mise en page.

Pour une aide détaillée, merci de consulter Aide:Wikification.
Si vous pensez que ces points ont été résolus, vous pouvez retirer ce bandeau et améliorer la mise en forme d'un autre article.

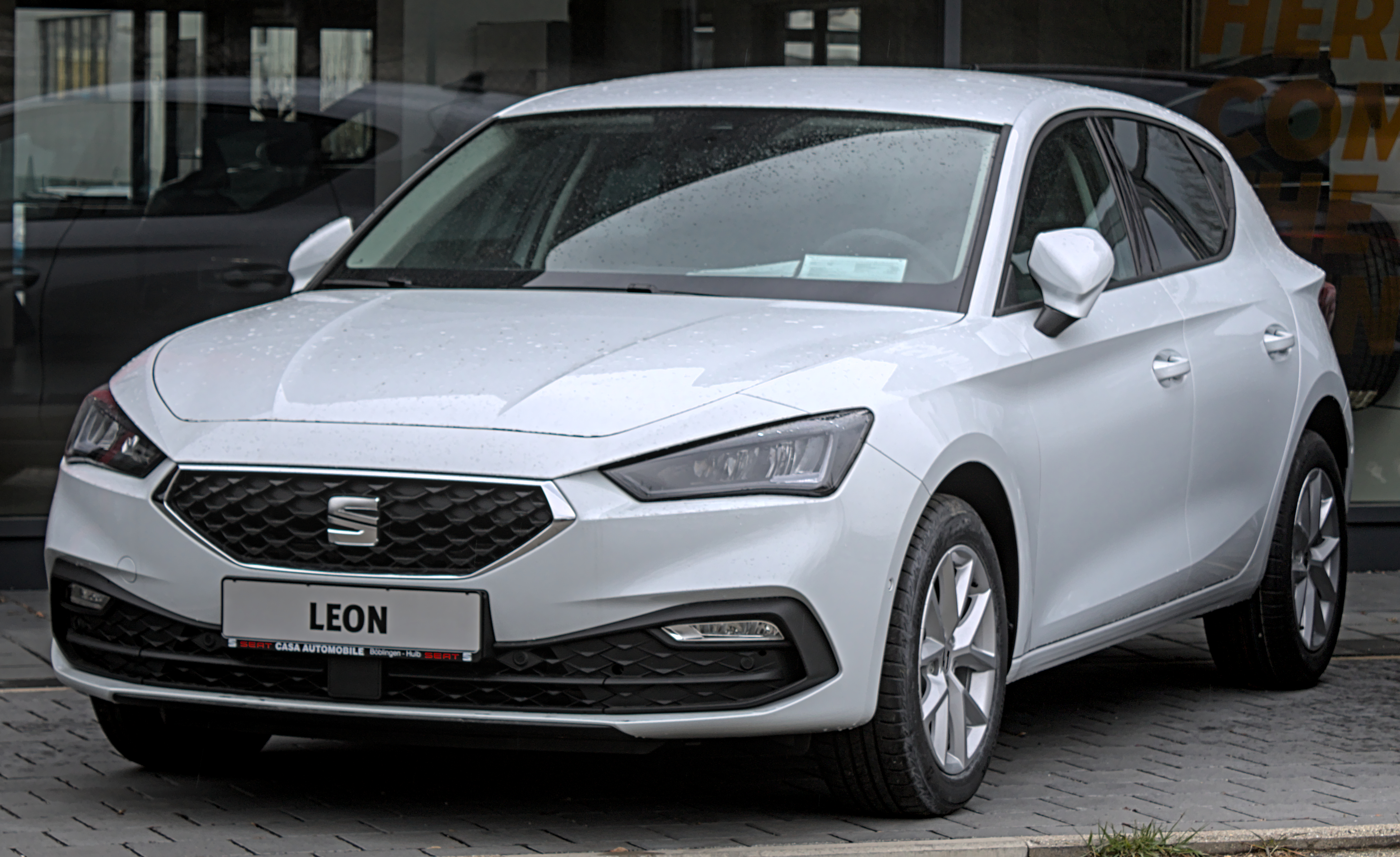
Seat León IV.

La Seat León est une berline compacte produite par le constructeur automobile espagnol Seat. Plus de 2,2 millions d'exemplaires ont été vendus depuis 1999, qui marquait le retour de SEAT sur le segment des compactes treize ans après la Ronda. La seconde génération a été commercialisée en 2005, la troisième en 2012 et la quatrième à partir de 2020.

## Seat León I (1999-2006)
La première León (1M / 1M1) est fabriquée sur la même plateforme que la VW Golf IV et l'Audi A3, qui sont également produites par Volkswagen.
Les versions VR6 204 et 280 ch, 1.8 Turbo 180 ch et 1.9 TDi 150 ch bénéficient d'une transmission intégrale pilotée électroniquement via un dispositif Haldex LSC de première génération.

### Essence
Les moteurs à essence sont tous dotés d'une injection indirecte électronique multipoint.
| Désignation         | Configuration        | Cylindrée | Commande                     | Nombre de soupapes | Puissance maximale              | Couple maximal                   | Codes moteur                | Dates de production |
| ------------------- | -------------------- | --------- | ---------------------------- | ------------------ | ------------------------------- | -------------------------------- | --------------------------- | ------------------- |
| 1.4 16v             | 4 cylindres en ligne | 1 390 cm3 | double arbre à cames en tête | 16                 | 75 ch (55 kW) à 5 000 tr/min.   | 126 N m à 3 800 tr/min.          | AHW ; APE ; AUA ; AXP ; BCA | 11/99 – 10/05       |
| 1.6                 | 4 cylindres en ligne | 1 595 cm3 | simple arbre à cames en tête | 8                  | 101 ch (74 kW) à 5 600 tr/min.  | 145 N m à 3 800 tr/min.          | AEH ; AKL                   | 08/99 – 06/06       |
| 1.6                 | 4 cylindres en ligne | 1 595 cm3 | simple arbre à cames en tête | 8                  | 102 ch (75 kW) à 5 600 tr/min.  | 148 N m à 3 800 tr/min.          | BFQ                         | 10/05 – 06/06       |
| 1.6 16v             | 4 cylindres en ligne | 1 598 cm3 | double arbre à cames en tête | 16                 | 105 ch (77 kW) à 5 700 tr/min.  | 148 N m à 4 500 tr/min.          | AUS ; AZD ; BCB             | 06/00 – 06/06       |
| 1.8 20v             | 4 cylindres en ligne | 1 781 cm3 | double arbre à cames en tête | 20                 | 125 ch (92 kW)                  | 170 N m à 4 200 tr/min.          | AGN ; APG                   | 11/99 – 10/05       |
| 1.8 20vT Cupra      | 4 cylindres en ligne | 1 781 cm3 | double arbre à cames en tête | 20 Turbo           | 179 ch (132 kW)                 | 235 N m de 1 950 à 5 000 tr/min. | AJQ ; APP ; ARY ; AUQ       | 08/99 – 10/05       |
| 1.8 20vT Cupra R    | 4 cylindres en ligne | 1 781 cm3 | double arbre à cames en tête | 20 Turbo           | 209 ch (154 kW)                 | 270 N m                          | AMK                         | 05/02 – 05/03       |
| 1.8 20vT Cupra R    | 4 cylindres en ligne | 1 781 cm3 | double arbre à cames en tête | 20 Turbo           | 224 ch (165 kW) à 5 900 tr/min  | 280 N m de 2200 à 5 500 tr/min   | BAM                         | 05/03 – 06/06       |
| 2.8 VR6 24v Cupra 4 | VR6                  | 2 792 cm3 | double arbre à cames en tête | 24                 | 204 ch (150 kW) à 6 200 tr/min. | 265 N m à 3 400 tr/min.          | AUE ; BDE                   | 10/00 – 04/04       |

### Diesel
- 1.9 SDi - 68 ch[2]
- 1.9 TDi - 90 ch
- 1.9 TDi - 100 ch[3]
- 1.9 TDi - 110 ch
- 1.9 TDi - 130 ch
- 1.9 TDi - 150 ch (traction / 4RM)

### Versions
- Stella (mars 2000)[4]
- Signo (mars 2000)
- Sport (mars 2000)
- Cupra 4 (septembre 2000)
- Fresh (mars 2001)
- Pulsion (février 2002)
- Cupra R (mars 2002)
- Top Sport (juin 2002) devient FR (Formula Racing) (août 2004)
- Dynamic (TDi 110, avril 2004)
- Félina (mai 2004)
- Sport Limited (mai 2004)
- Last Edition (TDi 100, avril 2006)

### Galerie

Seat León I
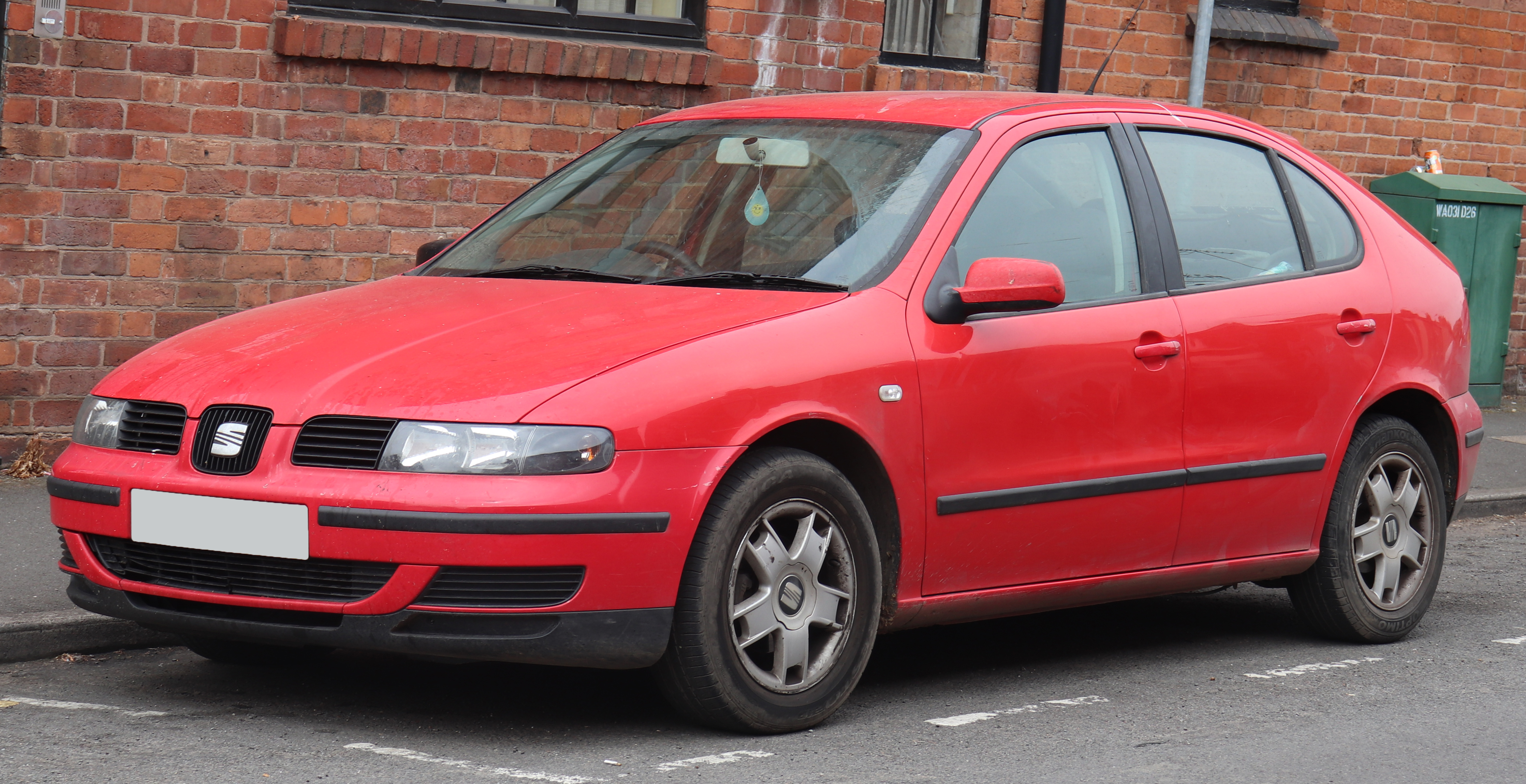
Vue avant
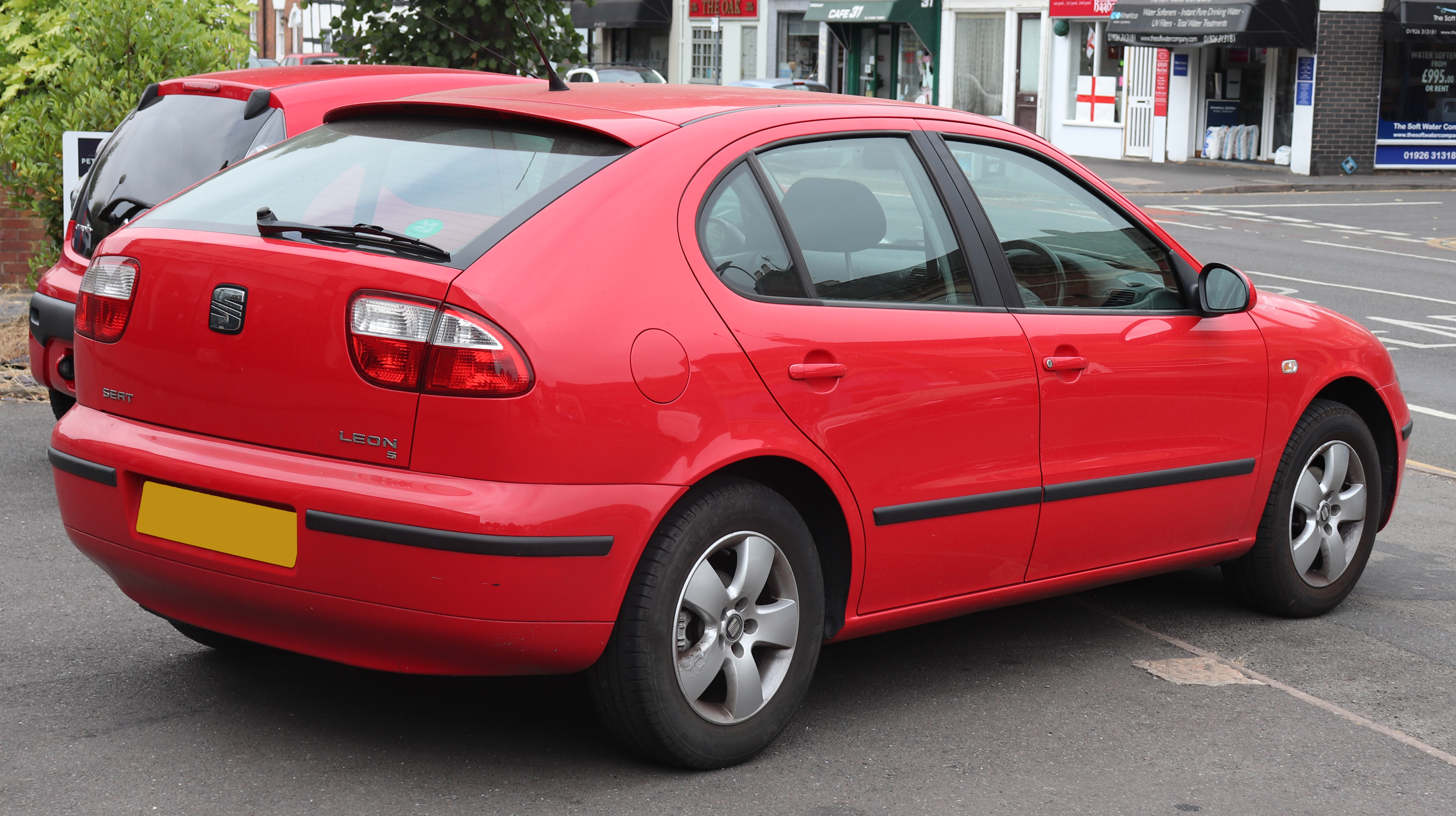
Vue arrière
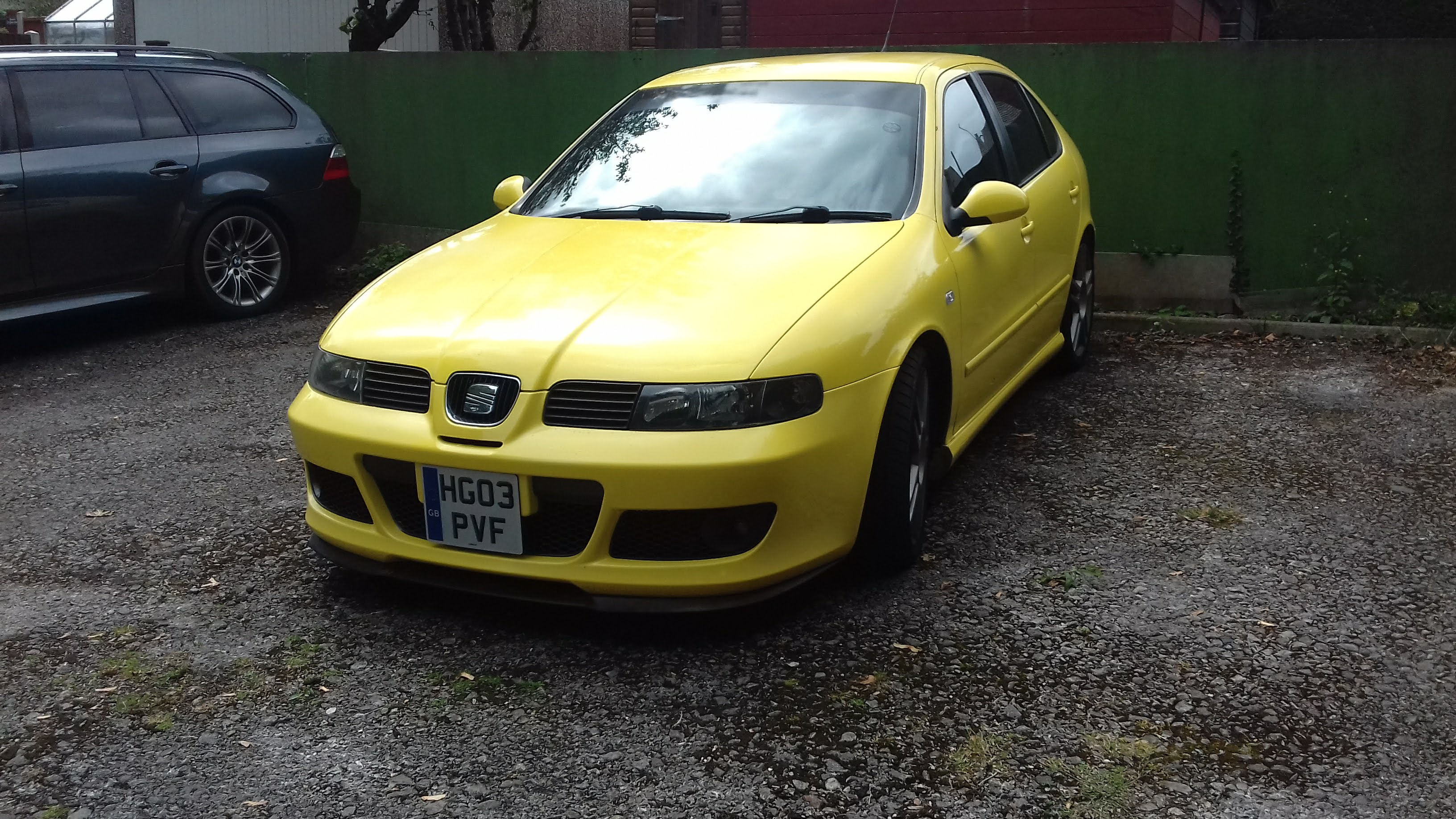
Vue avant (Cupra R).
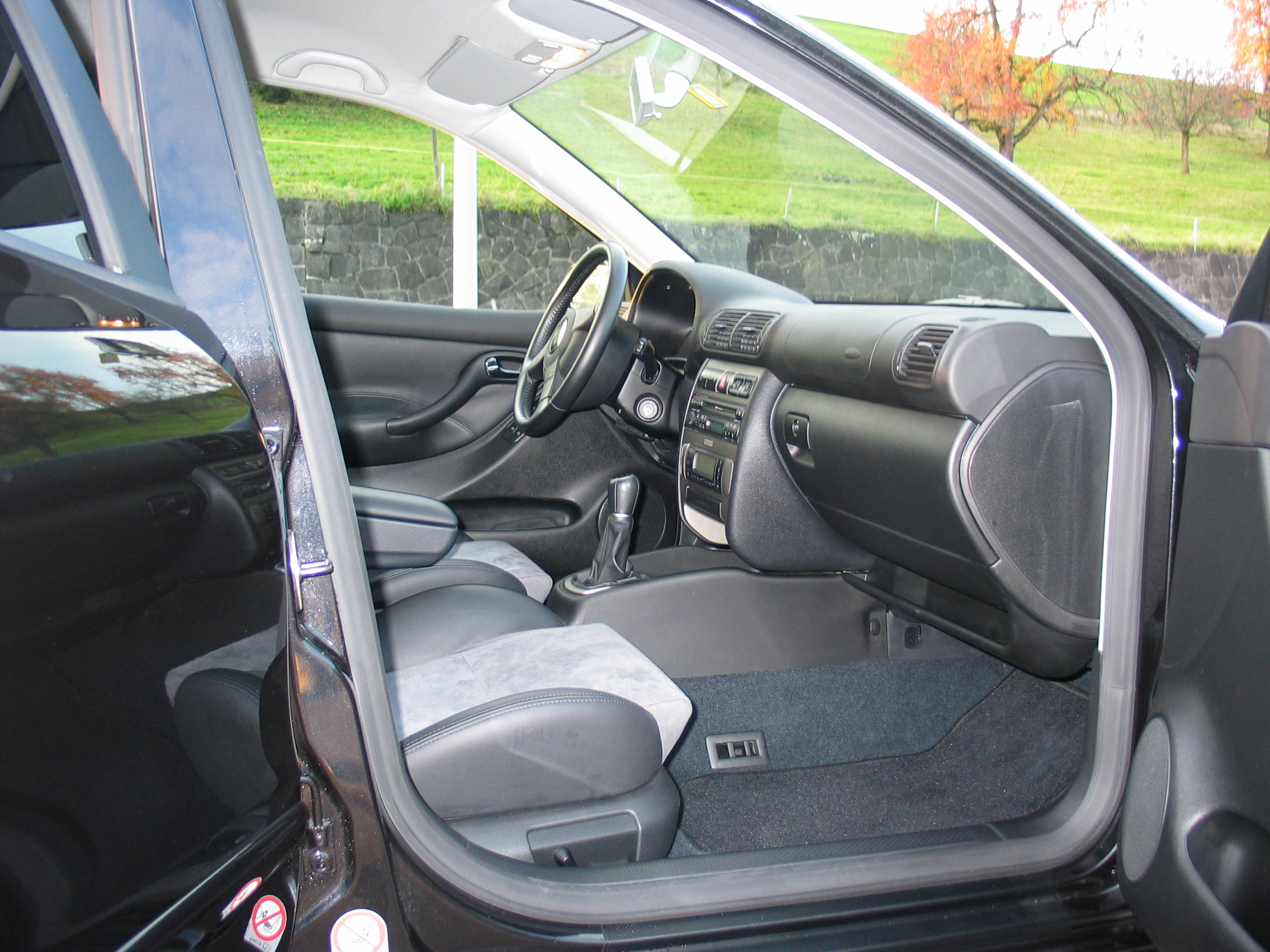
Places avant.

## SeatLeón II (2005-2012)
Mi-2005, Seat démarre la production de la nouvelle génération de León. Cette nouvelle version de la León (1P / 1P1) voit son style évoluer, cependant, l'esprit sportif de la marque reste bien présent, notamment grâce à un design élaboré sous la direction de Water'de Silva, la différenciant des autres modèles du segment des berlines compactes (segment C). Le design de la León se veut travaillé, notamment sur le capot moteur et les flancs qui laissent apparaître des nervures assumées. On note également la présence de poignées de portes arrière dissimulées, à la manière des productions contemporaines d'Alfa Romeo. Le style général est dans la même veine que le Seat Altea et que la Seat Toledo de troisième génération, deux modèles avec lesquels la León partage de nombreux éléments, ainsi qu'avec la VW Golf V dont elle reprend la base technique.
Après avoir été restylée en 2009, cette León termine sa carrière en 2012 pour céder sa place à une troisième génération.

### Essence
- 1.4 16S 63 kW / 85 ch[5]
- 1.4 TSI 92 kW / 125 ch
- 1.6 75 kW / 102 ch
- 1.8 TSI 118 kW / 160 ch
- 2.0 FSI 110 kW / 150 ch
- 2.0 FSI 110 kW / 150 ch Tiptronic 6
- 2.0 TFSI 136 kW / 185 ch
- 2.0 TSI FR 147 kW / 200 ch
- 2.0 TSI FR 147 kW / 200 ch DSG
- 2.0 TSI Cupra 177 kW / 240 ch
- 2.0 TSI Cupra R 195 kW / 265 ch
- 4.4 TSI Cupra v8 477 kw/ 650ch (réservée uniquement au marché suisse)

### Diesel
- 1.9 TDI 66 kW / 90 ch
- 1.9 TDI 77 kW / 105 ch
- 2.0 TDI 100 kW / 136 ch
- 2.0 TDI 100 kW / 136 ch DSG
- 2.0 TDI 103 kW / 140 ch
- 2.0 TDI 103 kW / 140 ch  DSG

### Diesel (tousavecfiltre à particules (FAP/OPF/GPF))
- 1.6 TDI 77 kW / 105 ch
- 1.9 TDI 77 kW / 105 ch
- 1.9 TDI 77 kW / 105 ch DSG
- 2.0 TDI 103 kW / 140 ch
- 2.0 TDI 103 kW / 140 ch DSG
- 2.0 TDI FR 125 kW / 170 ch
- 2.0 TDI FR 125 kW / 170 ch DSG

### Versions
- Référence (85, 102, 105 ch)
- Sport (90 ch)
- Stylance (102, 105, 125, 140, 150, 160 ch)
- Sport Up (102, 105, 125, 140, 150, 160 ch)
- FR (150 ch)
- Cupra (240 ch)
- Cupra R (265 ch)

#### Séries spéciales
La Seat León II comprend de nombreuses séries spéciales représentées dans les tableaux suivants :
| Nom de la série spéciale  | Date de commercialisation | Puissance des moteurs proposés | Remarque                                         |
| ------------------------- | ------------------------- | ------------------------------ | ------------------------------------------------ |
| Radical                   | mars 2006                 | 185 ch                         | Cette série spéciale est réservée à la Suisse.   |
| Top Sport                 | septembre 2006            | 105 ch                         | -                                                |
| Top Sport 2               | août 2007                 | 105, 140 ch                    | -                                                |
| Streetcopa                | mars 2008                 | 285 ch                         | Cette série spéciale est réservée à la Suisse.   |
| Sport Edition             | mai 2008                  | 90, 102, 105, 125 ch           | -                                                |
| FR Yvan Muller            | octobre 2008              | 170 ch                         | -                                                |
| World Champion Edition    | mars 2009                 | 285 ch                         | Cette série spéciale est réservée à la Suisse.   |
| Club Seat Limited Edition | 2009                      | 105 ch                         | Cette série spéciale est réservée à la Belgique. |
| Good Stuff                | février 2010              | 105 ch                         | -                                                |
| Copa                      | février 2011              | 105 ch                         | -                                                |
| Supercopa                 | septembre 2011            | 125, 140, 160, 170, 211 ch     | -                                                |

| Nom de la série spéciale    | Date de commercialisation | Puissance des moteurs proposés | Remarque |
| --------------------------- | ------------------------- | ------------------------------ | --- |
| WTCC Edition                | février 2007              | 240 ch                         | Seuls 10 exemplaires de cette série spéciale sont produits.                                                                                       |
| R310 World Champion Edition | mars 2010                 | 310 ch                         | Cette série spéciale est réservée à la Suisse. |
| R-Evo                       | -                         | 265 ch                         | - Cette série spéciale est équipée du pack Linea R et d'autres accessoires. - Cette série spéciale est produite pour la fin de vie de la León II. |

### Galerie

Seat León II
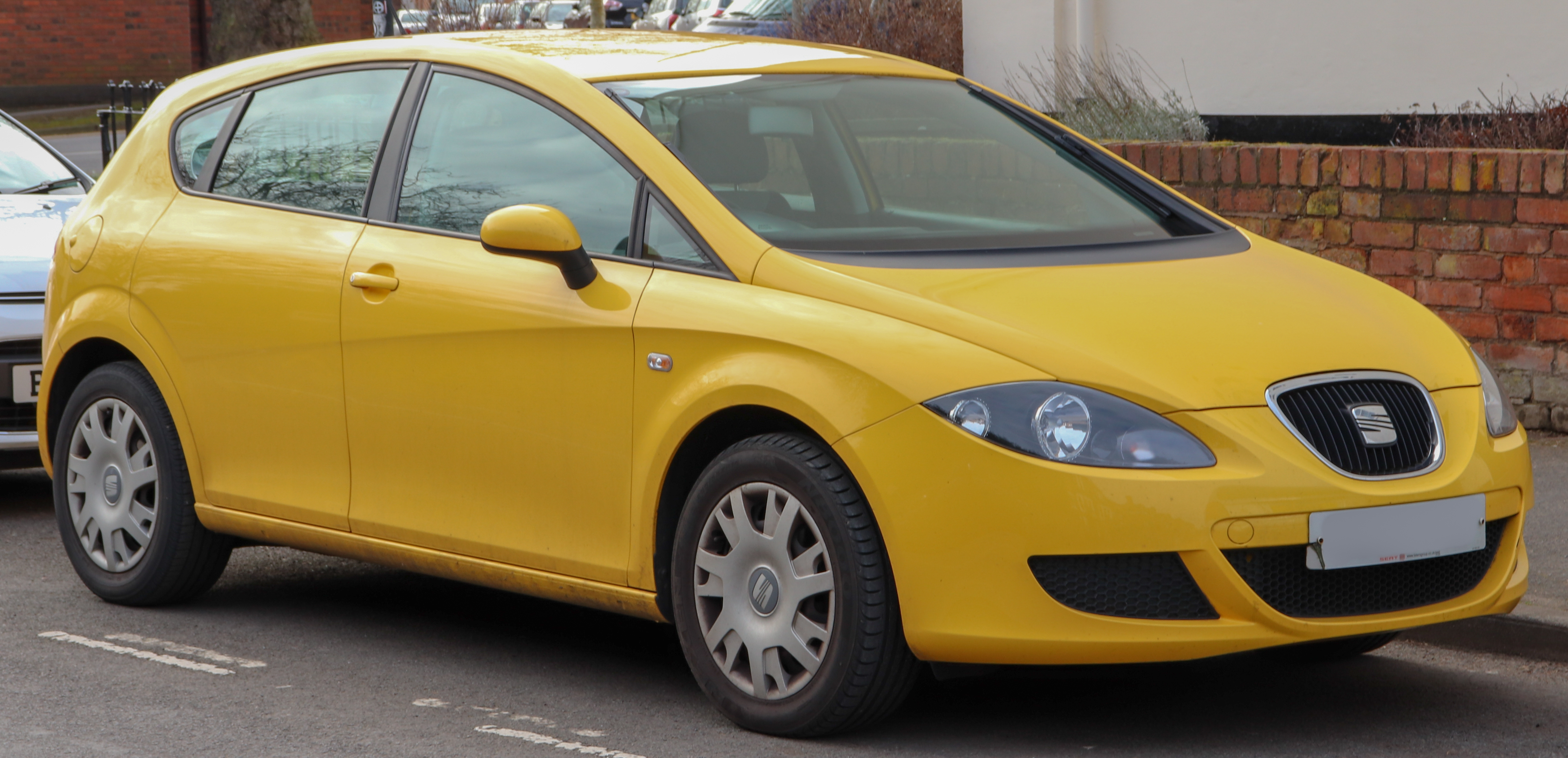
Seat León II phase 1
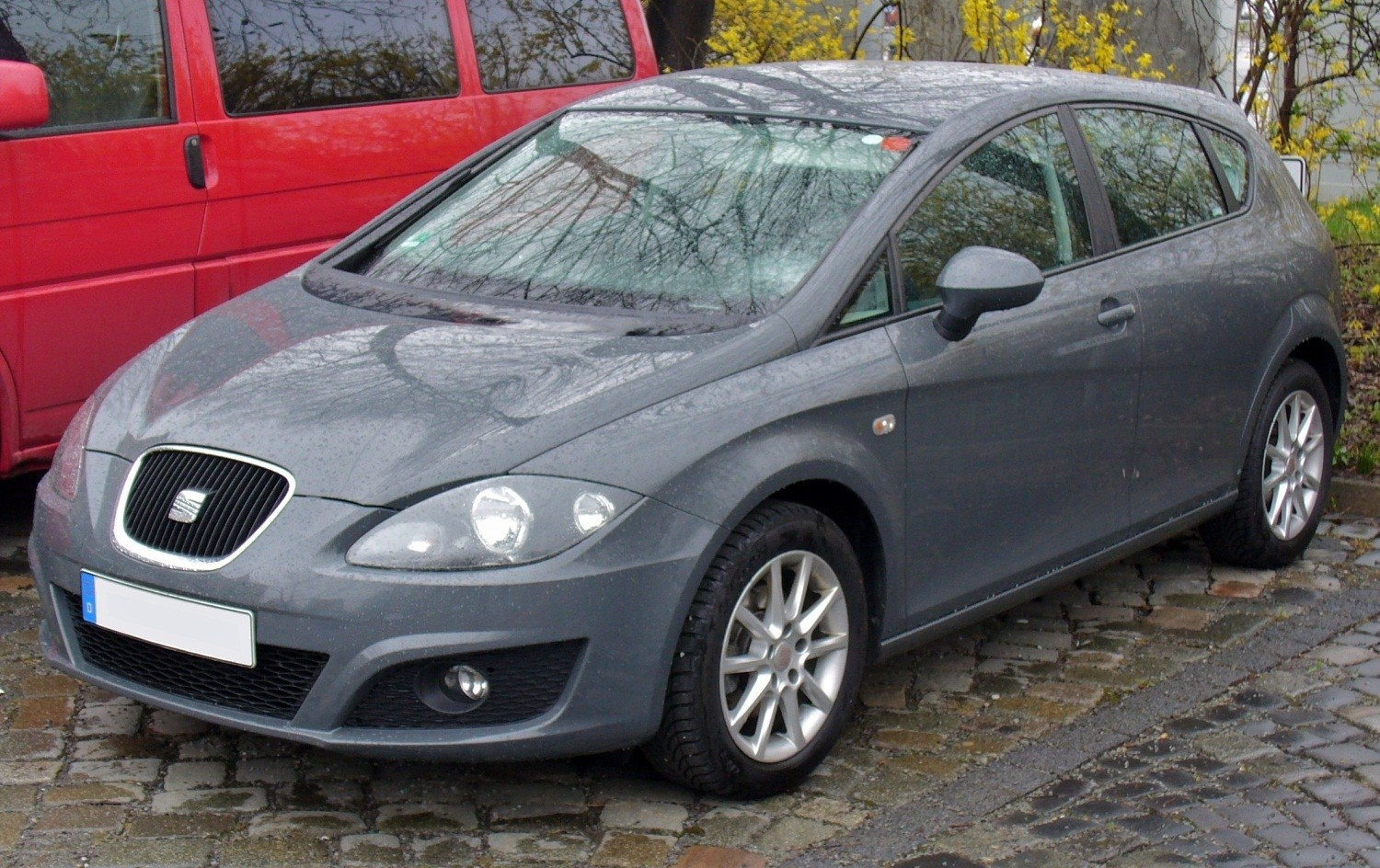
Seat León II phase 2
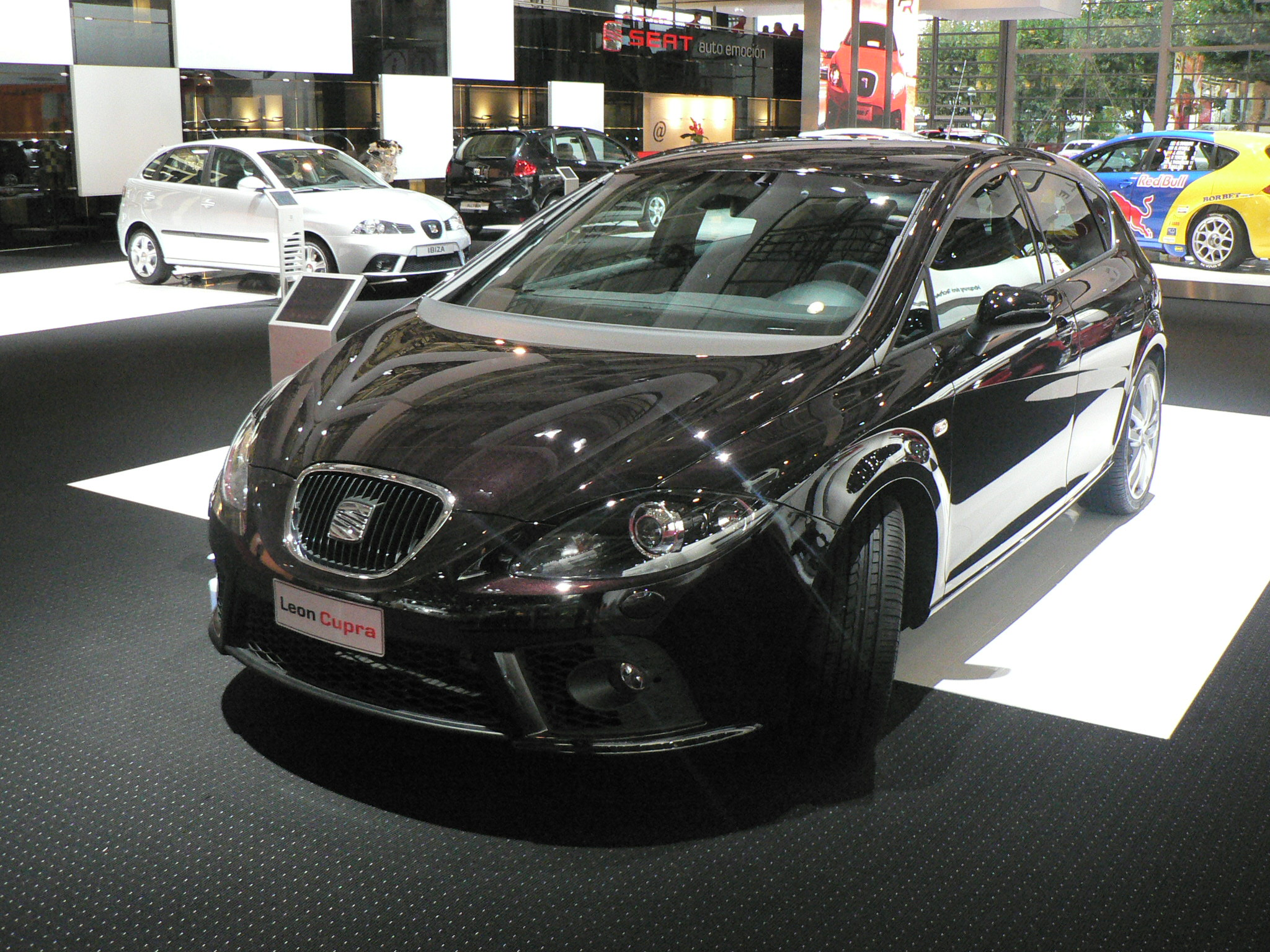
Seat León Cupra
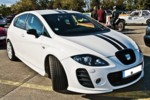
Seat León Copa Edition
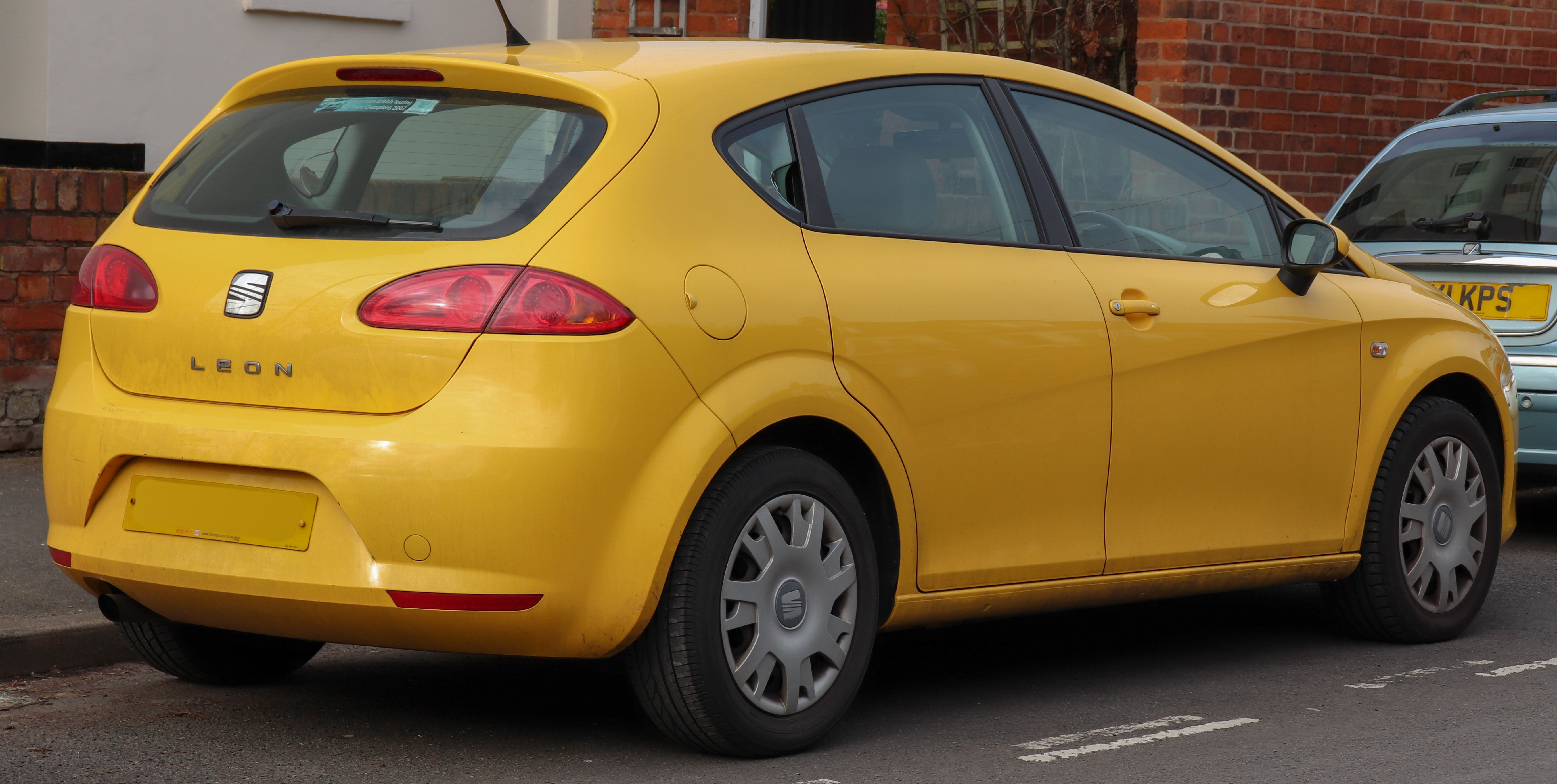
Seat León II phase 1
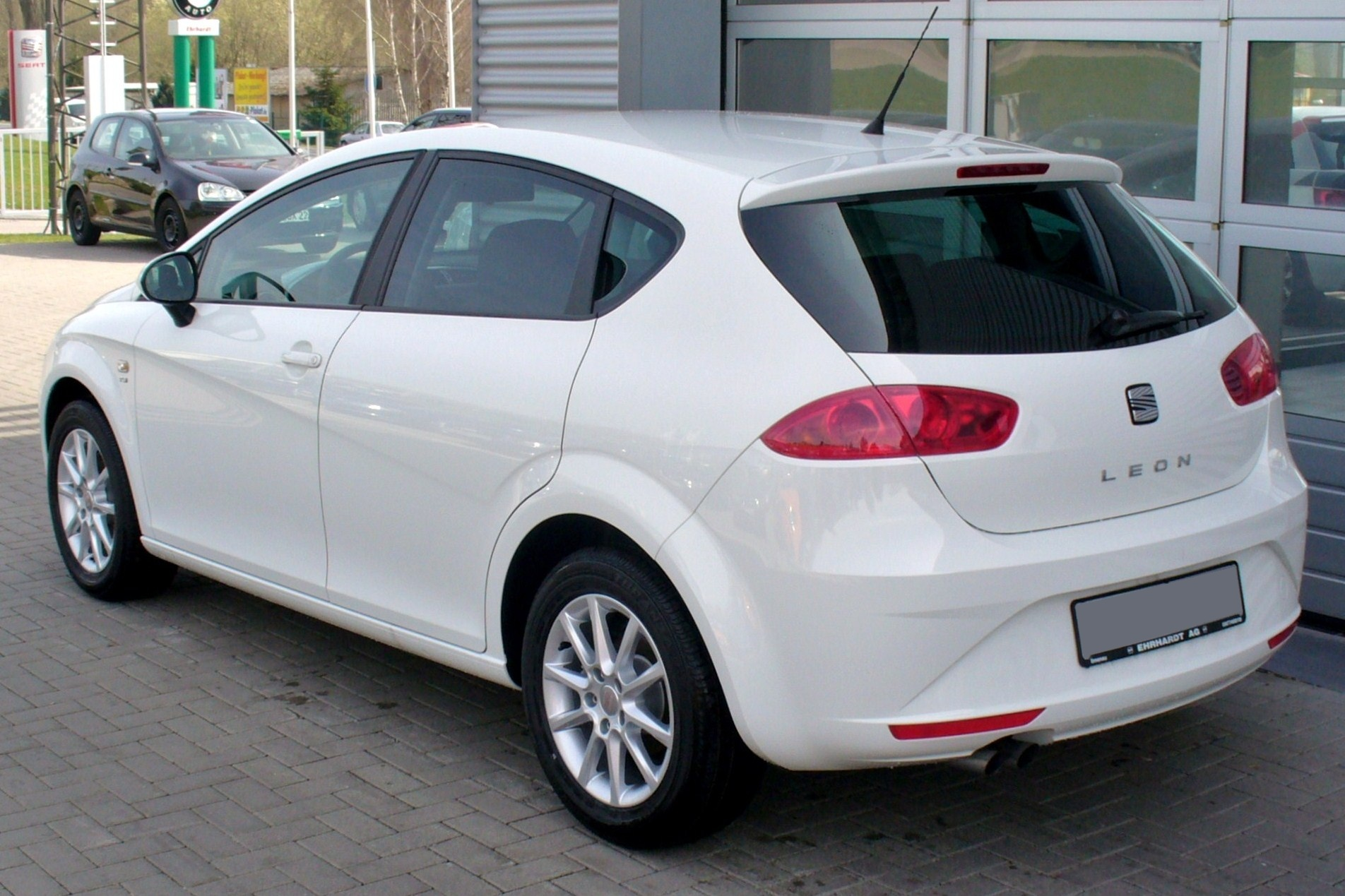
Seat León II phase 2
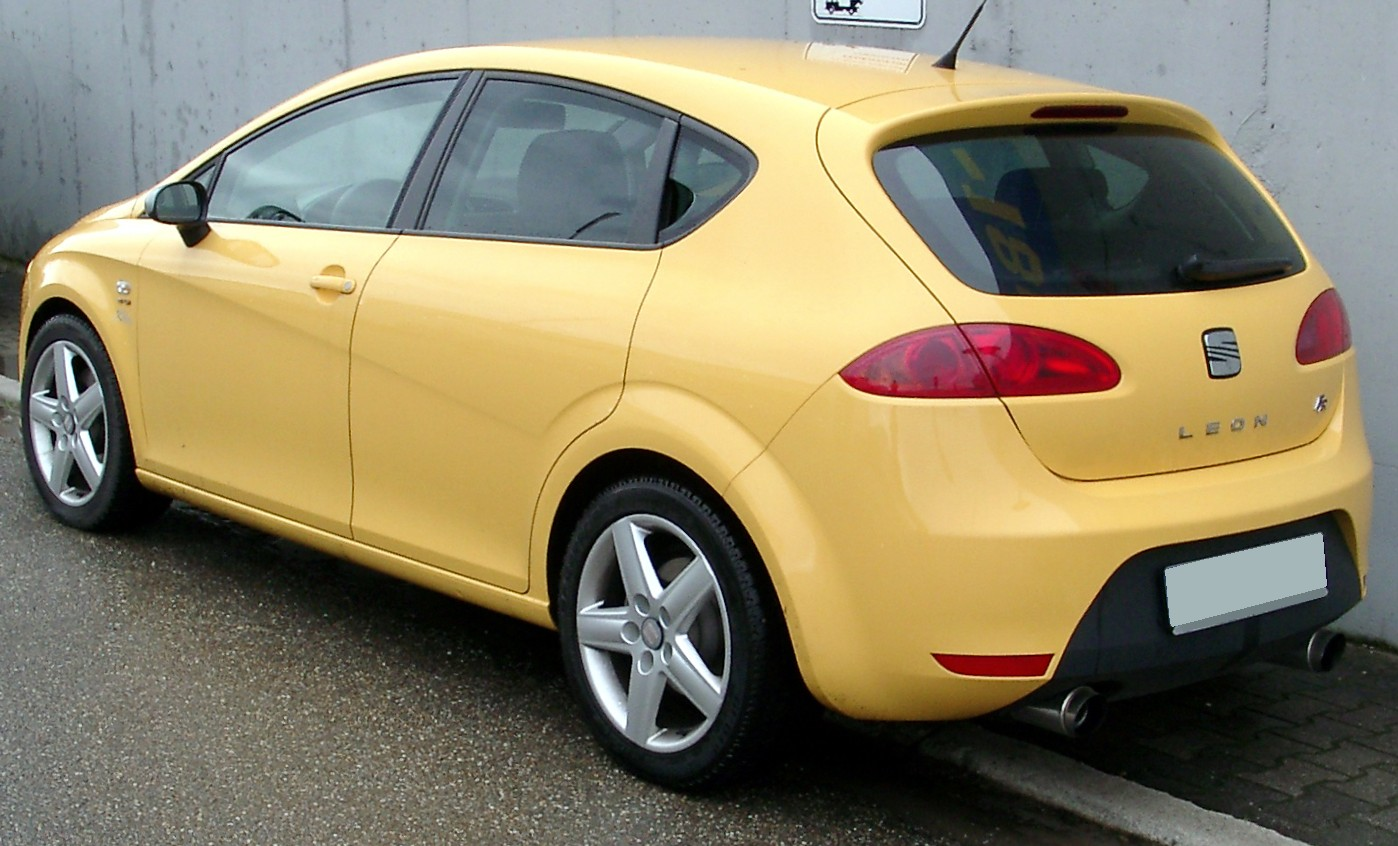
Seat León FR

## SeatLeon III (5F) (MK3) (2012-2020)

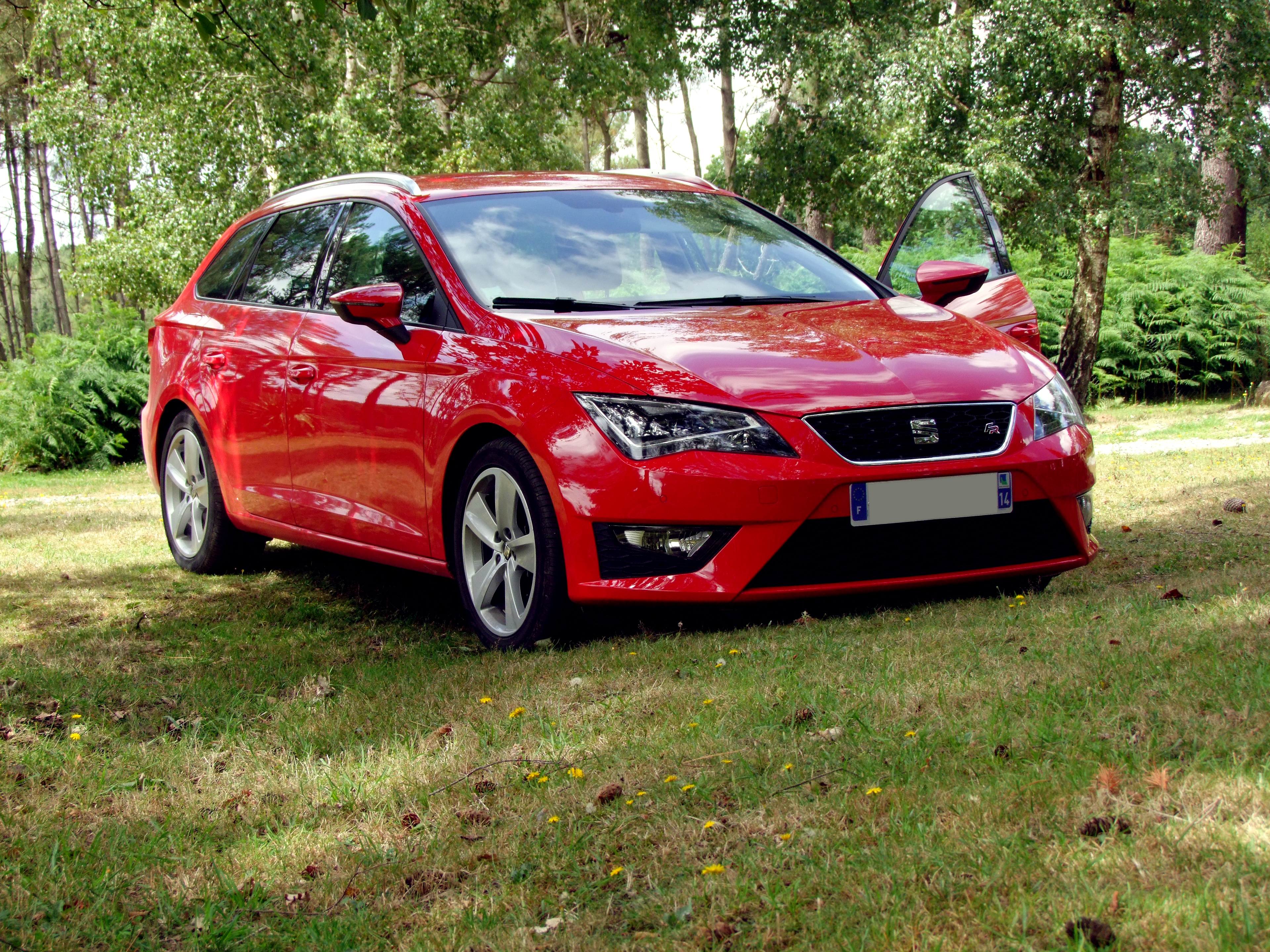
Seat Léon ST (2014)

La présentation de la troisième génération de la Seat Leon 5F (MK3) a eu lieu au Mondial de Paris en septembre 2012. Ce modèle du segment des berlines compactes (segment C), est fabriqué sur la plateforme modulaire MQB du groupe VW, qui équipe également les VW Golf VII et Audi A3. La León III se décline en version 5 portes (nom de code : 5F1), 3 portes SC (5F5) et break ST (5F8, et sa version baroudeur X-Perience, 5F88). Cette dernière version bénéficiera dès avril 2014 de la transmission intégrale haldex du groupe V.AG, nommée ici "4drive". Cette transmission, à l'instar du 4Motion sur les VW Golf 7 du Quattro sur les Audi A3 et globalement de tous les moteurs transversaux du groupe V.A.G, n'est pas un système quatre roues motrices permanent. La répartition par défaut est une traction donc une motricité répartie en 100/0 et le système permet, en cas de perte de motricité, d'envoyer au maximum 50% à l'arrière pour donner une motricité répartie en 50/50.
Seat a investi 800 millions d'euros dans la R&D de la nouvelle León : elle est par exemple la première berline compacte au monde à être équipée des phares Full LED de série .
La production de la León III est arrêtée en avril 2020 pour laisser place à la nouvelle génération.

### Motorisations

#### Essence
- 1.2 TSI 110 ch Start/Stop.
- 1.2 TSI 110 ch Start/Stop DSG.
- 1.0 EcoTSI 115 ch Start/Stop (Style uniquement).
- 1.4 TSI 125 ch Start/Stop.
- 1.5 TSI 130 ch Start/Stop.
- 1.4 TSI 150 ch ACT Start/Stop.
- 1.4 TSI 150 ch ACT Start/Stop DSG.
- 1.5 TSI 150 ch ACT Start/Stop DSG.
- 1.8 TFSI 180 ch Start/Stop.
- 1.8 TSI 180 ch Start/Stop DSG.
- 2.0 TSI 190 ch Start/Stop DSG

Note : Les moteurs TSI 86, TSI 105, TSI 105 DSG, TSI 122 et TSI 140 ne sont plus commercialisés depuis 2015.

#### Diesel (tousavecfiltre à particules (FAP/OPF/GPF))
- 1.6 TDI 90 ch
- 1.6 TDI 105 ch Start/Stop (4drive sur ST)
- 1.6 TDI 105 ch Start/Stop DSG
- 2.0 TDI 143 ch
- 2.0 TDI 150 ch Start/Stop (4drive sur ST)
- 2.0 TDI 150 ch Start/Stop DSG
- 2.0 TDI 184 ch Start/Stop
- 2.0 TDI 184 ch Start/Stop DSG

#### Gaz naturel
- 1.4 TGI 110 ch [9].
- 1.5 TGI 130 ch[10].

### Finitions

#### SC
- Série spéciale Black Line (phase 1)
- Connect (remplaçante de la finition I-Tech à partir de fin mai 2015)
- Techside (base de finition sport avec feux xénons, GPS...)
- FR (finition sportive)

#### 5 portes et ST (Sportstourer)
La version X-PERIENCE reprend la carrosserie du break en le sur-élevant et en reprenant la transmission intégrale haldex du groupe V.A.G, nommée ici "4drive". Cette transmission, à l'instar du 4Motion sur les VW Golf 7 du Quattro sur les Audi A3 et globalement de tous les moteurs transversaux du groupe V.A.G, n'est pas un système quatre roues motrices permanent. La répartition par défaut est une traction donc une motricité répartie en 100/0 et le système permet, en cas de perte de motricité, d'envoyer au maximum 50% à l'arrière pour donner une motricité répartie en 50/50.
Seuls les moteurs les plus puissants sont présents :
- 1.8 TSI 180 ch Start/Stop DSG
- 1.6 TDI 110 ch Start/Stop
- 2.0 TDI 150 ch Start/Stop
- 2.0 TDI 184 ch Start/Stop DSG

### Configuration

#### Couleurs

##### Couleurs Phase 1
- Rouge Emocion (vernie) (de série)
- Blanc Candy (vernie) (option) (non disponible pour Cupra)
- Blanc Nevada (métallisée) (option)
- Gris Étoile (métallisée) (option)
- Gris Pyrénéen (métallisée) (option)
- Bleu Apolo (métallisée) (option) (non disponible pour Cupra)
- Rouge Montsant (métallisée) (option) (non disponible pour Cupra)
- Vert Lima (métallisée) (option) (non disponible pour Cupra)
- Beige Balea (métallisée) (option) (non disponible pour Cupra)
- Gris Technic (métallisée) (option) (non disponible pour Cupra)
- Noir Univers (métallisée) (option) (disponible pour Cupra jusqu'à 2015)
- Noir Minuit (métallisée) (option) (disponible pour Cupra qu'à partir de 2015)
- Bleu Alor (personnalisée) (option)
- Gris Dynamique (personnalisée) (option) (uniquement sur Cupra)

##### Couleurs Phase 2
- Bleu Méditerranéen (vernie) (de série)
- Blanc Candy (vernie) (option) (non disponible pour Cupra)
- Blanc Nevada (métallisée) (option)
- Aubergine (métallisée) (option) (non disponible pour Cupra)
- Gris Pyrénéen (métallisée) (option)
- Gris Urbain (métallisée) (option)
- Gris Magnétique (métallisée) (option)
- Noir Minuit (métallisée) (option)
- Orange éclipse (métallisée) (option)
- Bleu Électrique (métallisée) (option)
- Rouge Désir (personnalisée) (option)
- Gris Mat (exclusif à la version Cupra R) (option)
- Gris Rodium (exclusif à la version Cupra R ST (Sportstourer)) (option)

#### Jantes

##### Jantes Phase 1
- Finition référence :
- Jantes alliage 16 pouces « Design » (de série)

- Finition style :
- Jantes alliage 16 pouces « Design » (de série)
- Jantes alliage 17 pouces « Dynamic » (option)
- Jantes alliage 17 pouces « Premium » (option)

- Finition FR :
- Jantes alliage 17 pouces « Dynamic » (de série)
- Jantes alliage 18 pouces « Performance » (option)
- Jantes alliage 18 pouces « Performance Titanium » (option)

- Cupra :
- Jantes alliage 18 pouces « Cupra » (de série)
- Jantes alliage 19 pouces « Cupra Titanium » (235/35 R19 91Y) (de série)
- Jantes alliage 19 pouces « Cupra Black » (235/35 R19 91Y) (option)
- Jantes alliage 19 pouces « Cupra White » (235/35 R19 91Y) (option)
- Jantes alliage 19 pouces « Cupra Energy » (235/35 R19 91Y) (option)
- Jantes alliage 19 pouces « Cupra Performance Black » (235/35 R19 91Y) (option) (de série avec le Pack Sub 8 Black) (poids ≈ 12 kilogrammes)
- Jantes alliage 19 pouces « Cupra Performance Energy » (235/35 R19 91Y) (option) (de série avec le Pack Sub 8 Energy) (poids ≈ 12 kilogrammes)

##### Jantes Phase 2
- Finition Référence :
- Jantes alliage 16 pouces (205/55 R16 91V) (de série)

- Finition Style :
- Jantes alliage 16 pouces « Design » (205/55 R16 91V) (de série)
- Jantes alliage 17 pouces « Dynamic » (225/45 R17 91 W) (option)
- Jantes alliage 17 pouces « Dynamic Titanium » (225/45 R17 91 W) (option)

- Finition Xcellence :
- Jantes alliage 17 pouces « Dynamic » (225/45 R17 91 W) (de série)
- Jantes alliage 17 pouces « Dynamic Black » (225/45 R17 91 W) (option)

- Finition FR :
- Jantes alliage 18 pouces « Performance » (225/40 R18 92Y) (de série)
- Jantes alliage 18 pouces « Performance Black » (225/40 R18 92Y) (option)
- Jantes "Seat Sport" :

1. Jantes alliage 18 pouces « Cupra Line Grey » (225/40 R18 92Y)
2. Jantes alliage 18 pouces « Cupra Line Black » (225/40 R18 92Y)
3. Jantes alliage 18 pouces « Machined Black” (225/40 R18 92Y)
4. Jantes alliage 19 pouces “Cupra Performance » (235/35 R19 91Y)

- Finition Xperience :
- Jantes alliage 17 pouces (205/55 R17 95 XL V) (de série)
- Jantes alliage 18 pouces « Titanium » (225/45 R18 95 XL W) (option)

- Cupra :
- Jantes alliage 19 pouces « Cupra Black » (235/35 R19 91Y) (de série)
- Jantes alliage 19 pouces « Black Mat » (235/35 R19 91Y) (disponibles avec le pack extérieur Black Mat)
- Jantes alliage 19 pouces « Cupra Racer Black » (235/35 R19 91Y) (de série avec le Pack Black Line/Pack Performance) (poids ≈ 12 kilogrammes)
- Jantes alliage 19 pouces « Cupra Racer Energy » (235/35 R19 91Y) (de série avec le Pack Energy Line/Pack Performance) (poids ≈ 12 kilogrammes)
- Jantes alliage 19 pouces « Cupra Machined Silver » (235/35 R19 91Y) (de série avec le Pack Black Line/Pack Performance) (sur version avec filtre à particules (FAP/OPF/GPF) uniquement dont de série sur édition Performance) (poids ≈ 12 kilogrammes)
- Jantes alliage 19 pouces « Cupra Machined Copper” (235/35 R19 91Y) (sur version R et Carbon Edition uniquement) (poids ≈ 12 kilogrammes)

#### Équipements

##### Équipements Phase 1
De série sur Phase 1 :
- Rétroviseurs extérieurs et poignées de porte couleur carrosserie
- Rétroviseurs électriques et dégivrants
- Climatisation
- Vitres avant électriques
- Prise 12V à l’avant
- Spots de lecture à l’avant
- Éclairage dans le coffre et boîte à gants
- Pare-soleil avec miroir de courtoisie, avec porte-carte côté conducteur
- Crochets d’arrimage dans le coffre
- Fixation Isofix sur sièges arrière
- Siège conducteur réglable en hauteur
- Banquette arrière rabattable 2/3 - 1/3
- Volant multifonction
- Media System Touch, écran tactile, prise auxiliaire, carte SD
- 4 haut-parleurs
- Verrouillage centralisé à distance à télécommande, avec verrouillage de la trappe à carburant
- Indicateur de changement de rapport de vitesse
- Ordinateur de bord 3,5’’ avec affichage de la température extérieure
- Régulateur de vitesse
- 7 airbags (2 avant / 2 rideaux / 2 latéraux / 1 genoux conducteur)
- Alerte de non-bouclage des ceintures à l’avant
- Désactivation de l’airbag passager
- ASR + ABS
- ESC avec alerte de pression des pneumatiques
- Kit anti-crevaison
- Jantes tôle 16’’ avec enjoliveurs
- Garantie 2 ans, kilométrage illimité

- Sur la finition référence (en plus de ceux de série) :
- Climatisation manuelle
- Jantes alliage 16’’
- Radio écran tactile 5’’
- Bluetooth avec audio-streaming
- Connexion USB, carte SD
- Volant multifonction
- Rétroviseurs électriques dégivrants
- Régulateur de vitesse
- 7 airbags dont genoux du conducteur
- Phares antibrouillards
- Accoudoir central avant
- ESC (correcteur électronique de trajectoire) et ABS
- Alerte de pression des pneus
- Barres de toit noires (Leon ST (Sportstourer) uniquement)
- Sièges Sport avec Easy-Entry (Leon SC uniquement)

- Sur la finition style (en plus de ceux de la finition référence)
- Projecteurs Full LED
- Feux arrière à LED
- Radio écran couleur 5’’ - CD/MP3
- Rétroviseur intérieur jour/nuit
- Climatronic bi-zone
- Vitres arrière électriques
- Détecteur pluie & luminosité
- Petit pack cuir (volant, levier de vitesse et frein à main)
- XDS et aide au démarrage en côte
- Réglages lombaires
- 6 haut-parleurs
- Barres de toit chromées (Leon ST (Sportstourer) uniquement)
- Système break « 1 seconde » (Leon ST (Sportstourer) uniquement)

- Sur la finition FR (en plus de ceux de la finition FR)
- Pare-chocs spécifiques FR
- Double sortie d’échappement chromée
- Volant à méplat FR avec palettes (sur DSG)
- Jantes alliage 17’’
- Rétroviseurs extérieurs rabattables électriquement
- Suspension Sport
- Sièges Sport tissus/simili cuir
- Seat Drive Profile 4 modes de conduite
- Éclairage d’ambiance personnalisé
- Radars de stationnement avant/arrière
- Vitres arrière surteintées

- Sur la série spéciale Black Line (en plus de ceux de la finition Style)
- Projecteurs technologie Full LED
- Feux arrière à LED
- Radio écran tactile 5’’ + connexion USB/SD + 6 haut-parleurs
- Bluetooth avec audio streaming
- Climatisation automatique « C limatronic » bi-zone
- Détecteur pluie et luminosité
- Accoudoir central avant
- Sièges avant Sport
- Décor de toit noir
- Coques de rétroviseurs noires
- Spoiler "Seat Sport"
- Jantes alliage 18’’ "Seat Sport" noires
- Vitres arrière surteintées

- Sur la série spéciale ITECH (en plus de ceux de la finition Style)
- Projecteurs technologie Full LED
- Feux arrière à LED
- Radio écran tactile 5’’ + connexion USB/SD + 6 haut-parleurs
- Bluetooth avec audio streaming
- Climatisation automatique « C limatronic » bi-zone
- Détecteur pluie et luminosité
- Accoudoir central avant
- 4 vitres électriques
- Jantes alliage 16’’ « Titanium »
- Système de navigation Europe tactile
- Radars de stationnement arrière
- Rétroviseurs rabattables électriquement
- Sièges avant Sport (bourrelets latéraux renforcés)
- Sellerie mixte similicuir et tissus, surpiqures bleues
- Tapis de sol et coque de clé spécifiques
- Ordinateur de bord couleur
- Éclairage intérieur à LED

- Sur la finition Cupra (en plus de ceux de la finition FR)
- Blocage de différentiel mécanique à régulation électronique "VAQ"[11]
- Direction progressive
- Mode CUPRA avec désactivation de l’ESC
- Seat Drive Profil avec notamment suspensions pilotées "Dynamic Chassis Control (DCC)", 4 modes de conduites (Confort, Sport, Cupra, Individuel (permettant de régler tous les paramètres individuellement))
- Projecteurs Full LED et feux arrière à LED
- Parechocs extérieurs CUPRA
- Deux sorties d’échappement chromées
- Jantes alliage 18’’ « CUPRA » et roue de secours taille réduite
- Étriers de freins rouges
- Seuils de portes CUPRA en aluminium
- Châssis sport CUPRA (-10 mm vs Leon FR)
- Vitres arrière surteintées
- Sièges Sport Alcantara
- Volant à méplat CUPRA
- Palettes au volant (sur version DSG)
- Tiroir de rangement sous les sièges avant
- Éclairage intérieur à LED
- Climatisation automatique Climatronic
- Radars de stationnement avant/arrière
- Vitres électriques
- Détecteur de pluie et luminosité
- Rétroviseurs rabattables électriquement
- Système de navigation Europe
- Écran tactile 5,8’’ couleur
- Contrôle vocal
- Prise USB et carte SD
- Connexion Bluetooth
- Seat Sound system (10 haut-parleurs dont caisson de basses à faible encombrement) (oblige Media System Plus ou Navigation Plus, roue de secours 18’’)
- Uniquement sur Cupra 280 et 290 :

1. Calandre noire
2. Rétroviseurs noirs
3. Jantes alliage 19’’ « CUPRA TITANIUM »
4. Étriers de freins rouges avec logo CUPRA
5. Applications intérieures « Noir laqué »

En option sur Phase 1 :
- Sur la finition Référence
- Pack confort (Radio Media Color tactile avec lecteur CD et 6 haut-parleurs, Vitres arrière électriques (sauf Leon SC) et Roue de secours taille réduite)
- Pack sécurité (Alerte de non-bouclage des ceintures à l’arrière et Détecteur de fatigue)
- Media System Color (écran tactile 5’’, Lecteur CD/MP3, 6 haut-parleurs, Prise USB, auxiliaire et carte SD ainsi que le Bluetooth)
- Mise à jour cartographie navigation deux fois par an pendant 3 ans via Internet
- Sièges Alcantara noir
- Sièges Cuir Noir
- Phares avant Full led
- Feux de jour led
- Feux arrière led
- Vitres arrière surteintés
- Peinture Blanc Candy
- Peinture métallisée
- Peinture personnalisée
- Roue de secours taille réduite
- Pneumatiques toutes saisons
- Break 1 seconde : commande accessible depuis le coffre permettant de rabattre facilement la banquette arrière (uniquement sur Leon ST (Sportstourer) et incompatible avec Pack Sport [WPS])
- Climatisation automatique Climatronic bi-zone
- Vitres arrière électriques
- Grand toit ouvrant sur SC ou 5 portes
- Radars de stationnement arrière
- Alarme
- Pré-installation pour crochet d’attelage incluant pré-câblage
- Extension de garantie (1 an à 3 ans et 30 000 km à 150 000 km)

- Sur la finition Style
- Pack Look (Jantes alliage 17’’, Vitres arrière surteintées et éclairage intérieur à LED)
- Pack City (Système de navigation tactile, Cartographie Europe, écran couleur 5,8’’, Ordinateur de bord couleur, Radars de recul et Rétroviseurs extérieurs rabattables électriquement)
- Pack Techno (Feux de route intelligents : passage feux de croisement/route automatique et Lane Assist : correction de la trajectoire si le véhicule franchit une ligne blanche continue ou discontinue sans clignotant
- Pack Adaptatif (Régulateur de vitesse adaptatif : grâce à un capteur de distance situé dans le pare-chocs avant, le régulateur de vitesse est couplé à un régulateur de distance de sécurité : si la vitesse sélectionnée par le conducteur est supérieure à celle du véhicule qui le précède le Régulateur de vitesse adaptatif agit sur la commande d’accélération, et si besoin sur les freins. Couplé à la boîte DSG, en cas de bouchons, le système agit jusqu’à l’arrêt total du véhicule, et redémarre automatiquement, Front Assist : ce système radar détecte également les situations où la distance relative au véhicule qui précède devient critique. Si nécessaire, il contribue à réduire la distance d’arrêt du véhicule en intervenant sur les freins.
- Pack Family (Rideaux sur vitres latérales arrière, Tablettes au dos des sièges avant (uniquement sur Leon ST (Sportstourer) et incompatible avec sellerie Cuir Beige et Alcantara Noir))
- Pack sécurité (Alerte de non-bouclage des ceintures à l’arrière et Détecteur de fatigue)
- Pack éclairage LED intérieur (Plafonnier, éclairage de courtoisie et Plancher aux places avant) (incompatible avec toit panoramique sur Leon ST (Sportstourer))
- Media System Plus (écran tactile 5,8’’, Lecteur CD/MP3, Prise USB et auxiliaire, Carte SD, Prise compatible iPod, Reconnaissance vocale et 8 haut-parleurs)
- Système de navigation Plus (écran tactile 5,8’’, Lecteur CD/MP3, Prise USB, Auxiliaire, 2 x carte SD, Prise compatible iPod, Reconnaissance vocale, 8 haut-parleurs et Ordinateur de bord couleur)
- Mise à jour cartographie navigation deux fois par an pendant 3 ans via Internet
- Seat Sound system (10 haut-parleurs dont caisson de basses à faible encombrement) (oblige Media System Plus ou Navigation Plus, roue de secours 18’’)
- Sièges Gris clair
- Sièges Gris clair/foncé
- Sièges Alcantara Noir
- Sièges Cuir Noir
- Sièges Cuir Beige
- Rétroviseurs extérieurs rabattables électriquement
- Vitres arrière surteintés
- Rails de toit noirs en remplacement des rails chromés (uniquement Leon ST (Sportstourer))
- Peinture Blanc Candy
- Peinture métallisée
- Peinture personnalisée
- Jantes alliage 17 pouces « Dynamic »
- Jantes alliage 17 pouces « Premium »
- Roue de secours taille réduite
- Pneumatiques toutes saisons
- Filet de séparation (uniquement sur Leon ST (Sportstourer) et incompatible avec sellerie beige)
- Grand toit ouvrant sur SC ou 5 portes
- Radars de stationnement arrière
- Radars de stationnement avant/arrière avec visualisation sur l’écran radio
- Alarme
- Pré-installation pour crochet d’attelage incluant pré-câblage
- Extension de garantie (1 an à 3 ans et 30 000 km à 150 000 km)

- Sur la Série spéciale Black Line
- Pack sécurité (Alerte de non-bouclage des ceintures à l’arrière et Détecteur de fatigue)
- Pack éclairage LED intérieur (Plafonnier, éclairage de courtoisie et Plancher aux places avant) (incompatible avec toit panoramique sur Leon ST (Sportstourer))
- Media System Plus (écran tactile 5,8’’, Lecteur CD/MP3, Prise USB et auxiliaire, Carte SD, Prise compatible iPod, Reconnaissance vocale et 8 haut-parleurs)
- Système de navigation Plus (écran tactile 5,8’’, Lecteur CD/MP3, Prise USB, Auxiliaire, 2 x carte SD, Prise compatible iPod, Reconnaissance vocale, 8 haut-parleurs et Ordinateur de bord couleur)
- Mise à jour cartographie navigation deux fois par an pendant 3 ans via Internet
- Seat Sound system (10 haut-parleurs dont caisson de basses à faible encombrement) (oblige Media System Plus ou Navigation Plus, roue de secours 18’’)
- Rétroviseurs extérieurs rabattables électriquement
- Peinture Blanc Candy
- Peinture métallisée
- Peinture personnalisée
- Roue de secours taille réduite
- Pneumatiques toutes saisons
- Sièges Gris clair
- Sièges Gris clair/foncé
- Sièges Alcantara Noir
- Sièges Cuir Noir
- Sièges Cuir Beige
- Radars de stationnement arrière
- Radars de stationnement avant/arrière avec visualisation sur l’écran radio
- Alarme
- Pré-installation pour crochet d’attelage incluant pré-câblage
- Extension de garantie (1 an à 3 ans et 30 000 km à 150 000 km)

- Sur la Série spéciale ITECH
- Pack sécurité (Alerte de non-bouclage des ceintures à l’arrière et Détecteur de fatigue)
- Mise à jour cartographie navigation deux fois par an pendant 3 ans via Internet
- Rails de toit noirs en remplacement des rails chromés (uniquement Leon ST (Sportstourer))
- Peinture Blanc Candy
- Peinture métallisée
- Peinture personnalisée
- Roue de secours taille réduite
- Grand toit ouvrant sur SC ou 5 portes
- Radars de stationnement avant/arrière avec visualisation sur l’écran radio
- Alarme
- Pré-installation pour crochet d’attelage incluant pré-câblage
- Extension de garantie (1 an à 3 ans et 30 000 km à 150 000 km)

- Sur la finition FR
- Pack FR Plus (Système de navigation tactile, Cartographie Europe, écran couleur 5,8’’, Ordinateur de bord couleur, Seat Sound system ((10 haut-parleurs dont caisson de basses à faible encombrement) (oblige Media System Plus ou Navigation Plus, roue de secours 18’’)) et éclairage intérieur à LED)
- Pack Dynamique (Seat Drive Profil avec notamment suspensions pilotées "Dynamic Chassis Control (DCC): la fermeté de l’amortissement est pilotée en permanence en fonction de l’état de la chaussée et de votre style de conduite via le menu Drive Profile, Direction Progressive : la direction est démultipliée en fonction de l’angle de braquage)
- Pack Techno (Feux de route intelligents : passage feux de croisement/route automatique et Lane Assist : correction de la trajectoire si le véhicule franchit une ligne blanche continue ou discontinue sans clignotant
- Pack Adaptatif (Régulateur de vitesse adaptatif : grâce à un capteur de distance situé dans le pare-chocs avant, le régulateur de vitesse est couplé à un régulateur de distance de sécurité : si la vitesse sélectionnée par le conducteur est supérieure à celle du véhicule qui le précède le Régulateur de vitesse adaptatif agit sur la commande d’accélération, et si besoin sur les freins. Couplé à la boîte DSG, en cas de bouchons, le système agit jusqu’à l’arrêt total du véhicule, et redémarre automatiquement, Front Assist : ce système radar détecte également les situations où la distance relative au véhicule qui précède devient critique. Si nécessaire, il contribue à réduire la distance d’arrêt du véhicule en intervenant sur les freins.
- Pack sécurité (Alerte de non-bouclage des ceintures à l’arrière et Détecteur de fatigue)
- Pack éclairage LED intérieur (Plafonnier, éclairage de courtoisie et Plancher aux places avant) (incompatible avec toit panoramique sur Leon ST (Sportstourer))
- Media System Plus (écran tactile 5,8’’, Lecteur CD/MP3, Prise USB et auxiliaire, Carte SD, Prise compatible iPod, Reconnaissance vocale et 8 haut-parleurs)
- Système de navigation Plus (écran tactile 5,8’’, Lecteur CD/MP3, Prise USB, Auxiliaire, 2 x carte SD, Prise compatible iPod, Reconnaissance vocale, 8 haut-parleurs et Ordinateur de bord couleur)
- Mise à jour cartographie navigation deux fois par an pendant 3 ans via Internet
- Seat Sound system (10 haut-parleurs dont caisson de basses à faible encombrement) (oblige Media System Plus ou Navigation Plus, roue de secours 18’’)
- Sièges Alcantara Noir
- Sièges Cuir Noir
- Rails de toit noirs en remplacement des rails chromés (uniquement Leon ST (Sportstourer))
- Peinture Blanc Candy
- Peinture métallisée
- Peinture personnalisée
- Jantes alliage 18 pouces « Performance »
- Jantes alliage 18 pouces « Titanium »
- Jantes alliage 18 pouces « Titanium » avec coques de rétroviseurs extérieurs « Titanium »
- Roue de secours taille réduite
- Filet de séparation (uniquement sur Leon ST (Sportstourer) et incompatible avec sellerie beige)
- Sièges Alcantara Noir
- Sièges Cuir Noir
- Grand toit ouvrant sur SC ou 5 portes
- Alarme
- Pré-installation pour crochet d’attelage incluant pré-câblage
- Extension de garantie (1 an à 3 ans et 30 000 km à 150 000 km)

- Sur la finition Cupra
- Pack Techno (Feux de routes intelligents : passage feux de croisement/route automatique et Lane Assist : correction de la trajectoire si le véhicule franchit une ligne blanche continue ou discontinue sans clignotant)
- Pack Cupra Black (Contour de calandre noir, Rétroviseurs noirs, Lettres CUPRA noires sur malle de coffre, Jantes 19’’ CUPRA BLACK et Inserts aérodynamiques noirs sur malle arrière)
- Pack Cupra White (Contour de calandre blanc, Rétroviseurs blancs, Lettres CUPRA blanches sur malle de coffre, Jantes 19’’ CUPRA WHITE et Inserts aérodynamiques noirs sur malle arrière)
- Pack Cupra Energy (Contour de calandre orange, Rétroviseurs orange, Lettres CUPRA oranges sur malle de coffre, Jantes 19’’ CUPRA ENERGY, Inserts aérodynamiques noirs sur malle arrière et étriers de freins noirs)
- Pack SUB’ 8 (Jantes alliage 19’’, Freins Brembo Sport, bas de caisse "Blade" spécifiques et Pneumatiques Michelin Pilot Sport Cup 2 (en option en plus du pack))
- Pack Navigation Pro (Écran tactile 6,5’’, Affichage 2D/3D, Seat Sound system ((10 haut-parleurs dont caisson de basses à faible encombrement) (oblige Media System Plus ou Navigation Plus, roue de secours 18’’)), Mirror Link : affichage et contrôle via l’écran tactile de la radio du contenu et des fonctions compatibles présents sur le Smartphone, Disque dur 10 Go, SMS, Wi-Fi et Lecteur DVD (uniquement à l’arrêt)
- Pack Hiver (Sièges avant chauffants, lave-phares et buses de lave-glace chauffantes)
- Grand toit ouvrant
- Sièges baquets Top Sport Alcantara chauffants (pas sur 265)
- Sièges sport Cuir Gris/Noir avant chauffants et électriques
- Jantes alliage 19 pouces « Cupra Black » (235/35 R19 91Y)
- Jantes alliage 19 pouces « Cupra White » (235/35 R19 91Y)
- Jantes alliage 19 pouces « Cupra Energy » (235/35 R19 91Y)
- Jantes alliage 19 pouces « Cupra Performance Black » (235/35 R19 91Y) (de série avec le Pack Sub' 8 Black)
- Jantes alliage 19 pouces « Cupra Performance Energy » (235/35 R19 91Y) (de série avec le Pack Sub' 8 Energy)
- Alarme
- Mise à jour cartographie navigation deux fois par an pendant 3 ans via Internet
- Extension de garantie (1 an à 3 ans et 30 000 km à 150 000 km)
- Couleurs métallisées
- Couleurs personnalisées

##### Équipements Phase 2
De série sur Phase 2 :
- Rétroviseurs extérieurs et poignées de porte couleur carrosserie
- Rétroviseurs électriques et dégivrants
- Phares antibrouillards avant avec fonction d’éclairage d’angle
- Inscription TSI (Essence) ou TDI (Diesel)
- Air conditionné
- Vitres avant électriques
- Prise 12V à l’avant
- Spots de lecture à l’avant
- Pare-soleil avec miroir de courtoisie, avec porte-carte côté conducteur
- Crochets d’arrimage dans le coffre
- Volant multifonction
- Tapis de sol
- Fixation Isofix sur sièges arrière
- Siège conducteur réglable en hauteur
- Banquette arrière rabattable 2/3 - 1/3
- Accoudoir central avant
- Système d’infotainment « Media System colour » avec écran tactile couleur 5’’ (6 haut-parleurs, Prise Aux-In, Prise USB, Lecteur de carte SD, Téléphonie Bluetooth avec fonction audiostreaming)
- Verrouillage centralisé à distance à télécommande, avec verrouillage de la trappe à carburant
- Indicateur de changement de rapport de vitesse
- Ordinateur de bord 3,5’’ avec affichage de la température extérieure
- Régulateur de vitesse
- 7 airbags (2 avant / 2 rideaux / 2 latéraux / 1 genoux conducteur)
- Alerte de non-bouclage des ceintures à l’avant
- Désactivation de l’airbag passager
- ASR + ABS
- ESC avec alerte de pression des pneumatiques
- Kit anti-crevaison
- Jantes alliage 16’’
- Garantie 2 ans, kilométrage illimité

- Sur la finition Référence (en plus de ceux de série sur toutes les Seat Leon 5F (mk3))
- Climatisation manuelle
- Jantes alliage 16’’
- Radio écran tactile couleur 5’’
- Bluetooth avec audio-streaming
- Connexion USB, carte SD
- Volant multifonction
- Rétroviseurs électriques dégivrants
- Régulateur de vitesse
- 7 airbags dont genoux du conducteur
- Phares antibrouillards
- Accoudoir central avant
- ESC, ABS et alerte de pression des pneus
- Double plancher dans le coffre (Leon ST (Sportstourer) uniquement)
- Barres de toit noires (Leon ST (Sportstourer) uniquement)

- Sur la finition Style (dont ceux de la finition Référence)
- Projecteurs Full LED
- Feux arrière à LED
- Phares antibrouillards à LED (sauf sur le 1.0 EcoTSI)
- GPS Europe et ordinateur de bord couleur
- Grand écran tactile 8’’ avec lecteur CD
- 8 haut-parleurs
- Rétroviseur intérieur jour/nuit
- Climatronic bi-zone
- Vitres arrière électriques
- Radars de stationnement arrière
- Détecteur pluie & luminosité
- Volant cuir multifonction
- Frein à main électrique avec aide au démarrage en côte
- Réglages lombaires
- Barres de toit chromées (Leon ST (Sportstourer) uniquement)
- Système break « 1 seconde » (Leon ST (Sportstourer) uniquement)

- Sur la finition Style Business (en plus de ceux de la finition Style)
- Connectivity box avec chargeur à induction
- Rétroviseurs rabattables électriquement
- Radars de stationnement avant et arrière
- Caméra de recul
- Roue de secours taille réduite (sauf 1.0 EcoTSI)
- Full Link (MirrorLink + Android Auto + Apple CarPlay)

- Sur la finition My Canal (en plus de ceux de la finition Style)
- Jantes alliage 17’’ « DYNAMIC »
- Sellerie Alcantara noire
- Accoudoir central arrière
- Radars de stationnement avant et arrière
- Logo « myCANAL » sur le montant latéral

- Sur la finition X-PERIENCE (en plus de ceux de la finition Style)
- Projecteurs Full LED, feux arrière à LED
- Radars de stationnement avant/arrière
- Suspension tout-chemin surélevée de 25 mm
- Double sortie d’échappement chromée
- Vitres arrière surteintées avec stores pare-soleil
- Système ‘Mise en break 1 seconde’
- Parechocs spécifiques avec sabot protection type aluminium
- Grand écran tactile 8’’ avec navigation Europe’
- Full Link (MirrorLink + Android Auto + Apple CarPlay)
- Caméra de recul
- Jantes alliage 17’’
- Seat Drive Profile avec DCC sur TSI 180 et TDI 184
- Roue de secours 18’’ sur les TDI
- Kit anti-crevaison sur les TSI

- Sur la finition XCELLENCE (en plus de ceux de la finition Style)
- Toit ouvrant
- Connectivity Box avec chargeur à induction (pour smartphones compatibles)
- Vitres arrière surteintées
- Caméra de recul
- Jantes alliage 17’’
- Grille de calandre chromée
- Baguette de vitres chromée
- Keyless Access
- Full Link (MirrorLink + Android Auto + Apple CarPlay)
- Rétroviseurs extérieurs rabattables électriquement
- Sièges Alcantara noir
- Radars de stationnement avant/arrière
- Palettes au volant (versions DSG)
- Double sortie d’échappement chromée
- Stores pare-soleil à l’arrière sur ST (Sportstourer)

- Sur la finition FR (en plus de ceux de la finition style)
- Full Link (MirrorLink + Android Auto + Apple CarPlay)
- Caméra de recul
- Pare-chocs spécifiques FR
- Double sortie d’échappement chromée
- Keyless Access
- Jantes alliage 18’’
- Suspension Sport
- Rétroviseurs extérieurs rabattables électriquement
- Sièges Alcantara noir
- SEAT Drive Profile 4 modes de conduite
- Éclairage d’ambiance personnalisé
- Radars de stationnement avant/arrière
- Vitres arrière surteintées
- Palettes au volant (versions DSG)
- Sièges Sport avec Easy-Entry (Leon SC uniquement)

- Sur la finition Cupra (en plus de ceux de la finition FR)
- Blocage de différentiel mécanique à régulation électronique "VAQ"[11]
- Direction progressive
- Mode CUPRA avec désactivation de l’ESC
- Seat Drive Profil avec notamment suspensions pilotées "Dynamic Chassis Control (DCC)", 4 modes de conduites (Confort, Sport, Cupra, Individuel (permettant de régler tous les paramètres individuellement))
- Projecteurs Full LED et feux arrière à LED
- Phare antibrouillard à LED
- Parechocs extérieurs CUPRA
- Deux sorties d’échappement chromées
- Seuils de portes CUPRA en aluminium
- Châssis sport CUPRA (-10 mm vs Leon FR)
- Vitres arrière surteintées
- Rails de toit noirs (uniquement Leon ST (Sportstourer))
- Calandre noire
- Rétroviseurs noirs
- Jantes alliage 19’’ « CUPRA BLACK »
- Roue de secours de taille réduite
- Étriers de freins rouges avec logo CUPRA
- Sièges Sport Alcantara
- Volant à méplat CUPRA
- Palettes au volant (sur version DSG)
- Tiroir de rangement sous les sièges avant
- Éclairage intérieur à LED
- Frein à main électrique
- Accès et démarrage sans clé
- Applications intérieures « Noir laqué »
- Climatisation automatique Climatronic
- Radars de stationnement avant/arrière
- Vitres électriques
- Détecteur de pluie et luminosité
- Rétroviseurs rabattables électriquement
- Connectivity Box avec chargeur à induction
- GPS Europe tactile, écran 8’’, fonction Full Link (MirrorLink + Android Auto + Apple CarPlay)
- Caméra de recul
- Contrôle vocal
- Prise USB et carte SD
- Connexion Bluetooth
- Seat Sound system (10 haut-parleurs dont caisson de basses à faible encombrement) (oblige Media System Plus ou Navigation Plus, roue de secours 18’’)

En option sur Phase 2 :
- Sur la finition Référence
- Pack Hiver (Sièges avant chauffants, Buses Lave-glace chauffantes et Lave-phares)
- Filet de séparation (sur Leon ST (Sportstourer))
- Toit ouvrant (panoramique sur ST (Sportstourer))
- Vitres arrière surteintées
- Préparation pour crochet d’attelage
- Crochet d’attelage
- Feux de jour à Led
- Roue de secours 16 pouces de taille réduite
- Roue de secours 18 pouces de taille réduite
- Alarme
- Détecteur de fatigue avec alerte de ceinture de sécurité
- Extension de garantie (1 an à 3 ans et 30 000 km à 150 000 km)

- Sur la finition Style
- Pack Look (Jantes alliage Dynamic 17 pouces, Éclairage intérieur Led et vitres arrière surteintées)
- Pack Style Plus (Radars de stationnement avant et arrière, Caméra de recul et Rétroviseurs extérieurs rabattables électriquement avec fonction parking)
- Pack Drive Assist Advanced (Régulateur de vitesse adaptatif, Front Assist avec détection des piétons, Reconnaissance des panneaux de signalisation, Light Assist : Passage automatique feux de route/feux de croisements, Lane Assist : Correcteur de trajectoire, Détecteur de fatigue et Alerte de non bouclage des ceintures de sécurité)
- Pack Full Drive Assist (Régulateur de vitesse adaptatif, Front Assist avec détection des piétons, Reconnaissance des panneaux de signalisation, Light Assist : Passage automatique feux de route/feux de croisements, Lane Assist : Correcteur de trajectoire et Traffic Jam Assist: Assistant d’embouteillage) (uniquement avec les versions DSG)
- Pack Hiver (Sièges avant chauffants, Buses Lave-glace chauffantes et Lave-phares)
- Sièges Alcantara et Simili Cuir Noir
- Sièges Cuir Noir
- Navigation Pro (Grand écran tactile 8’’ avec affichage 2D/3D, Full Link, Disque dur 10 Go, Lecture et écriture des SMS, Lecteur DVD (uniquement à l’arrêt))
- MAJ Cartographie
- MAJ Cartographie pour New pro
- Full Link (MirrorLink + Android Auto + Apple CarPlay)
- Connectivity Box avec chargeur à induction
- Connectivity Box avec chargeur à induction pour Nav Pro
- Seat Sound system (10 haut-parleurs dont caisson de basses à faible encombrement) (oblige Media System Plus ou Navigation Plus, roue de secours 18’’)
- Caméra de recul
- Keyless Access (accès et démarrage sans clé)
- Radars avant et arrière
- Led intérieur
- Siège passager rabattable

- Accoudoir arrière
- Siège conducteur électrique
- Filet de séparation (sur Leon ST (Sportstourer))
- Rideaux arrière et tablettes au dos des sièges (sur Leon ST (Sportstourer) uniquement)
- Toit ouvrant (panoramique sur ST (Sportstourer))
- Rails de toit noirs (sur Leon ST (Sportstourer))
- Rétroviseurs rabattables électriquement
- Vitres arrière surteintées
- Préparation pour crochet d’attelage
- Crochet d’attelage
- Feux de jour à Led
- Roue de secours 16 pouces de taille réduite
- Roue de secours 18 pouces de taille réduite
- Alarme
- Feux de route intelligents avec Lane Assist et Reconnaissance des panneaux de signalisation
- Détecteur de fatigue avec alerte de ceinture de sécurité
- Régulateur de vitesse adaptatif avec Front Assist et détection des piétons
- Extension de garantie (1 an à 3 ans et 30 000 km à 150 000 km)

- Sur la finition XPERIENCE
- Pack Full Drive Assist (Régulateur de vitesse adaptatif, Front Assist avec détection des piétons, Reconnaissance des panneaux de signalisation, Light Assist : Passage automatique feux de route/feux de croisements, Lane Assist : Correcteur de trajectoire et Traffic Jam Assist: Assistant d’embouteillage) (uniquement avec les versions DSG)
- Pack Hiver (Sièges avant chauffants, Buses Lave-glace chauffantes et Lave-phares)
- Sièges Alcantara et Simili Cuir Marron
- Sièges Cuir Noir
- Navigation Pro (Grand écran tactile 8’’ avec affichage 2D/3D, Full Link, Disque dur 10 Go, Lecture et écriture des SMS, Lecteur DVD (uniquement à l’arrêt))
- MAJ Cartographie
- MAJ Cartographie pour New pro
- Connectivity Box avec chargeur à induction
- Connectivity Box avec chargeur à induction pour Nav Pro
- Seat Sound system (10 haut-parleurs dont caisson de basses à faible encombrement) (oblige Media System Plus ou Navigation Plus, roue de secours 18’’)
- Keyless Access (accès et démarrage sans clé)
- Siège conducteur électrique
- Filet de séparation (sur Leon ST (Sportstourer))
- Rails de toit chromés (sur Leon ST (Sportstourer))
- Préparation pour crochet d’attelage
- Crochet d’attelage
- Roue de secours 18 pouces de taille réduite
- Alarme
- Feux de route intelligents avec Lane Assist et Reconnaissance des panneaux de signalisation
- Détecteur de fatigue avec alerte de ceinture de sécurité
- Régulateur de vitesse adaptatif avec Front Assist et détection des piétons
- Extension de garantie (1 an à 3 ans et 30 000 km à 150 000 km)

- Sur la finition XCELLENCE
- Pack Drive Assist Advanced (Régulateur de vitesse adaptatif, Front Assist avec détection des piétons, Reconnaissance des panneaux de signalisation, Light Assist : Passage automatique feux de route/feux de croisements, Lane Assist : Correcteur de trajectoire, Détecteur de fatigue et Alerte de non bouclage des ceintures de sécurité)
- Pack Full Drive Assist (Régulateur de vitesse adaptatif, Front Assist avec détection des piétons, Reconnaissance des panneaux de signalisation, Light Assist : Passage automatique feux de route/feux de croisements, Lane Assist : Correcteur de trajectoire et Traffic Jam Assist: Assistant d’embouteillage) (uniquement avec les versions DSG)
- Pack Hiver (Sièges avant chauffants, Buses Lave-glace chauffantes et Lave-phares)
- Sièges Cuir Noir
- Navigation Pro (Grand écran tactile 8’’ avec affichage 2D/3D, Full Link, Disque dur 10 Go, Lecture et écriture des SMS, Lecteur DVD (uniquement à l’arrêt))
- MAJ Cartographie
- MAJ Cartographie pour New pro
- Seat Sound system (10 haut-parleurs dont caisson de basses à faible encombrement) (oblige Media System Plus ou Navigation Plus, roue de secours 18’’)
- Siège conducteur électrique
- Ciel de pavillon noir
- Filet de séparation (sur Leon ST (Sportstourer))
- Préparation pour crochet d’attelage
- Crochet d’attelage
- Roue de secours 16 pouces de taille réduite
- Roue de secours 18 pouces de taille réduit
- Alarme
- Amortissement piloté avec direction progressive
- Feux de route intelligents avec Lane Assist et Reconnaissance des panneaux de signalisation
- Détecteur de fatigue avec alerte de ceinture de sécurité
- Régulateur de vitesse adaptatif avec Front Assist et détection des piétons
- Extension de garantie (1 an à 3 ans et 30 000 km à 150 000 km)

- Sur la finition FR
- Pack Drive Assist Advanced (Régulateur de vitesse adaptatif, Front Assist avec détection des piétons, Reconnaissance des panneaux de signalisation, Light Assist : Passage automatique feux de route/feux de croisements, Lane Assist : Correcteur de trajectoire, Détecteur de fatigue et Alerte de non bouclage des ceintures de sécurité)
- Pack Full Drive Assist (Régulateur de vitesse adaptatif, Front Assist avec détection des piétons, Reconnaissance des panneaux de signalisation, Light Assist : Passage automatique feux de route/feux de croisements, Lane Assist : Correcteur de trajectoire et Traffic Jam Assist: Assistant d’embouteillage) (uniquement avec les versions DSG)
- Pack Seat Sport : Pack Aero (Pare-chocs arrière Seat Sport, Rétroviseurs extérieurs noirs, Jupes latérales, Silencieux sport et Spoiler de toit) et Pack Black (Stickers de toit noir et rétroviseurs extérieurs noirs)
- Pack Hiver (Sièges avant chauffants, Buses Lave-glace chauffantes et Lave-phares)
- Jantes Seat Sport :

1. Jantes alliage 18 pouces « Cupra Line Grey » (225/40 R18 92Y)
2. Jantes alliage 18 pouces « Cupra Line Black » (225/40 R18 92Y)
3. Jantes alliage 18 pouces « Machined Black” (225/40 R18 92Y)
4. Jantes alliage 19 pouces “Cupra Performance » (235/35 R19 91Y)

- Navigation Pro (Grand écran tactile 8’’ avec affichage 2D/3D, Full Link, Disque dur 10 Go, Lecture et écriture des SMS, Lecteur DVD (uniquement à l’arrêt))
- MAJ Cartographie
- MAJ Cartographie pour New pro
- Connectivity Box avec chargeur à induction
- Connectivity Box avec chargeur à induction pour Nav Pro
- Seat Sound system (10 haut-parleurs dont caisson de basses à faible encombrement) (oblige Media System Plus ou Navigation Plus, roue de secours 18’’)
- Keyless Access (accès et démarrage sans clé)
- Siège conducteur électrique
- Sièges Cuir Noir
- Ciel de pavillon noir
- Filet de séparation (sur Leon ST (Sportstourer))
- Toit ouvrant (panoramique sur ST (Sportstourer))
- Préparation pour crochet d’attelage
- Crochet d’attelage
- Roue de secours 16 pouces de taille réduite
- Roue de secours 18 pouces de taille réduite
- Alarme
- Amortissement piloté avec direction progressive
- Feux de route intelligents avec Lane Assist et Reconnaissance des panneaux de signalisation
- Détecteur de fatigue avec alerte de ceinture de sécurité
- Régulateur de vitesse adaptatif avec Front Assist et détection des piétons
- Extension de garantie (1 an à 3 ans et 30 000 km à 150 000 km)

- Sur la finition Cupra
- Pack Techno (Feux de routes intelligents : passage feux de croisement/route automatique, Lane Assist : correction de la trajectoire si le véhicule franchit une ligne blanche continue ou discontinue sans clignotant et reconnaissance des panneaux de signalisation)
- Pack Cupra Line Black (Jantes alliage CUPRA Performance 19’’ BLACK, Freinage Brembo avec étriers rouges, Jupes latérales, Pack extérieur BLACK (Rétroviseurs, contour de calandre), Kit anti crevaison (remplace la roue de secours de série) et Michelin Pilot Sport Cup 2 en option en plus du Pack Cupra Line Black
- Pack Cupra Line Energy (Jantes alliage CUPRA Performance 19’’ ENERGY, Freinage Brembo avec étriers noirs, Jupes latérales, Pack extérieur ENERGY (Rétroviseurs, contour de calandre, lettrage Cupra), Kit anti crevaison (remplace la roue de secours de série) et Michelin Pilot Sport Cup 2 en option en plus du Pack Cupra Line Energy
- Pack extérieur Black Mat (Jantes 19’’ Black Mat, inscription CUPRA Black Mat, grille de calandre Black Mat, rétroviseurs extérieurs Black Mat)
- Régulateur de vitesse adaptatif avec Front Assist et détection de piétons
- Alarme
- Détecteur de fatigue avec alerte ceinture de sécurité
- Navigation Pro (Grand écran tactile 8’’ avec affichage 2D/3D, Full Link, Disque dur 10 Go, Lecture et écriture des SMS ainsi que Lecteur DVD (uniquement à l’arrêt))
- Mise à jour cartographie navigation deux fois par an pendant 3 ans via Internet
- BeatsAudio venant remplacer le Seat Sound system (Disponible en production à partir de la semaine 45 de 2017)
- Pack Hiver (Sièges avant chauffants, lave-phares et buses de lave-glace chauffantes)
- Extension de garantie (1 an à 3 ans et 30 000 km à 150 000 km)

### Phase 2
La Leon a été restylée en 2016. Le style général évolue peu, un peu à l'image de l'Audi A3 8V ou de la Volkswagen Golf 7 de la même époque mais de nombreuses petites différences se cachent dans ce restylage : 
- Extérieures : 
- Le parechoc avant change légèrement de design et les antibrouillards apparaissent sur la version Cupra, là où ils étaient absents sur les Cupra phases 1. Ces derniers changent de forme et deviennent à LED[12], remplaçant l'ampoule allogène des phases 1.
- Le parechoc arrière change légèrement lui aussi.

- Les feux de jour avant changent et sont plus proches de ceux de l'Ateca. On retrouve maintenant les clignotants avant intégrés à la signature lumineuse du véhicule à la place de la simple led des phases 1.
- Les feux arrière évoluent légèrement : la partie rouge des feux est un plus étendue et les clignotants arrière deviennent à LED[12] en forme de ligne horizontale contrairement aux phases 1 avec une simple ampoule. Enfin, les feux arrière gardent la même forme mais restent allumés aussi le jour pour former une signature lumineuse arrière en permanence.
- Apparition du Keyless (ouverture et démarrage sans clé) (de série sur les versions XCELLENCE, FR et Cupra françaises phases 2)
- Pour toutes les Seat Leon 5F (mk3), disparition de plusieurs couleurs qui étaient au catalogue des phases 1 (Rouge Emocion, Gris Étoile, Bleu Apolo, Rouge Montsant, Vert Lima, Beige Balea, Gris Technic, Noir Univers, Bleu Alor, Gris Dynamique)
- Pour toutes les Seat Leon 5F (mk3), apparition de plusieurs couleurs qui n'étaient pas au catalogue des phases 1 (Bleu Méditerranéen, Aubergine (sauf Cupra), Gris Urbain, Noir Minuit, Bleu Électrique, Rouge Désir)

- Intérieures :
- Écran de 8 pouces (contre au maximum 6,5 pouces sur phase 1)
- Épuration du nombre de boutons liés au fonctionnement du système d'info-divertissement (passage de 10 à 3)
- Apparition systématique du système Full Link (MirrorLink + Android Auto + Apple CarPlay) même s'il était déjà présent sur les toutes dernières phase 1.
- Finition plastique mat remplacée par plastique type « Piano Black ».
- Rétroviseur intérieur avec un design différent

On remarquera que le frein à main devient électrique.
C'est surtout au niveau des moteurs qu'il y a du changement : apparition d'un trois cylindres essence 1.0 TSI de 115 ch, d'un quatre cylindres essence 1.5 TSI de 130 ch ou 150 ch avec ACT et un 1.6 TDI de 115 ch. Les motorisations les plus puissantes peuvent désormais recevoir la boite DSG. Le 2.0 TDI peut recevoir la boite DSG ainsi que la transmission intégrale 4Drive.

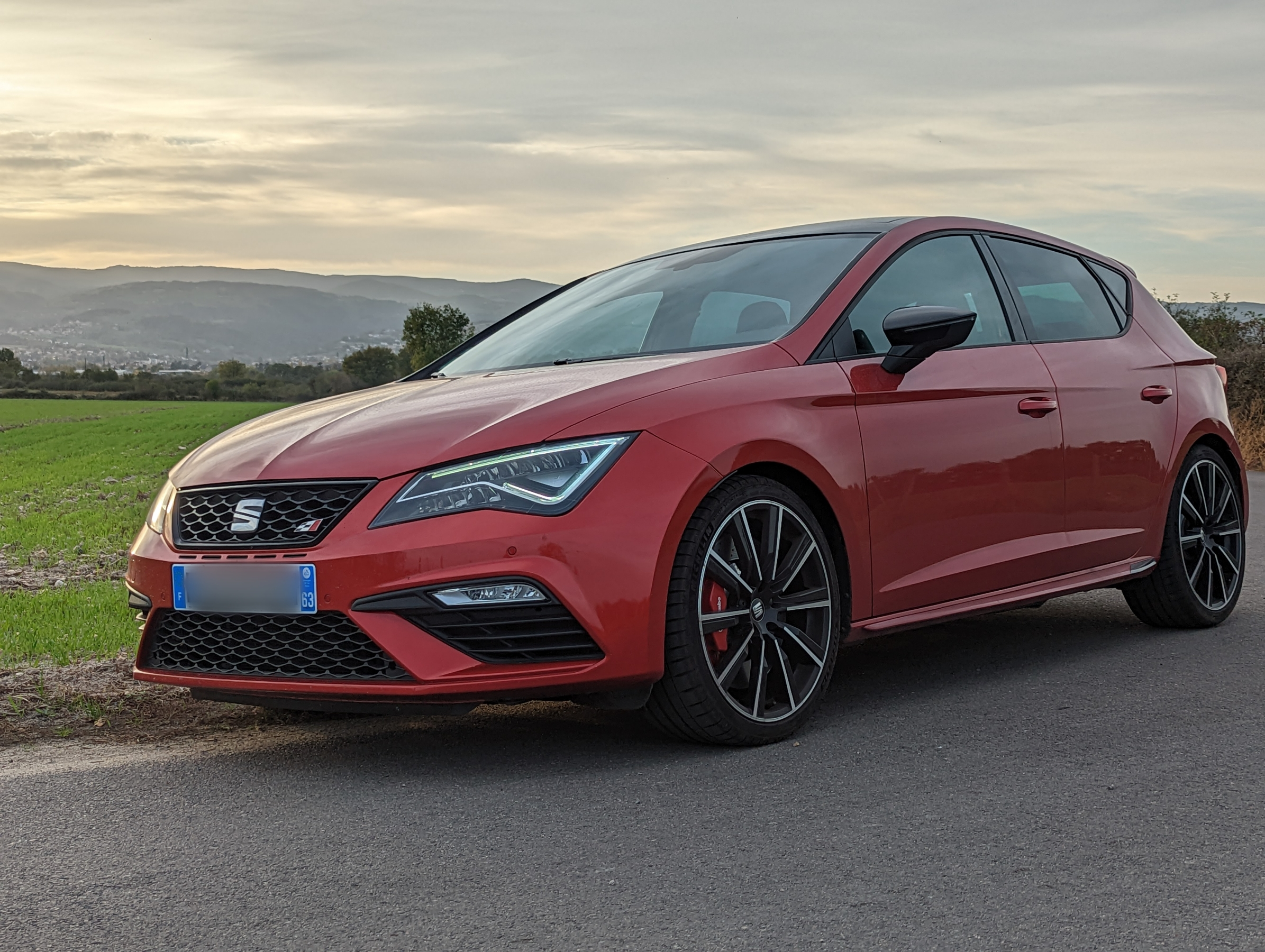
Seat Leon 5F phase 2 (Cupra)

### SeatLeon Cupra 5F
Le modèle sportif de la marque ibérique, désigné CUPRA, contraction de Cup et de Racing, est commercialisé dès avril 2014 et ce jusqu'en 2020. Il aurait été produit environ 44 000 Seat Leon Cupra 5F, toute version confondue. Cette déclinaison a été distribuée dans plusieurs continents (Europe, Amérique, Afrique et probablement Asie également). La France en fait partie mais elle ne sera pas son premier marché en nombre de ventes. Ce modèle est disponible sur les carrosseries 5 portes, 3 portes (SC) et break (ST (Sportstourer)). Il se distingue par rapport aux autres versions par plusieurs éléments :
- Extérieurs :
- Suppression de tous les éléments chromés présents sur les autres versions, remplacés par du noir à l'exception du sigle Seat et des logos Cupra avant et arrière (mais logo Seat couleur cuivre sur versions avec filtre à particules (FAP/OPF/GPF) ainsi que passage en noir du logo Cupra sur la calandre et suppression de ce dernier sur le coffre)
- Suppression des phares antibrouillards avant sur les phases 1 uniquement (réapparus sur les phases 2)
- Logo Cupra chromé sur la droite de la calandre avant et sur le coffre (à droite). En noir à l'avant et supprimé à l'arrière sur les versions avec filtre à particules (FAP/OPF/GPF)
- Inscription chromée en dessous du logo Cupra sur le coffre de la puissance de la version (sauf pour version 265 et versions avec filtre à particules (FAP/OPF/GPF) où il n'y a pas de puissance inscrite)
- Inscription chromée "CUPRA" au centre du coffre en dessous du sigle Seat. En noire sur les versions avec filtre à particules (FAP/OPF/GPF)
- Coques de rétroviseurs noires
- Jantes spécifiques (attention l'entraxe peut changer d'une jante à l'autre) (détails des jantes disponibles dans la partie "Jantes" de la page)
- bas de caisse "Blade" (uniquement sur les versions disposant du Pack Performance (option))
- Diffuseur arrière
- Doubles sorties d'échappement ovales
- Becquet
- Appendices esthétiques verticaux de chaque côté de la lunette arrière (sauf pour les versions 265)
- Couleur spécifique à la version Cupra (uniquement sur phase 1) : Gris Dynamique (personnalisée) (option) (détails des couleurs disponibles dans la partie "Couleurs" de la page)
- Couleur spécifique à la version Cupra R berlines 5 portes (phase 2) : Gris Mat (option) (détails des couleurs disponibles dans la partie "Couleurs" de la page)
- Couleur spécifique à la version Cupra R ST (Sportstourer) (phase 2) : Gris Rodium (exclusif à la version Cupra R ST (Sportstourer)) (option) (détails des couleurs disponibles dans la partie "Couleurs" de la page)
- Diminution du nombre de couleurs proposées au catalogue par rapport aux autres Seat Leon 5F (mk3) (détails des couleurs disponibles dans la partie "Couleurs" de la page)

- Techniques :
- Moteurs 2.0 TSI EA888 Gen 3 (listes exhaustives des versions ci-dessous)
- Étriers de freins avant et arrière rouges (en noirs pour les versions avec filtre à particules (FAP/OPF/GPF)). "CUPRA" est inscrit dessus pour les freins de série et "BREMBO" pour ceux du Pack Performance (option). Avec ce pack le diamètre et l'épaisseur des disques avant sont agrandis pour atteindre 370 × 32 mm et ces derniers reposent sur bol aluminium et deviennent percés et ventilés. Les disques sont ici pincés par des étriers quatre pistons. Sur le système de freinage de série, on retrouve des disques avant ventilés, là aussi agrandi mais de moindre manière, de 340 × 30 mm de diamètre/épaisseur pincés par des étriers mono-piston. De série comme avec le Pack Performance, les disques arrière voient leur diamètre atteindre 310 mm.
- Blocage de différentiel mécanique à régulation électronique "VAQ"[11]
- Modification châssis (fermeté, suspensions, réglages, hauteurs de caisse de -10 mm par rapport aux versions FR, etc.)
- Boîtes de vitesses DSG 6 DQ250 (sur version sans filtre à particules (FAP/OPF/GPF)) et DSG 7 DQ381 (sur version avec filtre à particules (FAP/OPF/GPF))

- Intérieurs (pour les versions R, voir la section dédiée plus tard en dessous) :
- Ciel de toit noir de série
- Volant à méplat (aussi version FR)
- Seuils de portes avant spécifiques Cupra (changent en fonction des versions)
- Compteurs aiguilles différents et affichages supplémentaires Cupra sur Virtual Cockpit (compteurs digitaux)
- Logo Cupra chromé au-dessus du méplat du volant sur toutes les versions produites avant le 01/01/2019 (donc certaines versions avec filtre à particules (FAP/OPF/GPF) l'ont)
- Sur les versions avec la boîte DSG, logo Cupra chromé en haut à gauche du levier de vitesses sur toutes les versions produites avant le 01/01/2019 (donc certaines versions avec filtre à particules (FAP/OPF/GPF) l'ont)
- Sur les versions avec la boîte manuelle (disponible uniquement sur les versions sans filtre à particules (FAP/OPF/GPF)), logo Cupra chromé sur le pommeau de levier de vitesses
- Sur les versions ST (Sportstourer) 300 DSG 6 sans filtre à particules (FAP/OPF/GPF) équipées du 4Drive, en remplacement du logo Cupra chromé près du levier de vitesse, apparition du logo 4 drive chromé
- Suppression chrome sur les versions avec filtre à particules (FAP/OPF/GPF)
- Possibilité d'avoir les sièges baquets chauffants "Top Sport" en option
- Sièges alcantara siglés "Cupra"
- Pédalier aluminium
- Sur le volant, le logo Seat en couleur cuivre sur les versions avec filtre à particules (FAP/OPF/GPF)
- Sur les versions DSG, présence du logo Cupra chromé au-dessus du signe P (Parking) près de la boite de vitesses (uniquement sur certaines versions sans filtre à particules (FAP/OPF/GPF))
- Sur les versions BVM (donc sans filtre à particules (FAP/OPF/GPF) car les BVM sont indisponibles sur les versions avec filtre à particules (FAP/OPF/GPF)), présence du logo Cupra chromé sur le pommeau de levier de vitesses

En termes de performances, la Seat Leon 5F Cupra est située dans le haut du panier des compactes sportives :
- Vitesse maximum : 250 km/h bridée électroniquement
- 0 à 100 km/h : de 6 secondes (version 265 chevaux en BVM 6 rapports) à 5,7 secondes (version 300 chevaux en DSG 6 rapports DQ 250)
- Reprise de 80 à 120 km/h : 2,9 secondes
- 400m DA : 13,9 secondes
- 1000m DA : 24,9 secondes
- En 2014, meilleur temps au tour de la boucle Nord du mythique Nürburgring dans la catégorie des voitures dotées d'une transmission de type traction avant : 7 minutes 58 secondes et 4 dixièmes. Pour ce record, le véhicule était configuré comme cela :

- PACK SUB’8/PACK PERFORMANCE/CUPRA BLACK LINE/CUPRA ENERGY LINE (nom différent en fonction des générations) (option à 2 625 €) Pack contenant des bas de caisse "Blade" spécifiques, des jantes spécifiques, des pneus Michelin Pilot Sport Cup 2 (option supplémentaire sur le pack) et surtout des Freins BREMBO SPORT avec disques de freins avant sur bol aluminium ainsi que percés et ventilés Brembo 370x32 mm de diamètre (contre 340x30 mm d'origine) et étriers avant 4 pistons (contre double pistons d'origine) de la même marque
- Version 280 chevaux
- Boîte manuelle à 6 rapports

Elle fut battue par la Renault Mégane RS 275 Trophy-R qui a signé un temps de 7 minutes 54 secondes et 36 dixièmes soit 3 secondes et 68 dixièmes de mieux. À noter qu'aucun autre test officiel n'a été réalisé avec les autres niveaux de puissance ou avec la boite de vitesses DSG. La version ST, avec la même configuration que la berline, a obtenu le même temps sur le Nurburgring, devenant ainsi le break le plus rapide sur ce tracé et détrônant au passage l'Audi RS4 B8.
On retrouve les moteurs suivants, tous répondant au nom de code TSI EA888 Gen 3, équipant notamment aussi les Audi S3 et Volkswagen Golf GTI et R (pour les versions R, voir la section dédiée ci-dessous) :
- Sur les phases 1 (moteurs à bi-injection, directe et indirecte ; améliorant le potentiel sur de grosses préparations moteur) :
- Cupra 265 (350 nm de couple) : 2.0 TSI 265 BVM 6 vitesses ou 2.0 TSI 265 DSG 6 vitesses DQ 250
- Cupra 280 (350 nm de couple) : 2.0 TSI 280 BVM 6 vitesses ou 2.0 TSI 280 DSG 6 vitesses DQ 250
- Cupra 290 (350 nm de couple) sans filtre à particules (FAP/OPF/GPF) : 2.0 TSI 290 BVM 6 vitesses ou 2.0 TSI 290 DSG 6 vitesses DQ 250 sans filtre à particules (FAP/OPF/GPF). Mais il existe des versions 2.0 TSI 290 avec filtre à particules (FAP/OPF/GPF) sur les phases 2

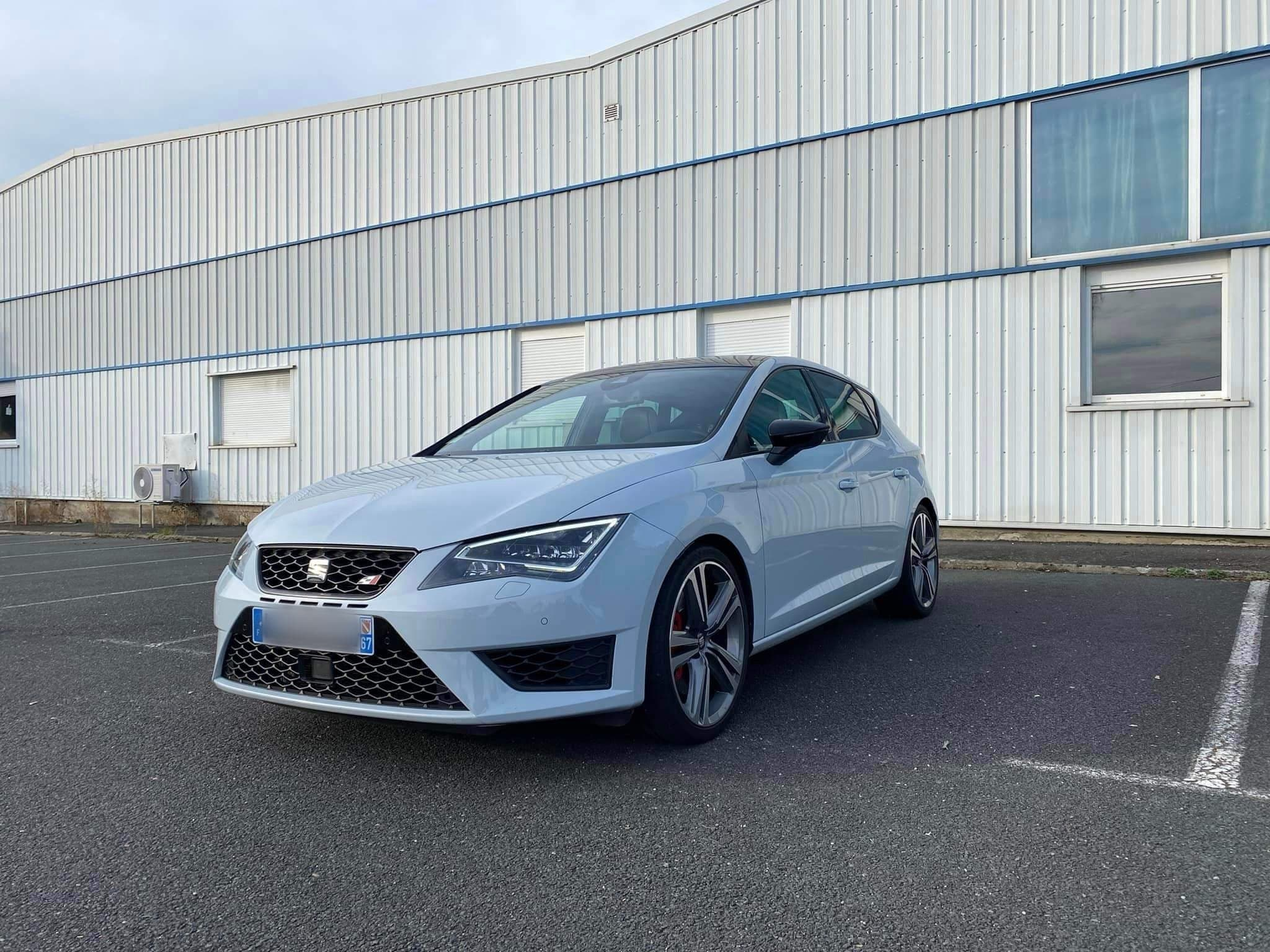
Seat Leon 5F Cupra phase 1

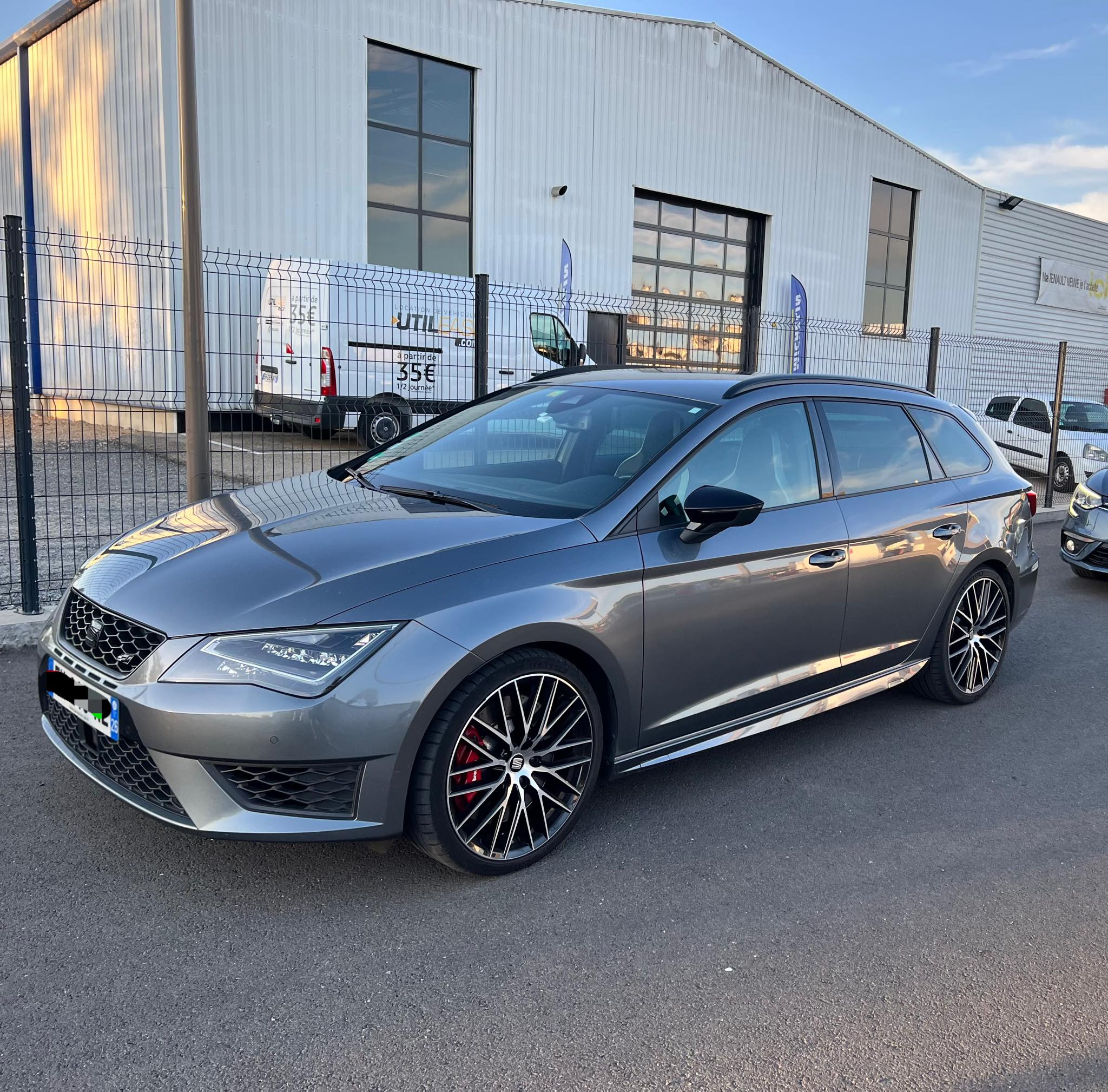
Seat Leon 5F Cupra break phase 1 avec pack performance

- Sur les phases 2 (par ordre de production) :
- Cupra 300 (380 nm de couple) sans filtre à particules (FAP/OPF/GPF) avec bi-injection, directe et indirecte (produit de 01/01/2017 à 09/2018) : 2.0 TSI 300 BVM 6 vitesses ou 2.0 TSI DSG 6 vitesses DQ 250

Cette motorisation existe en deux roues motrices et pour la première fois dans l'histoire de la Seat Leon Cupra 5F, la transmission intégrale haldex du groupe V.AG, nommée ici "4drive" fait son apparition sur le modèle. Cette transmission, à l'instar du 4Motion sur les VW Golf 7 du Quattro sur les Audi A3 et globalement de tous les moteurs transversaux du groupe V.A.G, n'est pas un système quatre roues motrices permanent. La répartition par défaut est une traction donc une motricité répartie en 100/0 et le système permet, en cas de perte de motricité, d'envoyer au maximum 50% à l'arrière pour donner une motricité répartie en 50/50.
Cette motorisation sera la dernière sans filtre à particules (FAP/OPF/GPF), dernière en version 3 portes (SC) et dernière motorisation associée à une BVM sur la Seat Leon Cupra 5F hors version Seat Leon Cupra R berlines 5F. En outre, le système de bi-injection disparaitra pour être remplacer par une simple injection.

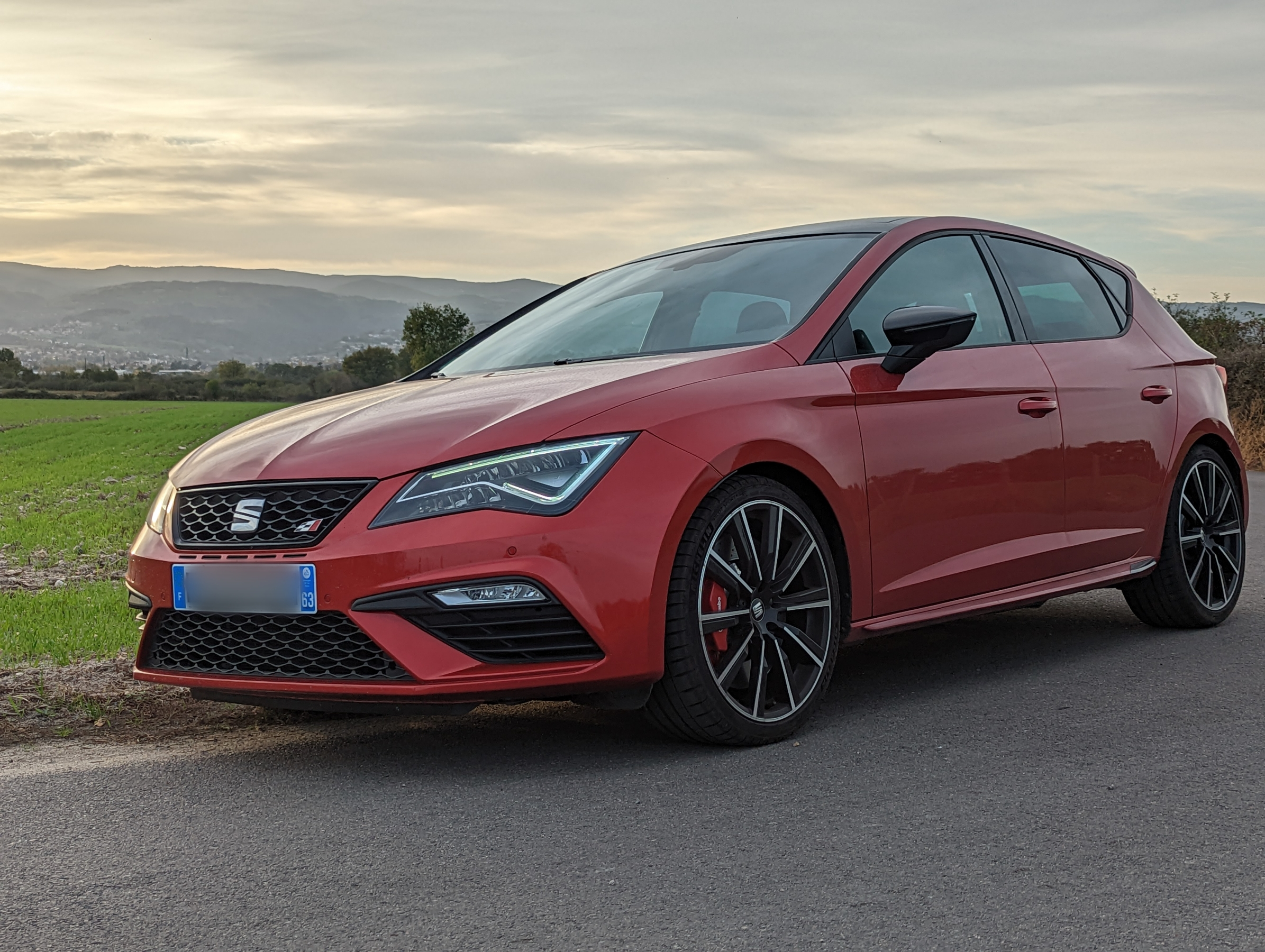
Seat Leon 5F Cupra phase 2 sans filtre à particules (FAP/OPF/GPF)

En termes d'esthétique, les versions suivantes voient apparaitre des inserts en couleur cuivre notamment le logo qui passe en couleur cuivre.
- Cupra 290 (380 nm de couple) avec filtre à particules (FAP/OPF/GPF) : 2.0 TSI avec suppression au catalogue de la BVM et apparition de la DSG 7 vitesses DQ 381.

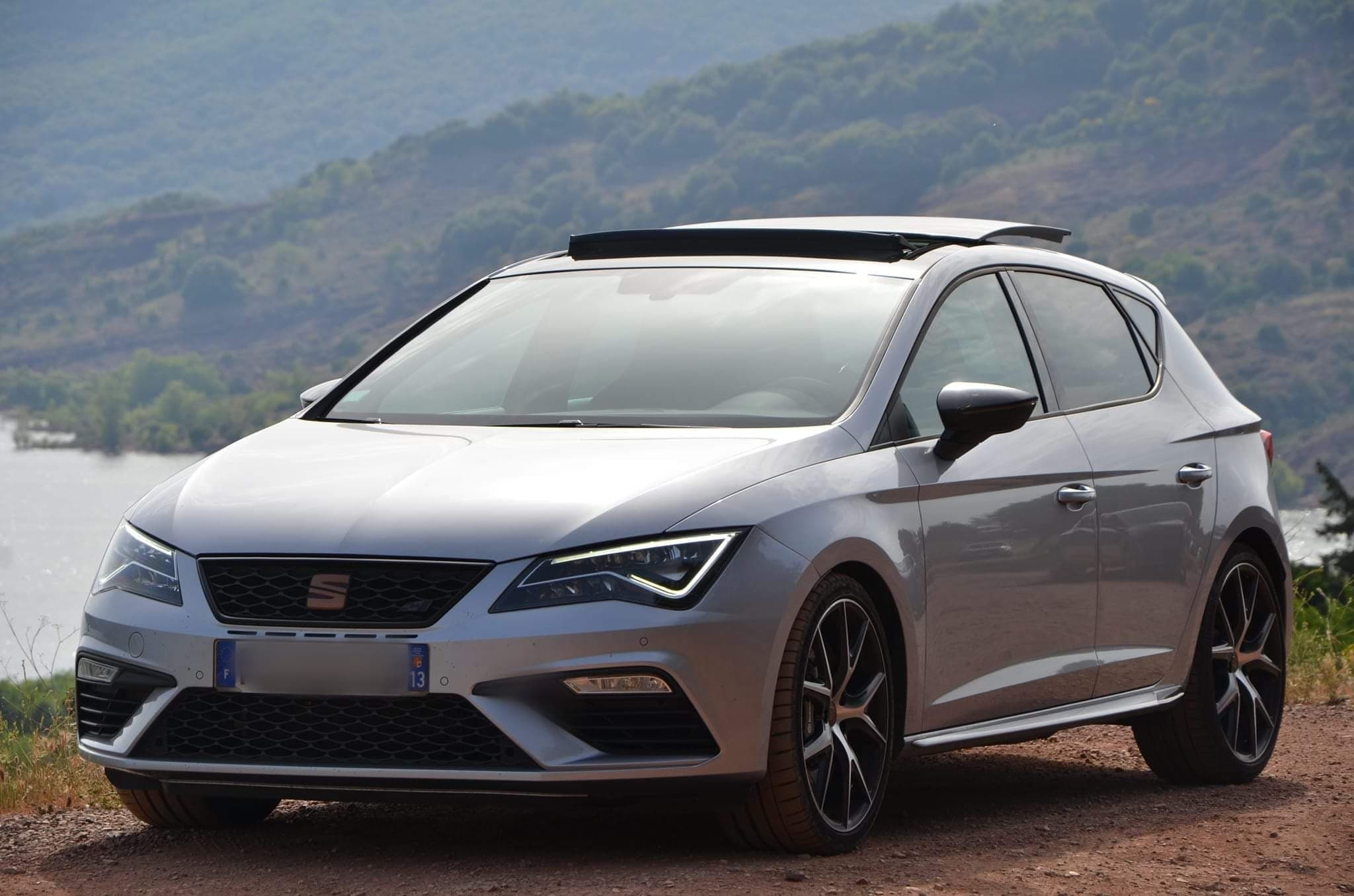
Seat Leon 5F Cupra phase 2 avec filtre à particules (FAP/OPF/GPF)

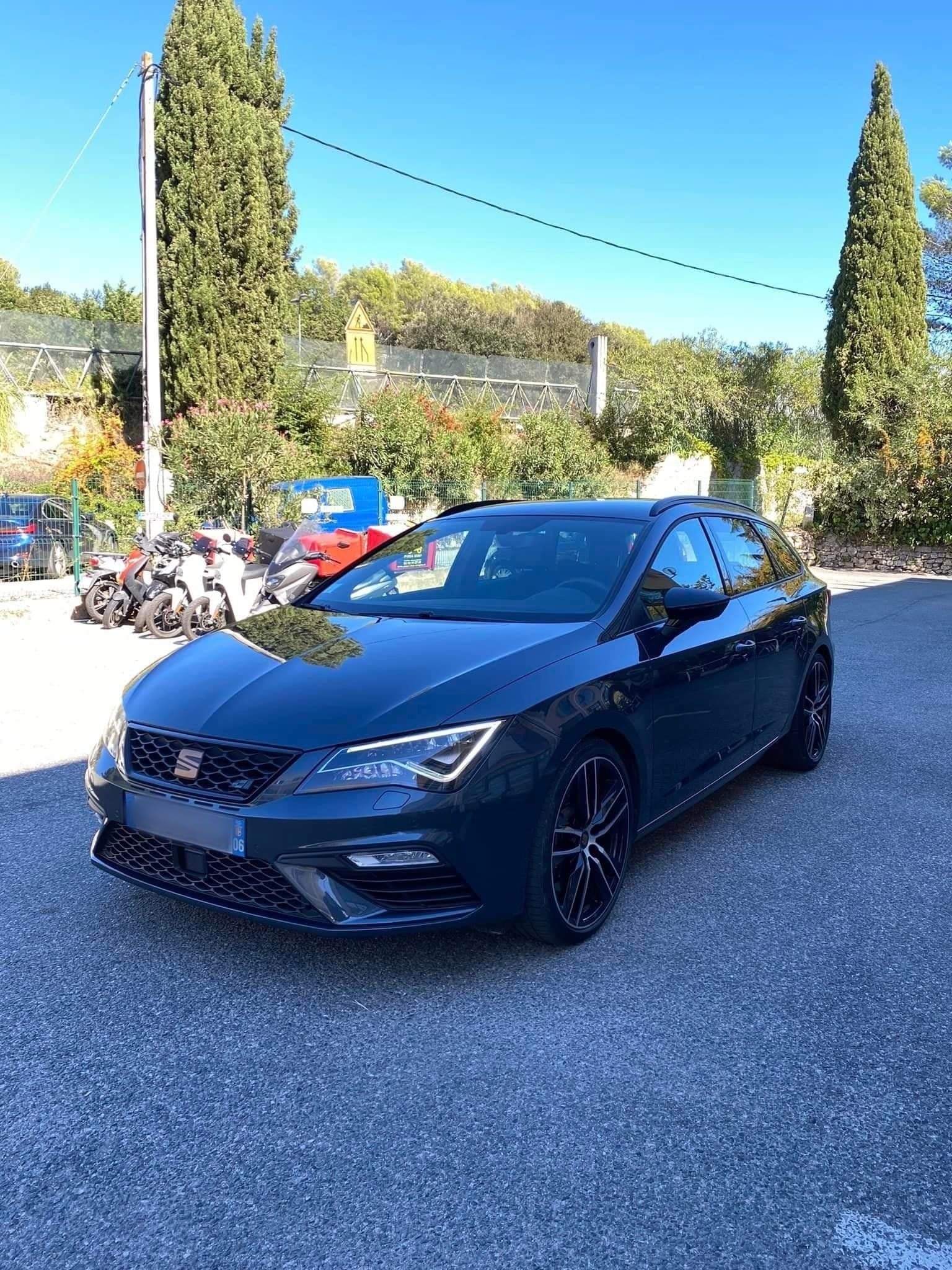
Seat Leon 5F Cupra Break phase 2 avec filtre à particules (FAP/OPF/GPF)

Les versions 290 avec filtre à particules (FAP/OPF/GPF) n'existent qu'en versions deux roues motrices.
- Cupra 300 (380 nm de couple) avec filtre à particules (FAP/OPF/GPF) 4drive : 2.0 TSI avec suppression au catalogue de la BVM et apparition de la DSG 7 vitesses DQ 381.

Les versions 300 avec filtre à particules (FAP/OPF/GPF) ne sont disponibles qu'avec la transmission intégrale "4drive" et donc en break (ST ou Sportstourer). Par déduction, si c'est un break avec filtre à particules (FAP/OPF/GPF) en deux motrices c'est une version 290 et inversement s'il est en version  transmission intégrale "4drive" c'est une version 300.
Les versions Cupra sont très bien équipées de série en France (l'équipement de série diffère selon les pays, attention aux véhicules d'import) et ne disposent que de peu d'options au catalogue, les voici :
Les deux options exclusives à la version Cupra : 
1. Sièges baquets "Top Sport" chauffants alcantara
2. PACK SUB’8/PACK PERFORMANCE/CUPRA BLACK LINE/CUPRA ENERGY LINE (nom différent en fonction des générations) :
  - Jantes alliage 19” allégées (-8,4 kg) (design différent entre phase 1, phase 2 sans filtre à particules (FAP/OPF/GPF) et phase 2 avec filtre à particules (FAP/OPF/GPF))
  - Freins BREMBO SPORT avec disques de freins avant sur bol aluminium ainsi que percés et ventilés Brembo 370 × 32 mm de diamètre (contre 340 × 30 mm d'origine) et étriers avant 4 pistons (contre double pistons d'origine) de la même marque
  - bas de caisse "Blade" spécifiques
  - Pneumatiques Michelin Pilot Sport Cup 2 (pas toujours compris)

Autres options au catalogue :
- Boîte de vitesses automatique DSG sur les versions sans filtre à particules (FAP/OPF/GPF) (de série sur les versions avec filtre à particules (FAP/OPF/GPF) car la BVM n'est plus au catalogue sur ces versions)
- Pack Full drive assist (Front assist, Lane assist, Light assist, Régulateur adaptatif)
- Pack hiver (buses lave-glaces, sièges chauffants (ils peuvent déjà être présents avec d'autres options))
- Toit ouvrant (ouvrant et panoramique sur les versions ST (Sportstourer))
- Sièges cuirs chauffants (à la place de ceux de série ou des sièges baquets "Top Sport" chauffants alcantara)
- Alarme anti-vol/effraction
- Certaines couleurs

#### Seat Leon Cupra 5F "Cupra R & R ST"
Cette déclinaison numérotée est présentée au Salon de Francfort 2017. Produite depuis la deuxième semaine de novembre 2017, une version encore plus radicale de la Cupra, la Seat Leon 5F berlines 5 portes Cupra R limitée à 799 exemplaires (300 en DSG 6 rapports DQ 250 et 499 en BVM) et possédant deux versions moteur sans filtre à particules (FAP/OPF/GPF) :
- Berlines 5 portes avec un moteur de 310 chevaux et 380 nm de couple associé à une BVM 6 rapports (non commercialisé en France) en traction avant (ces 310 ch sont atteignables entre 5 800 et 6 500 tr/min. En d’autres termes, sa puissance maximale est atteinte 300 tr/min plus hauts que les autres modèles Leon CUPRA.)
- Berlines 5 portes avec un moteur de 300 chevaux et 380 nm de couple associé à une boîte de vitesses automatique double embrayage DSG 6 rapports DQ 250 en traction avant

Le processus de commercialisation de cette série limitée en berline fut assez spécifique. En effet, il fut nécessaire de s'inscrire sur internet et d'être sélectionné pour être rappelé par le concessionnaire afin de pouvoir enfin commander le véhicule. Une trentaine de véhicules furent disponibles pour la France.

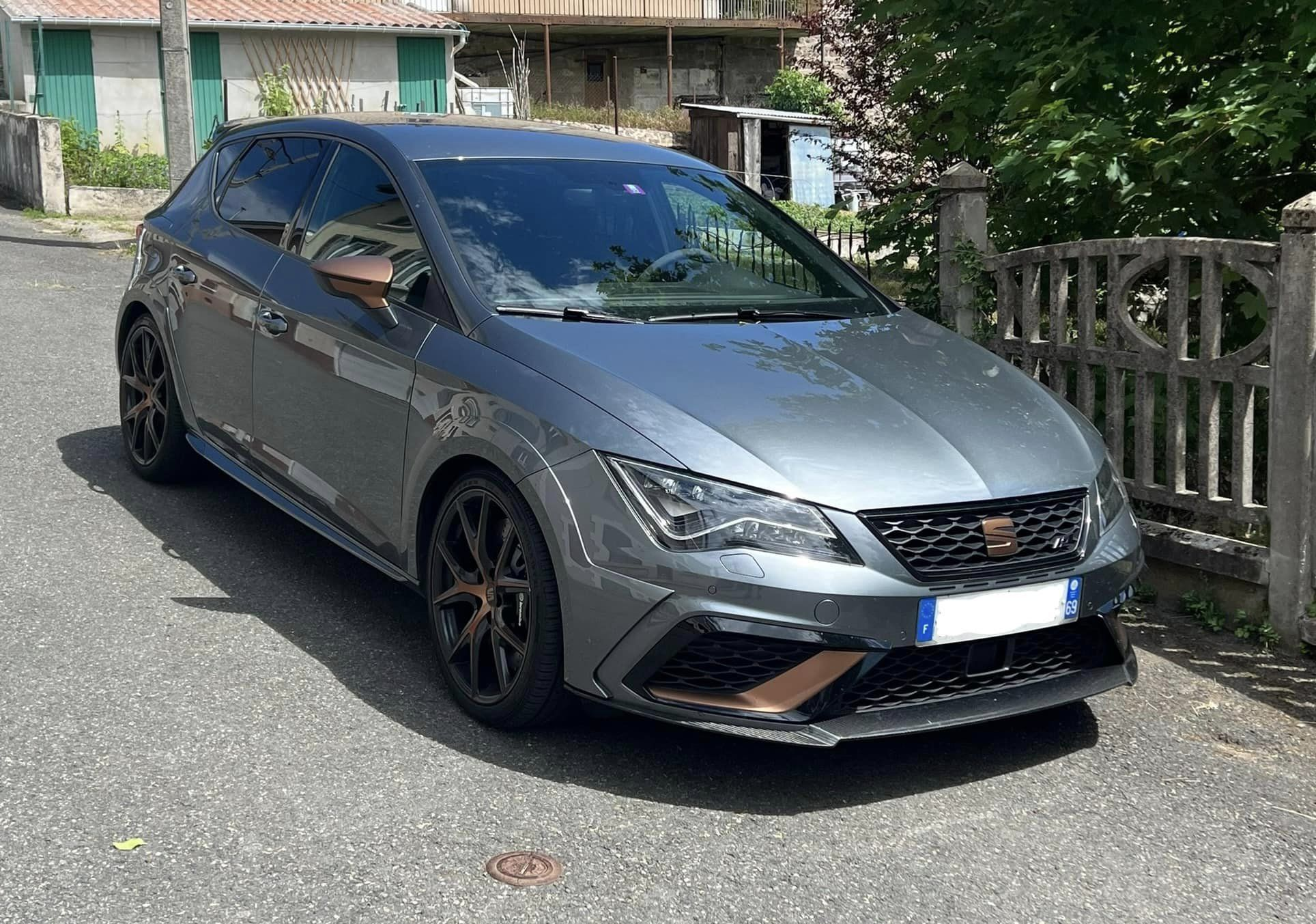
Seat Leon 5F Cupra R berline 5 portes vue avant sans filtre à particules (FAP/OPF/GPF)

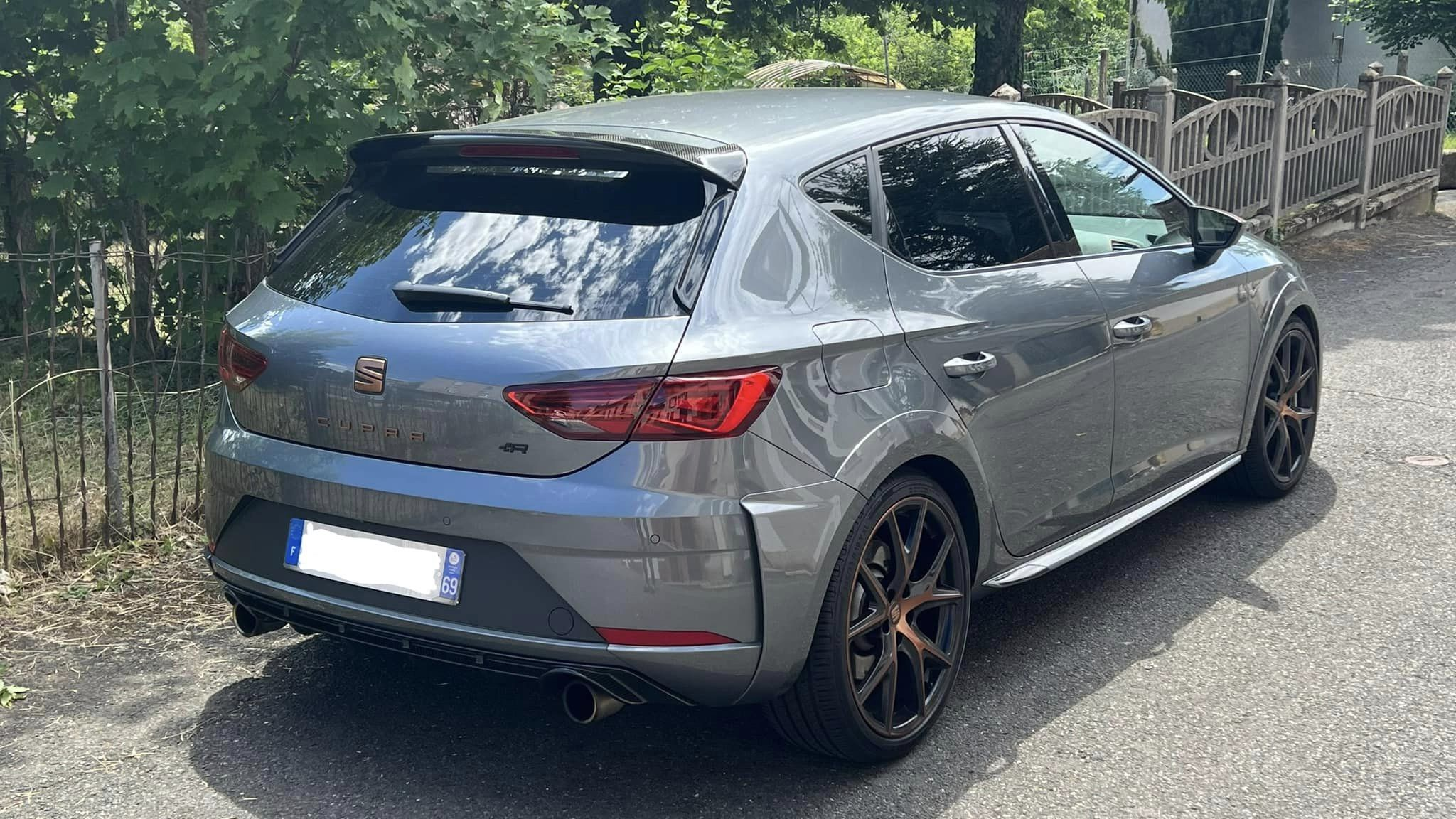
Seat Leon 5F Cupra R berline 5 portes vue arrière sans filtre à particules (FAP/OPF/GPF)

Plus tard, sera commercialisée à partir de 2019, une édition ST (Sportstourer) avec un moteur de 300 chevaux et 400 nm de couple, équipée d'une transmission quatre roues motrices "4drive", associé à une boîte de vitesses automatique DSG 7 rapports DQ 381 et avec un filtre à particules (FAP/OPF/GPF), contrairement aux deux versions berlines qui n'en sont pas pourvues.
Cette déclinaison sera également assez limitée mais non numérotée, elle sera la dernière version à porter le logo Seat avant la création de la marque Cupra. Les Seat Leon Cupra 5F "Cupra R & R ST" se voit rajouter :
Au niveau esthétique (à partir de la base des versions phase 2) : 
- Kit carrosserie ( spécifique à la version R ) plus musclé que les autres modèles Cupra, il est composé de :
  1. Elargisseurs d’aile
  2. Bas de caisse "Blade" avec inserts en fibre de carbone (contre inserts en plastique sur version "simple")
  3. Becquet en fibre de carbone
  4. Diffuseur en fibre de carbone
  5. Lame de pare-chocs avant en fibre de carbone
- Compteurs de vitesse et de tours :

1. Sur berlines 5 portes : compteurs de vitesse et de tours à aiguilles légèrement modifiés par rapport aux autres versions de Seat Leon 5F Cupra sans filtre à particules (FAP/OPF/GPF))
2. Sur les versions R ST (Sportstourer) : compteurs de vitesses et de tours numériques identique aux autres versions de Seat Leon 5F avec filtre à particules (FAP/OPF/GPF))

- Sièges baquets "Top Sport" chauffants avec surpiqûres couleur cuivre (blanche sur version phase 2 "classique")
- Panneau de portes imitation carbone
- Etriers de Freins BREMBO SPORT en noir marqué "Brembo" (rouges sur les autres versions de Seat Leon 5F Cupra sans filtre à particules (FAP/OPF/GPF))
- Jantes en alliage 19" couleur cuivre "CUPRA MACHINED COPPER" 235/35 R19 91Y (ou) couleur MACHINED DIAMANT selon options du pays!
- Rétroviseurs en couleur cuivre ( noir Piano sur les versions R ST )
- Logos Seat en couleur cuivre (avant, arrière et volant)
- Éléments en couleur cuivre à l'intérieur :

1. Contour des sorties de ventilation laterales et console d'info-divertisement centrale
2. Contour de la console de levier de vitesses

- Logo Cupra en noir sur le volant et près du pommeau de vitesse (chrome sur les versions 300 classique sans filtre à particules (FAP/OPF/GPF) classique) (sur les versions berlines 5 portes uniquement)
- Alcantara sur le volant ainsi que sur le soufflet de levier de vitesses, la version R ST compte aussi avec un volant en Alcantara avec coutures couleur bronze et aussi de l'alcantara pour le levier de vitesses
- Suppression des anti brouillards avants liée à la présence de prises d'air spécifiques à l'édition.
- Pots d'échappement ronds (ovales sur les autres versions de Seat Leon 5F Cupra berlines) sur les berlines 5 portes
- Double pots à double sorties ovales (de chaque côté du diffuseur) pour les versions RST break (simples ovales sur les autres versions de Seat Leon 5F Cupra break)
- Bas de caisse "Blade" du Pack performance des autres versions de Seat Leon 5F Cupra.
- Logo "R" noir en bas à droite du coffre
- Sur les berlines 5 portes, la mention « 1 of 799 » sur la console juste en face du levier de vitesses (en fonction du numéro de la voiture ). Les versions R ST (Sportstourer) ont aussi une inscription/mention R sur la console du levier de vitesses. Cette version R ST est aussi limité dans le nombre d'unités importés dans chaque pays mais sans être numérotée.

Au niveau performance :
- Kit carrosserie 12.5 % plus aérodynamique que les autres Seat Leon 5F Cupra R, selon Seat (Lame de pare-chocs avant en fibre de carbone, becquet arrière en fibre de carbone, diffuseur en fibre de carbone et aussi élément des bas de caisse "Blade"s) sur les versions R & RST
- Voies élargies sur les versions R (la largeur de voie est plus large respectivement de 1 593 et 1 530 mm pour les essieux à l’avant et à l’arrière)
- Carrossage accentué sur les versions R & RST (de nouveaux montants ont été ajoutés à l’essieu avant pour modifier le carrossage négatif (2º) ; (le carrossage négatif arrière affiche également 2º négatif )
- Suspensions pilotées "Dynamic Chassis Control (DCC) avec tarage revu sur les versions R & RST
- Freins BREMBO SPORT & Audi Performance du Pack performance des autres versions de Seat Leon 5F Cupra avec disques avant sur bol aluminium ainsi que percés et ventilés 370 × 32 mm (contre 340 × 30 mm pour les autres versions de Seat Leon 5F Cupra sans Pack performance)

Enfin, les versions "Cupra R & RST" disposent de série de toutes les options au catalogue des versions 300 "simples" mis à part le toit ouvrant indisponible sur l'édition limitée R. Pour la version RST (Sportstourer) l'option du toitpanoramique étaitdisponible selont plusieurs facteurs dont l'un d'entre eux était le nombre d'unitésimportésdans chaque pays et selon les couleurs. En outre, leur catalogue de couleur est réduit :
- Berlines R : Gris Mat (exclusif à la version Cupra R berlines 5 portes), Gris Pyrénéen ou Noir Minuit
- (Sportstourer) R ST: Mideneigt Black, Whit Nevada, Magnétique Grey et Blackness Grey (exclusif à la version Cupra R ST (Sportstourer)

#### Seat  Leon 5F Cupra "ABT ST (Sportstourer) 370[15]
La Cupra ABT ST (Sportstourer) 370, préparée par le motoriste ABT, est motorisée par le 4 cylindres 2.0 TSI gonflé à 370 chevaux et 460 Nm de couple (contre 300 chevaux et 380Nm avant), accouplé à la boîte DSG à 6 rapports et dotée d'une transmission intégrale. Cette version est sans filtre à particules (FAP/OPF/GPF). En outre elle dispose de série de toutes les options du catalogue et notamment :
- Sièges baquets Sièges baquets "Top Sport" chauffants alcantara
- 4 pots d'échappement comme la version ST (Sportstourer) R
- Jantes en alliage 19" couleur cuivre "CUPRA MACHINED SILVER" 235/35 R19 91Y
- Freins BREMBO SPORT du Pack performance des autres versions de Seat Leon 5F Cupra avec disques avant sur bol aluminium ainsi que percés et ventilés 370x32 mm (contre 340x30 mm pour les autres versions de Seat Leon 5F Cupra sans Pack performance)
- Diffuseur arrière, bas de caisse "Blade" et lame avant en carbone

Cette version de 225 exemplaires ne sera pas commercialisée par la filiale française du constructeur.

#### Seat Leon 5F Cupra "Performance"
Ces modèles en édition limitée sans plaque numérotée sont produits de juin 2019 à décembre 2019 sur base de Seat Leon Cupra 5F 5 portes 290 chevaux avec filtre à particules (FAP/OPF/GPF)  et DSG 7 rapports DQ 381. Ces Seat Leon 5F Cupra "Performance" ne sont pas à confondre avec le simple PACK SUB’8/PACK PERFORMANCE/CUPRA BLACK LINE/CUPRA ENERGY LINE (nom différent en fonction des générations) (option à 2 625 €). Pack contenant des bas de caisse "Blade" spécifiques, des jantes spécifiques, des pneus Michelin Pilot Sport Cup 2 (option supplémentaire sur le pack) et surtout des Freins BREMBO SPORT avec disques de freins avant sur bol aluminium ainsi que percés et ventilés Brembo 370x32 mm de diamètre (contre 340x30 mm d'origine) et étriers avant 4 pistons (contre double pistons d'origine) de la même marque.
En effet, cette version dispose d'un équipement de série prédéfini plus important. Elle dispose de toutes les options du catalogue à l'exception du Régulateur de vitesse adaptatif et du Pack hiver (buses lave-phares et sièges chauffants).

#### Seat Leon 5F Cupra "Carbon Edition"
En 2020, Seat lança une dernière édition limitée de sa Seat Leon Cupra 5F : la "Carbon Edition". Cette dernière est sur la base d'une Seat Leon Cupra 5F 5 portes 290 chevaux avec filtre à particules (FAP/OPF/GPF)  et DSG 7 rapports DQ 381. Cette dernière se voit bénéficier d'un équipement de série prédéfini plus important ainsi que des éléments carbones communs à la version "Cupra R". Voici ces éléments :

#### Seat Leon 5F Cupra "Gendarmerie Française"[16]
Pour remplacer les anciens véhicules rapides d’intervention (VRI) Renault Megane 3 RS, la Gendarmerie Française, conformément à la législation sur les marchés publics, lance un appel d'offres en 2019. Au début de la deuxième moitié de l'année 2020, la Seat Leon Cupra 5F est retenue pour devenir le véhicule des "équipes rapides d'intervention (ERI)" anciennement "brigade rapide d'intervention (BRI)". Elles sont rentrées en service fin 2020 / début 2021.
Ces véhicules sont des versions Seat Leon 5F phase 2 Cupra, berlines 5 portes, avec boîte de vitesses automatique DSG 7 rapports DQ 381, disposant de 290 chevaux, avec filtre à particules (FAP/OPF/GPF) et de type traction avant. A priori, ces véhicules ne disposent pas d'option mis à part la couleur "bleu électrique" (notamment pas du Pack performance avec les freins Brembo sport avec disques de freins avant sur bol aluminium ainsi que percés et ventilés Brembo 370x32 mm de diamètre (contre 340x30 mm d'origine, équipant les véhicules commandés) et étriers avant 4 pistons (contre double pistons d'origine) de la même marque). En outre, le véhicule ne dispose pas de préparation moteur et garde ses 290 chevaux et 380 nm de couple.
La livraison se déroule jusqu'à fin 2020 et les véhicules passant par le préparateur de véhicules professionnels "Gruau" à Laval pour une préparation d'environ 5 à 6 semaines. La préparation concerne deux aspects :
- Visuel (sérigraphie classique de la gendarmerie) :
- Stickers latéraux blancs et rouge
- Stickers jaunes à l'avant et à l'arrière

- Technique : 
- Système de communication interne et externe,
- Gyrophares et sirènes
- Feux de pénétration
- Vitres renforcées pour plus de sécurité.
- Traitement "WheelSecure", qui protège des crevaisons
- Panneau de contrôle permettant notamment de déployer un panneau vertical sur la lunette arrière diffusant jusqu'à 40 messages programmables en six langues : français, anglais, allemand, italien, espagnol et polonais.

Le contrat entre Seat Cupra et la Gendarmerie Française est initialement conclu pour quatre ans mais à la suite d'une polémique liée au choix d'un véhicule autre que français, celui-ci est rompu. Un nouveau, au bénéfice d'Alpine avec ses Alpine A110 Pure 1.8L 252 chevaux est alors conclu. Ce nouveau contrat ferme une polémique pour en ouvrir une autre : le coût de la clôture du contrat avec Seat et la non-praticité de l'habitacle des Alpine A110 comparé à celui des Seat Leon 5F Cupra.
Il y a, normalement, 17 Seat Leon 5F Cupra de la Gendarmerie Française en service depuis fin 2020. Voici les départements où elles sont rattachées : Puy-de-Dôme (63), Corrèze (19), Aude (11), Cher (18), Loire-Atlantique (44), Bouches-du-Rhône (13), Seine-Maritime (76), Loiret (45), Yvelines (78), Côtes d’Armor (22), Maine-et-Loire (49), Marne (51), Côte-d’Or (21), Paris (75), Ille-et-Vilaine (35), Ain (01) et Isère (38).

### Galerie

Seat León III
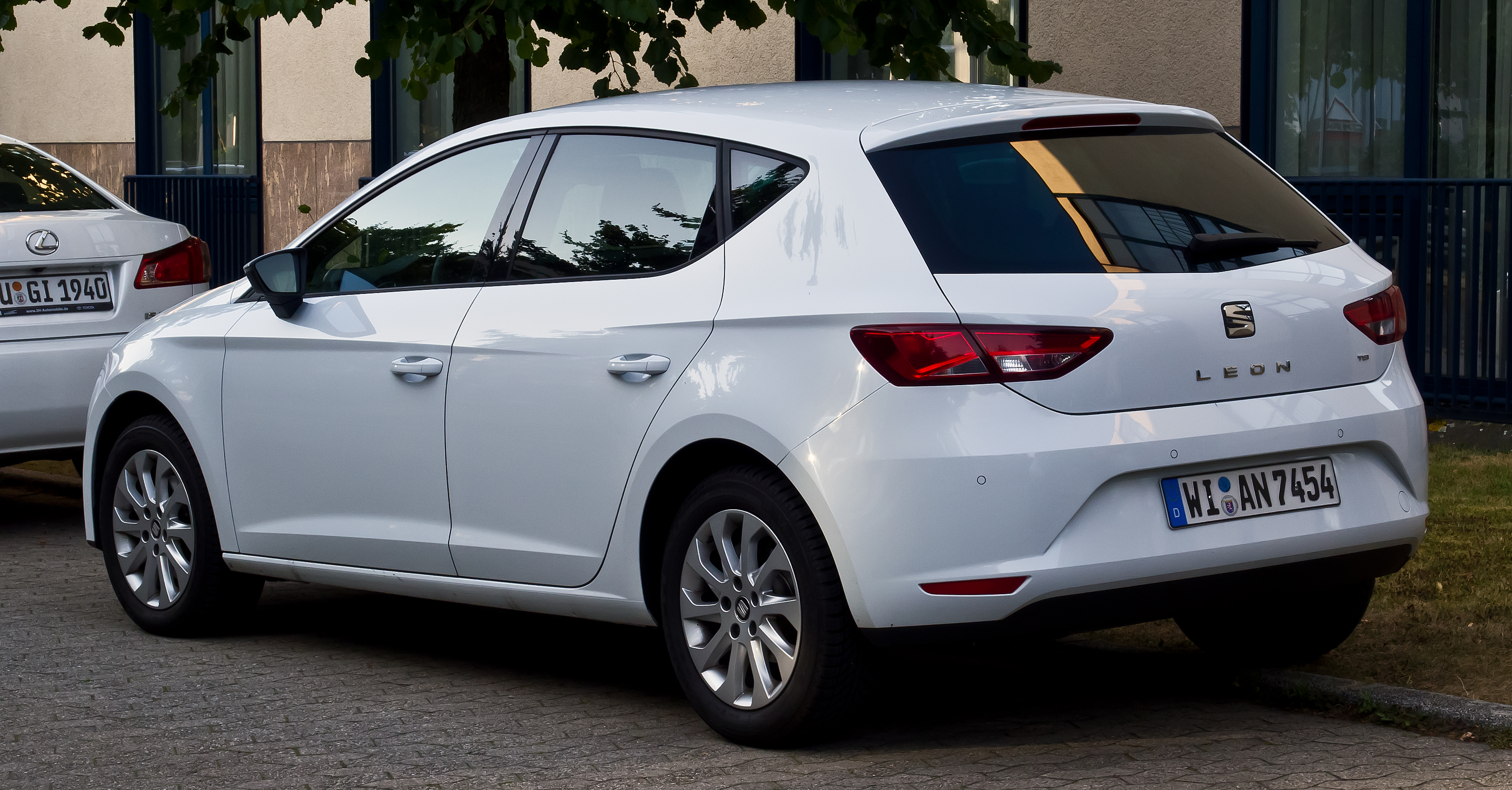
Seat Leon 5 portes phase 1
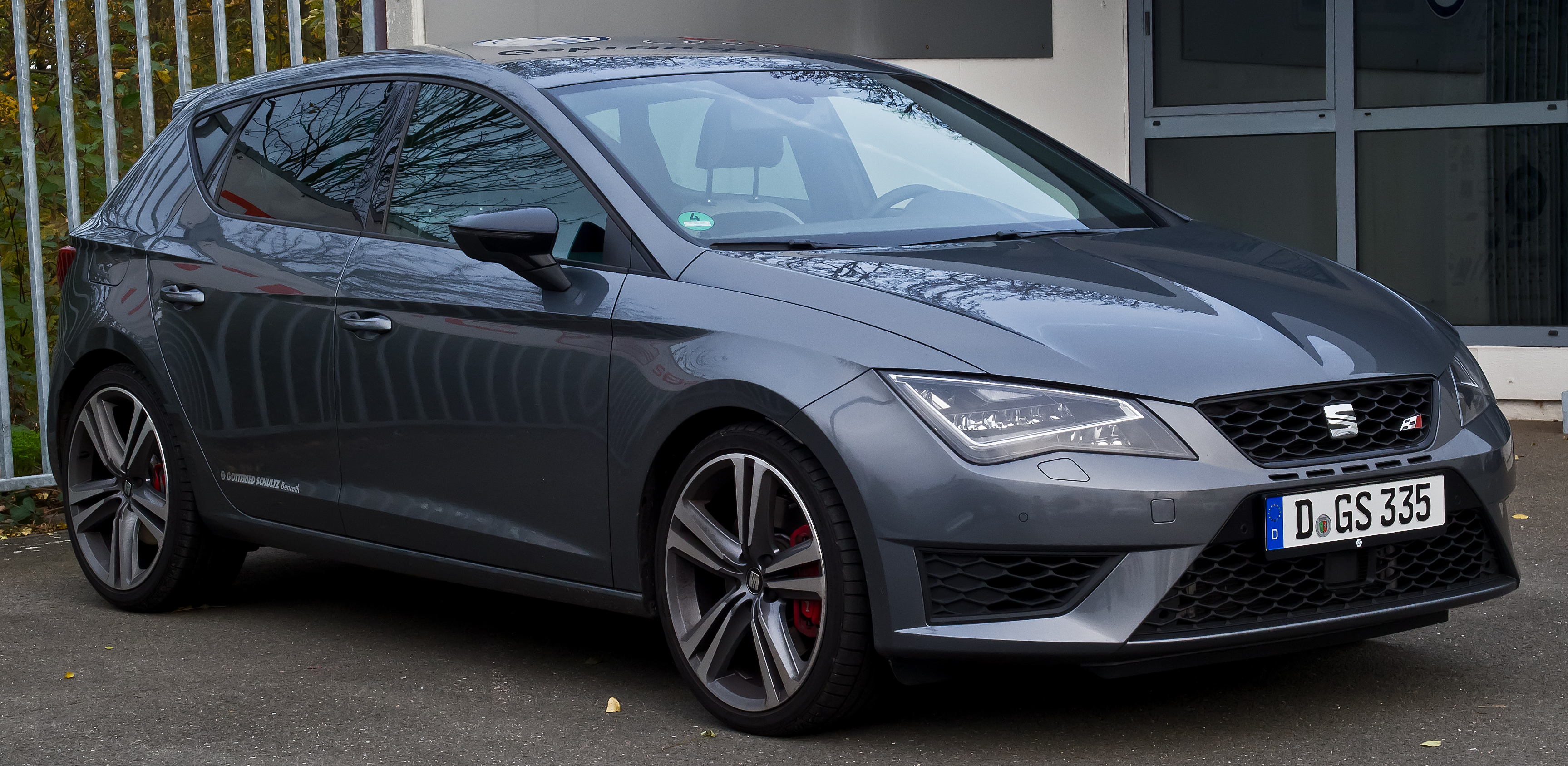
Seat Leon Cupra 5 portes phase 1
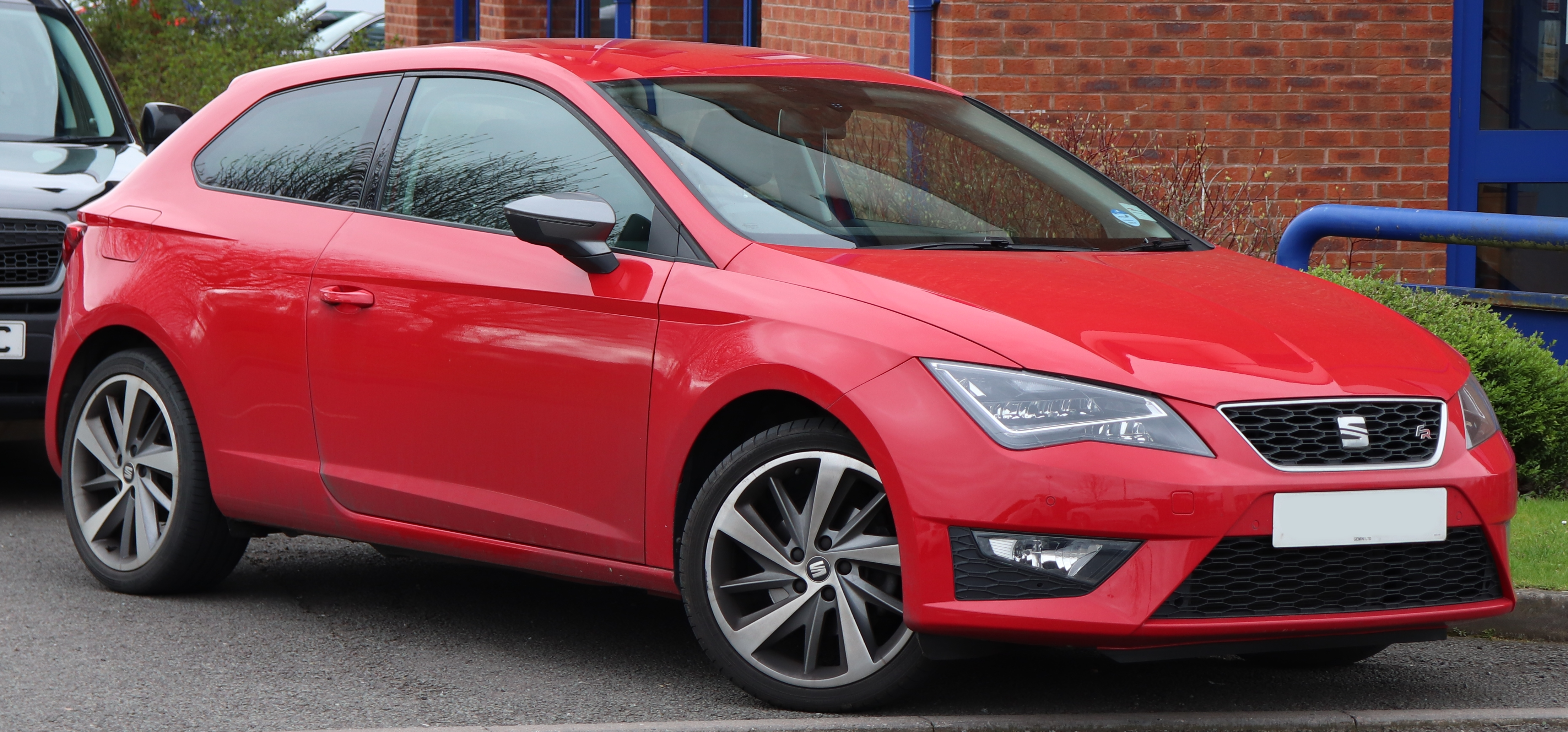
Seat Leon III SC FR phase 1
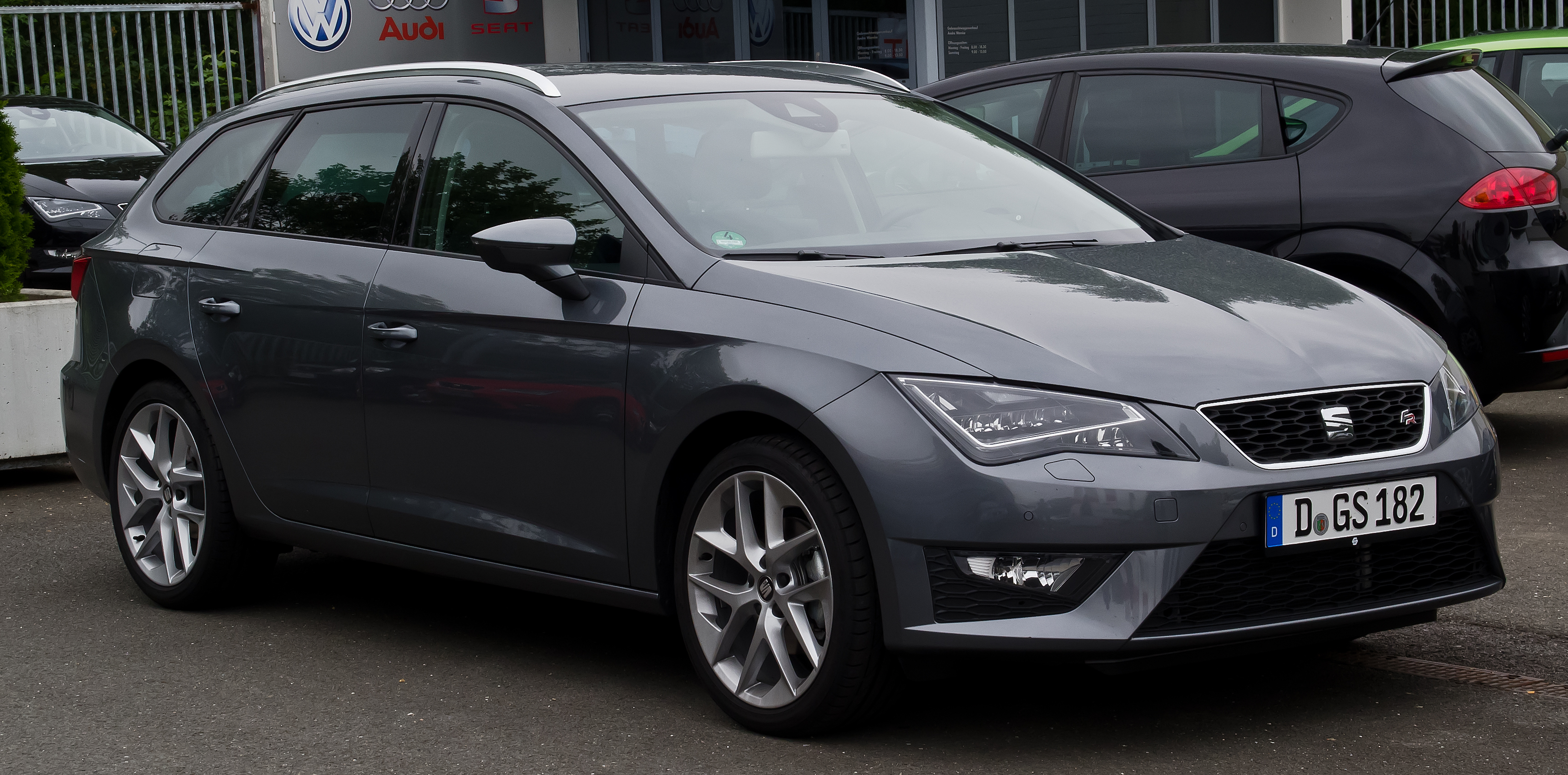
Seat Leon III ST FR phase 1
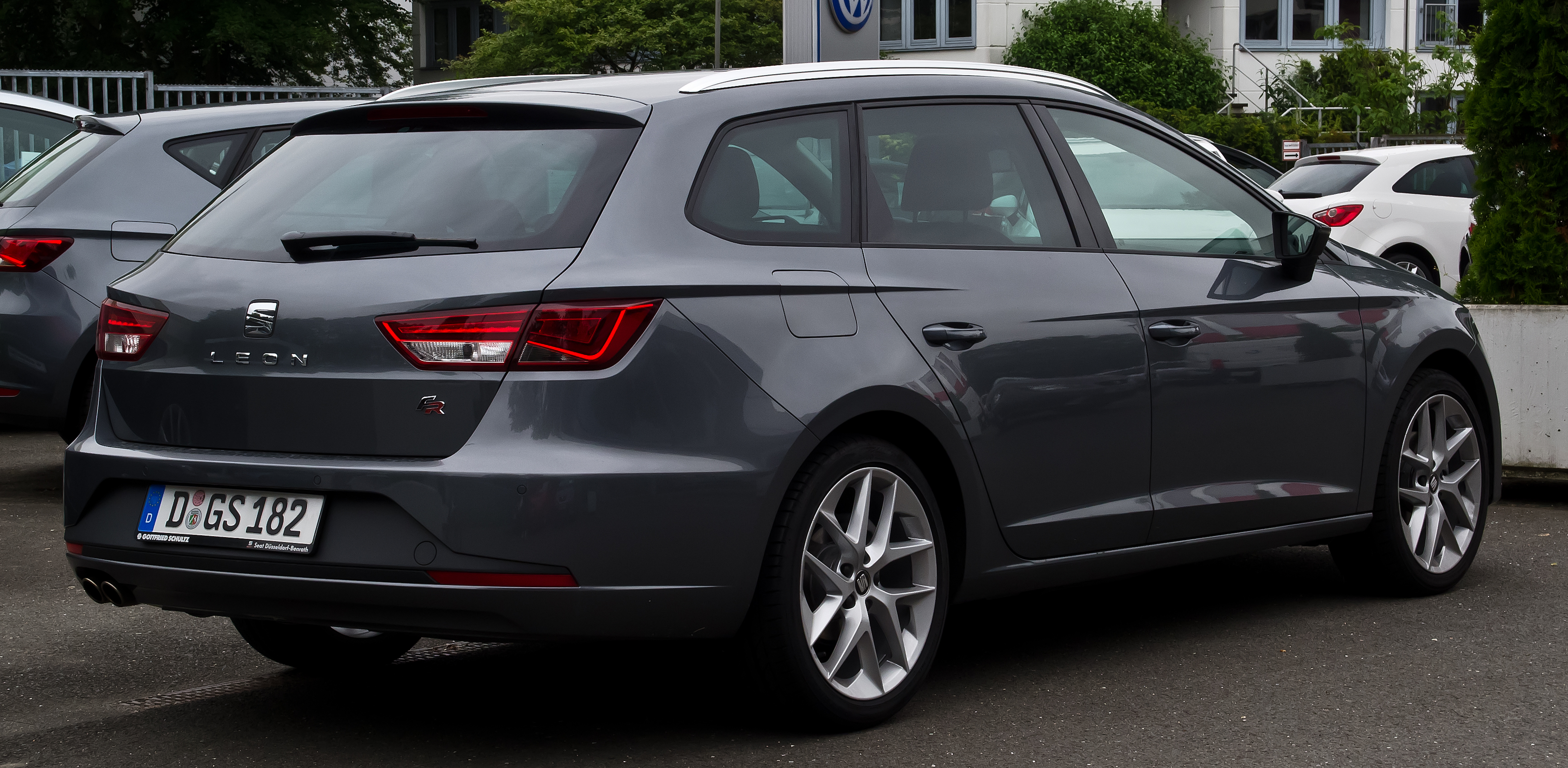
Seat Leon III ST FR phase 1
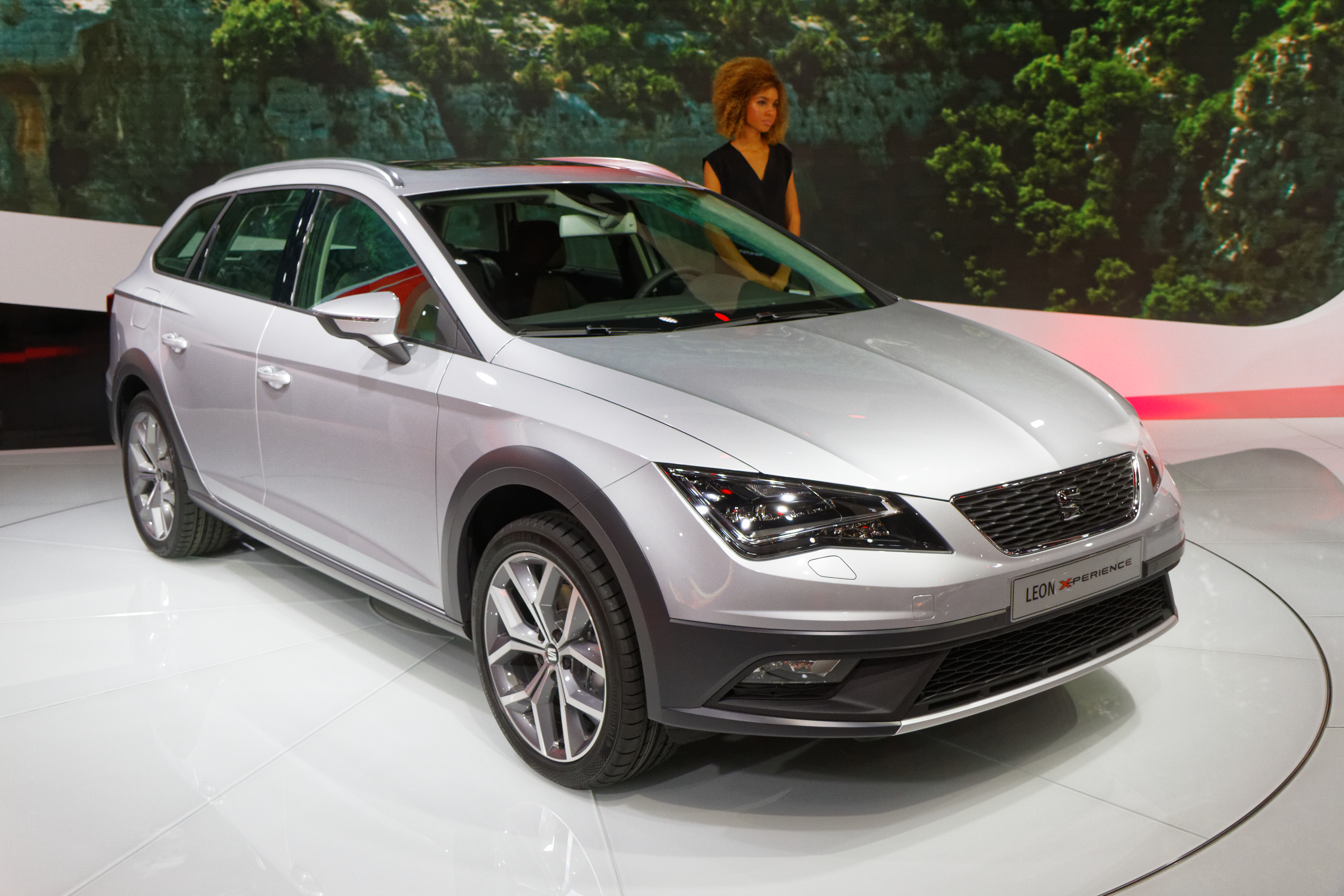
Seat Leon III X-Perience phase 1
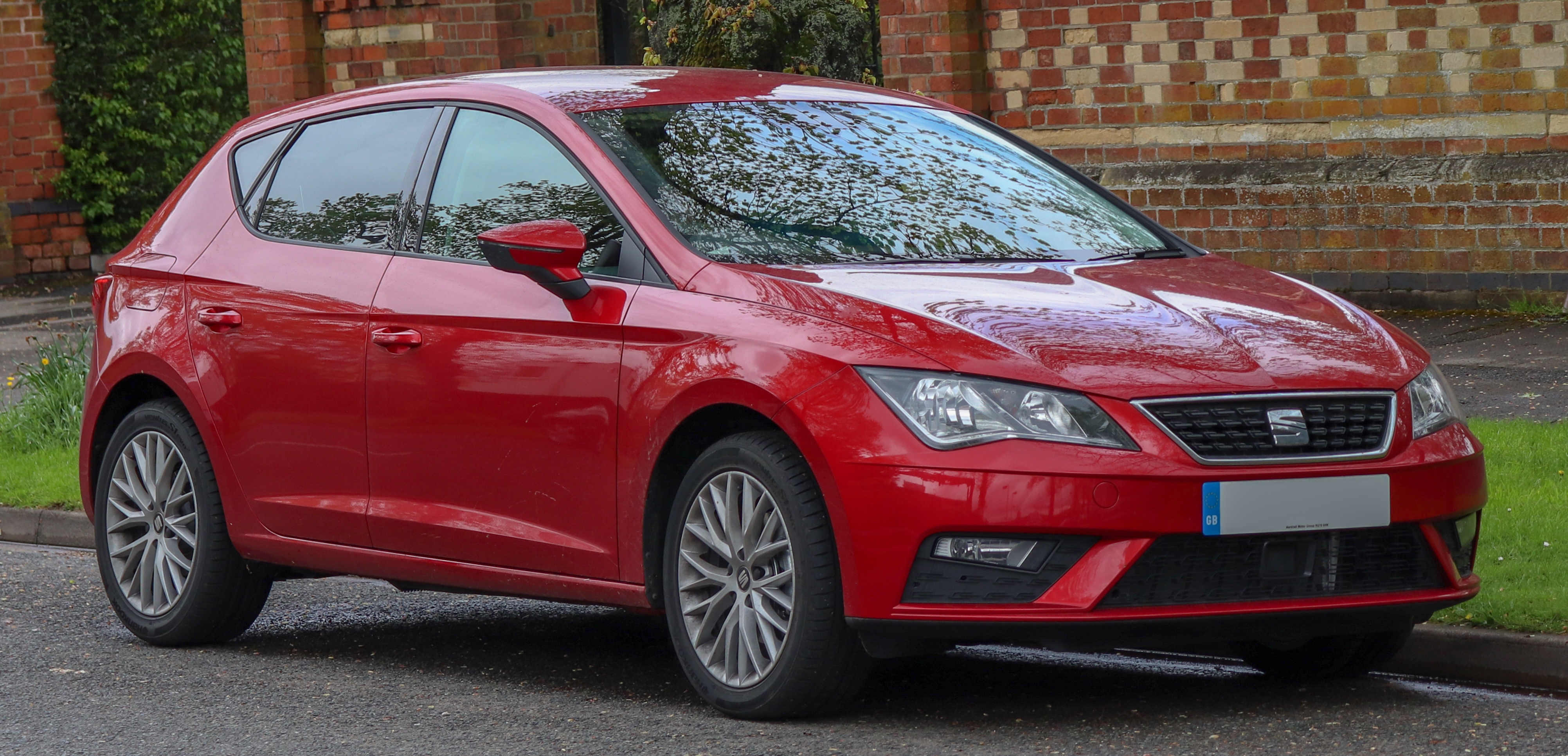
Seat Leon 5 portes phase 2
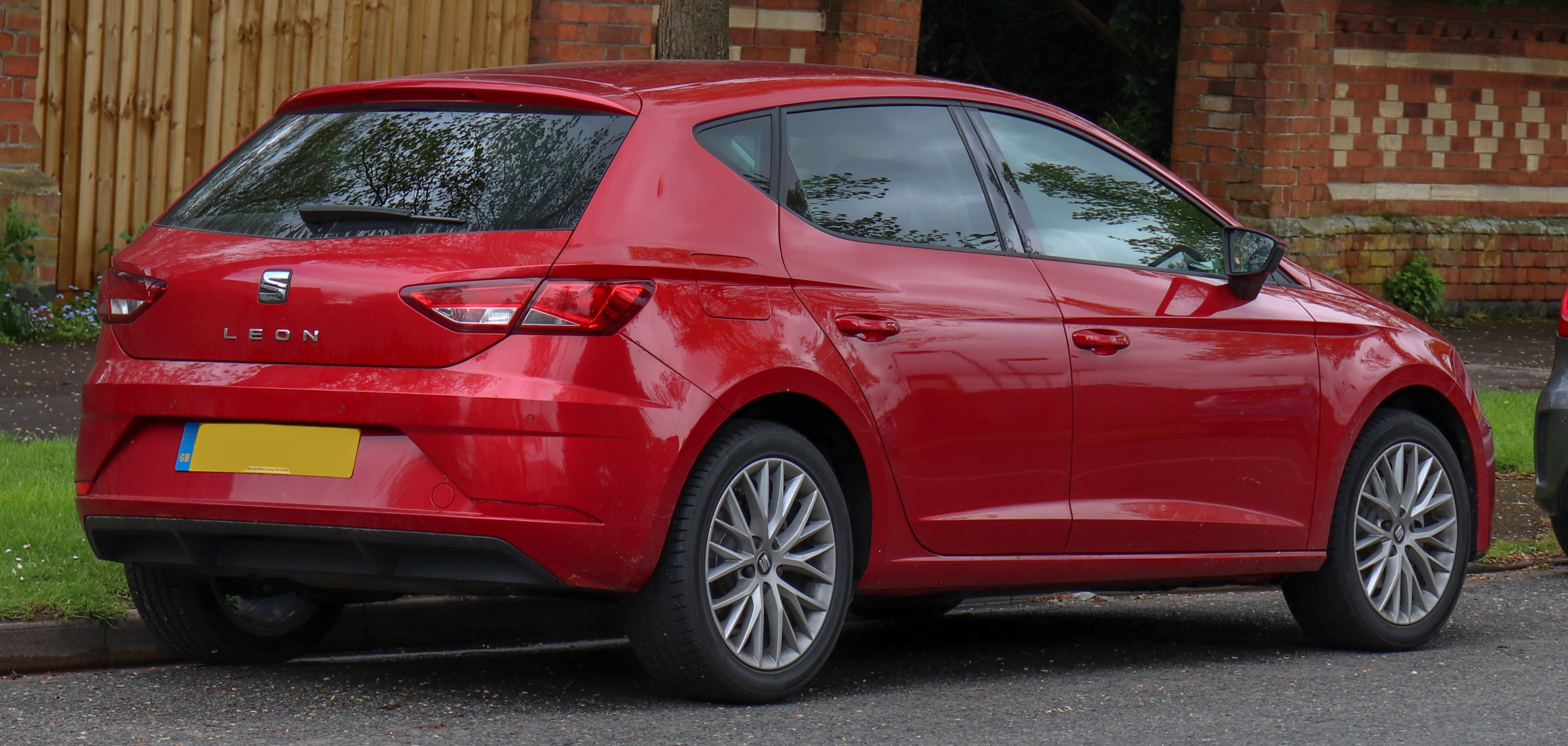
Seat Leon 5 portes phase 2
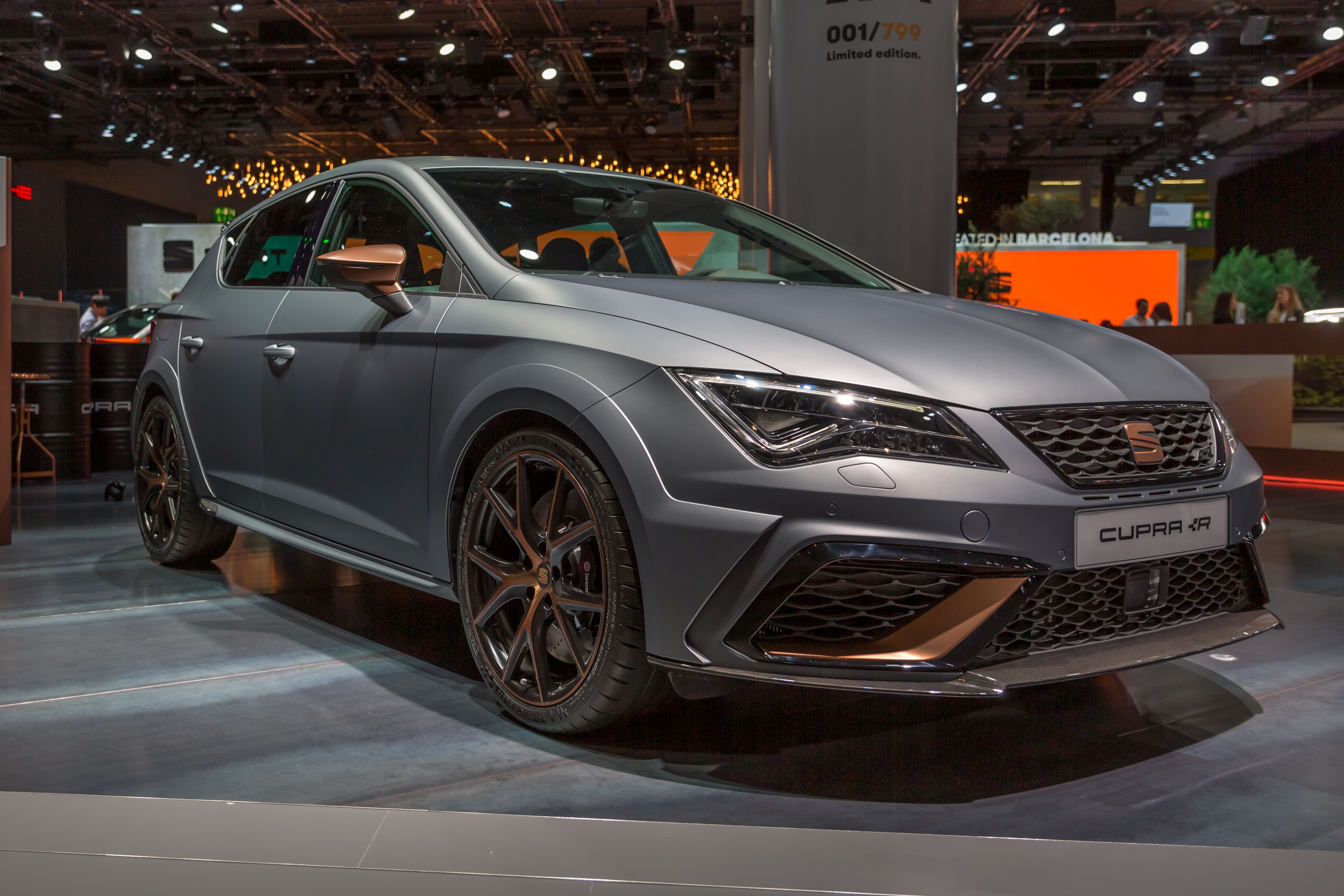
Seat Leon Cupra R 5 portes phase 2
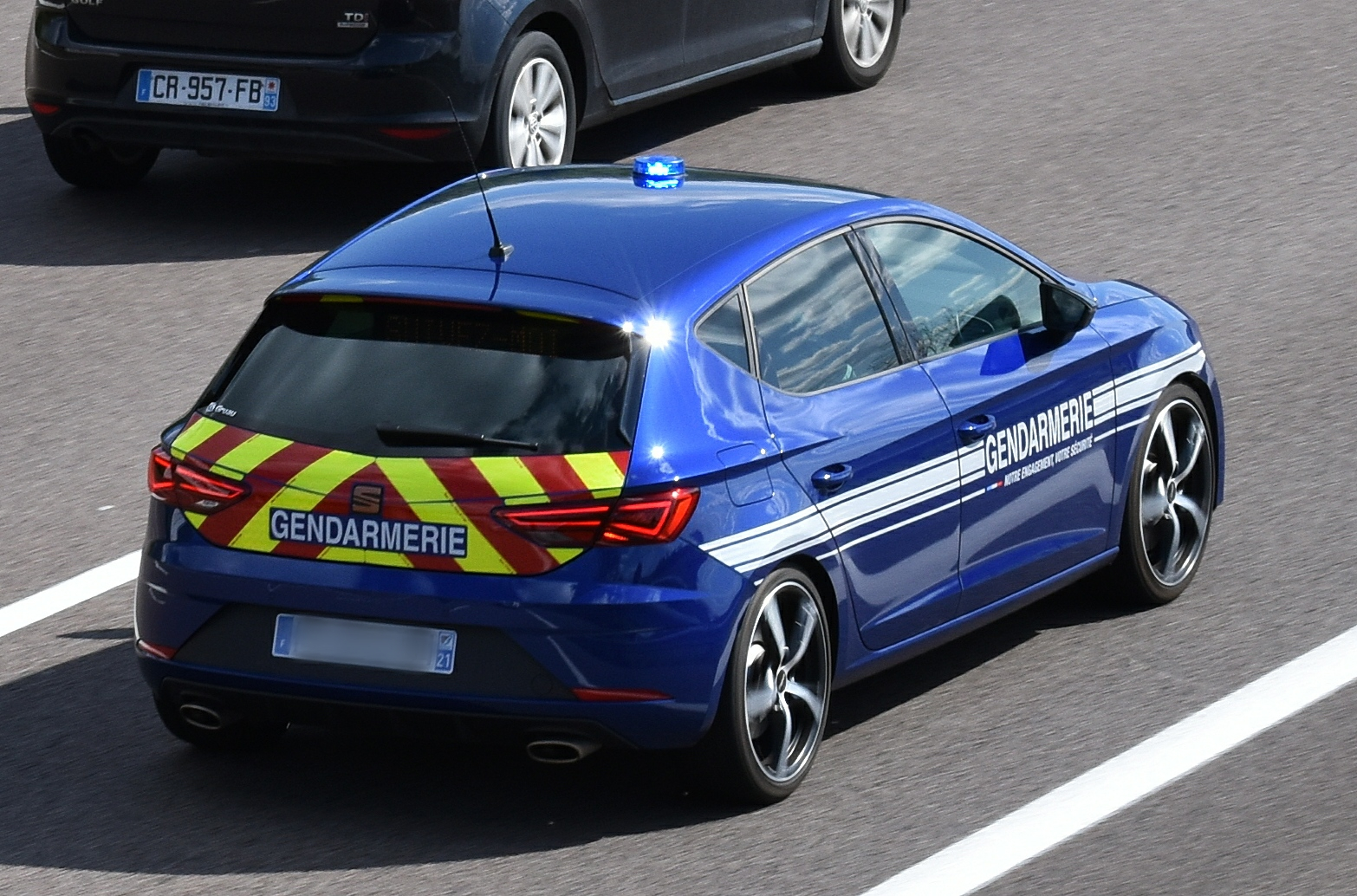
Vue arrière (version Cupra appartenant à la Gendarmerie française, phase 2)
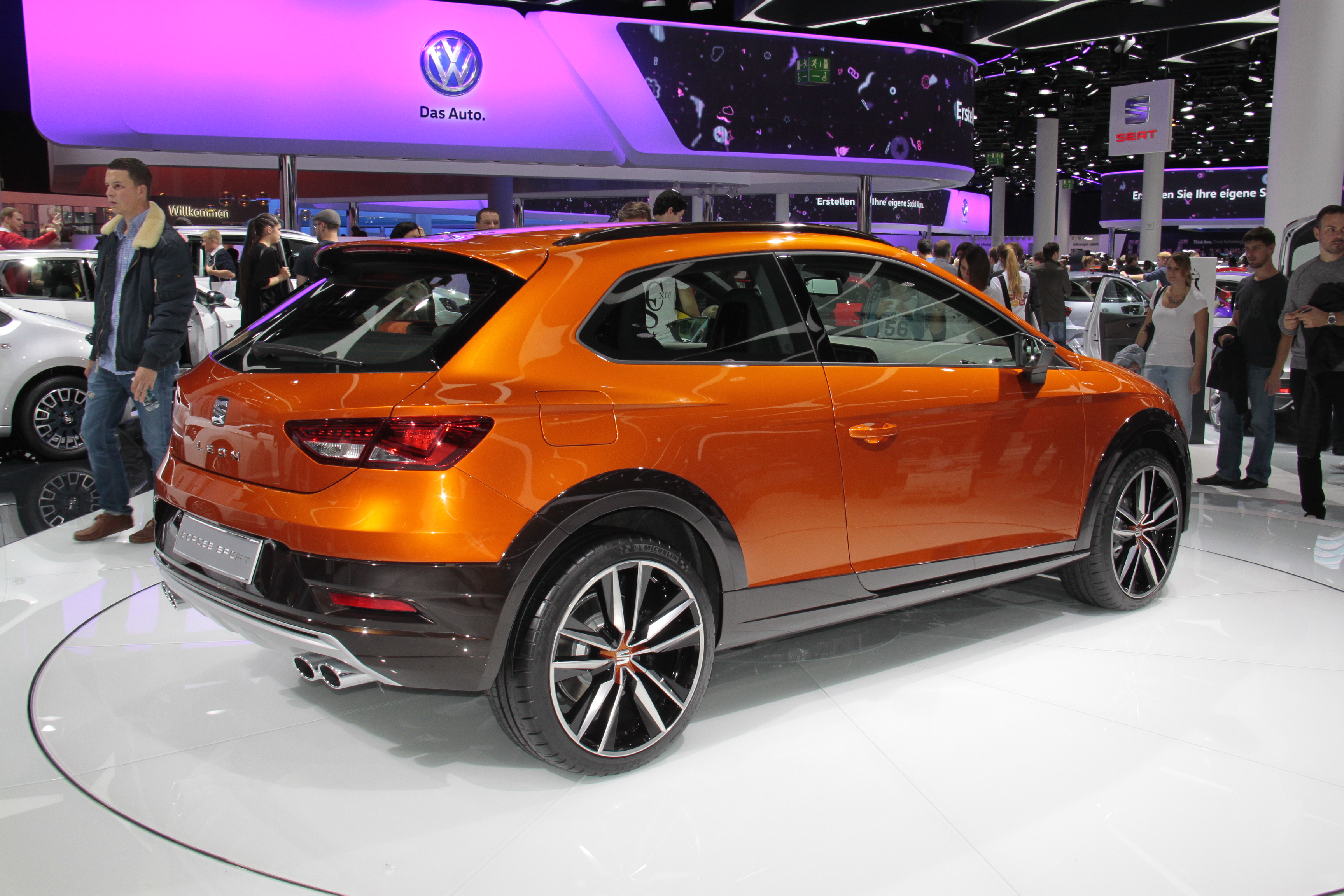
Seat Leon Cross Sport Concept
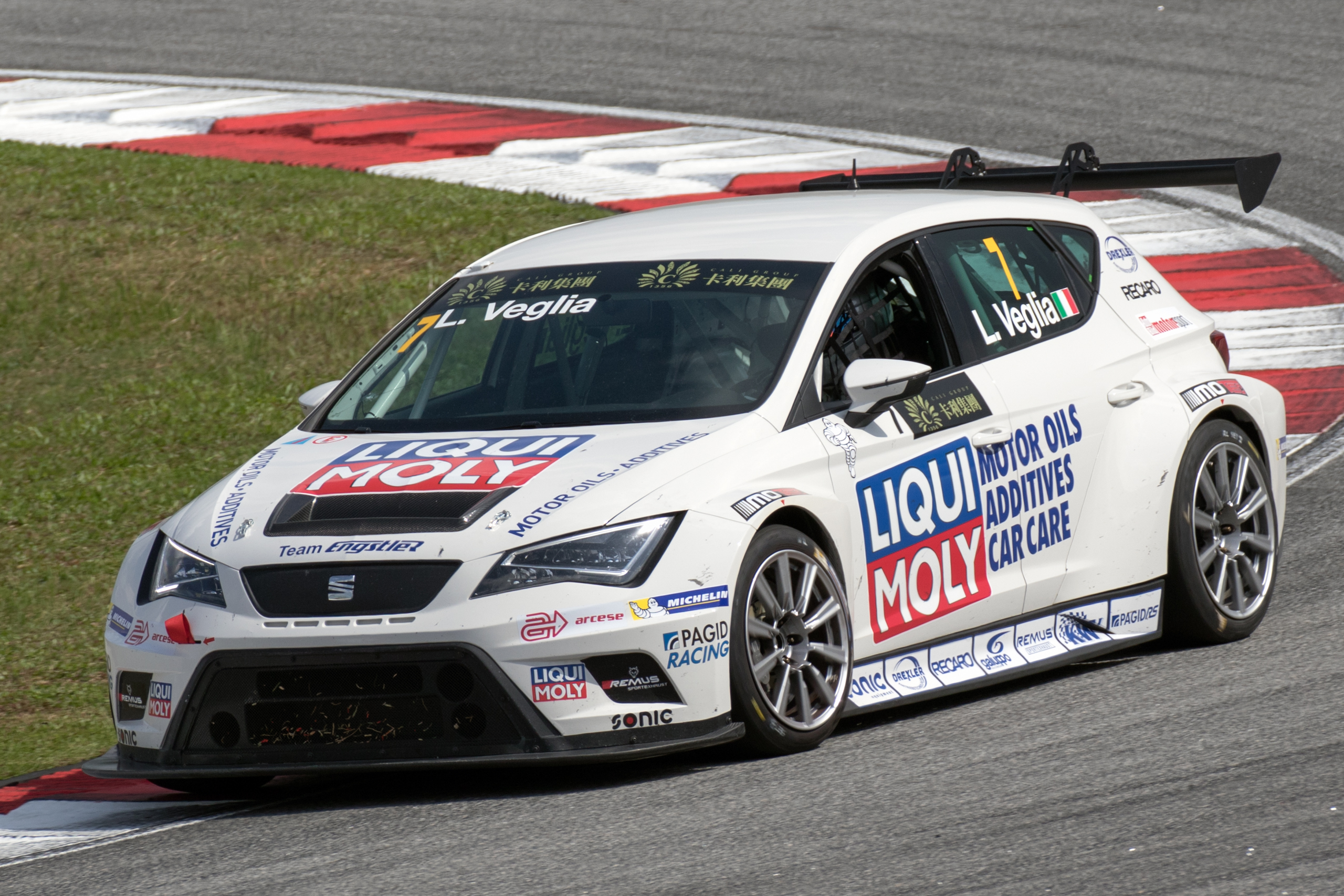
Seat Leon TCR (2015)

## SeatLeón IV (2020-)
En janvier 2020, Cupra, l'ancienne branche sportive de Seat devenue une marque à part entière, présente la nouvelle génération de Cupra de compétition : la Cupra León Competición TCR. Celle-ci est basée sur la 4e génération de Seat León qui n'est pas encore dévoilée.
La Seat León de quatrième génération (5FN) est dévoilée à la presse à Barcelone le 28 janvier 2020 et devait faire sa première apparition publique au Salon international de l'automobile de Genève 2020 mais celui-ci a été annulé à cause de la pandémie de COVID-19.
L'auteur des grandes lignes de cette quatrième génération de León est Dani Garcia, sous la responsabilité de Joaquin Garcia. L'intérieur est signé David Jofre, sous la responsabilité de Jaume Salas.

### Caractéristiques
Elle repose sur la plate-forme MQB-Evo du Groupe Volkswagen utilisée par sa cousine Volkswagen Golf VIII, et n'est disponible qu'en berline 5 portes et break (ST pour Sports Tourer), la version 3 portes (SC) n'étant pas renouvelée sur cette génération.
La León IV est disponible en traction ou en transmission intégrale haldex du groupe V.AG, nommée ici "4drive". Cette transmission, à l'instar du 4Motion sur les VW Golf 7 du Quattro sur les Audi A3 et globalement de tous les moteurs transversaux du groupe V.A.G, n'est pas un système quatre roues motrices permanent. La répartition par défaut est une traction donc une motricité répartie en 100/0 et le système permet, en cas de perte de motricité, d'envoyer au maximum 50% à l'arrière pour donner une motricité répartie en 50/50.
Les feux arrière sont joints par un bandeau lumineux à LED sous la vitre de custode qui intègre le troisième feu stop, et le patronyme sérigraphié de la voiture est apposé au centre de la malle. La León IV peut également recevoir, comme sa devancière, des projecteurs Full LED.
La compacte de Seat propose plusieurs systèmes d'aides à la conduite : Lane Assist, détection des travaux routiers, détection de la fatigue, détecteur d'angle mort, etc..

### Projet de voiture autonomePrototype Diana
En décembre 2021, Seat annonce que ses ingénieurs travaillent sur un projet de voiture autonome nommé Prototype Diana en interne. Pour cela, une Seat León a été dotée de nombreux capteurs, caméras et radars afin qu'elle soit une voiture autonome de niveau 3.
Cette Seat León modifiée a été testée dans les locaux de Seat, à Martorell (Espagne), dans la province de Barcelone, ainsi que sur un circuit urbain délimité et contrôlé.
Trois modes existent sur ce Prototype Diana :
- Autonomous Chauffeur : la voiture peut démarrer et s'arrêter seule dans des conditions de circulation lentes ;
- Automated Valet Parking : la voiture trouve elle-même une place de parking et s'y installe de manière autonome ;
- Summoning : la voiture peut être appelée grâce à une application mobile, récupérer son propriétaire et l'emmener à la destination voulue de manière autonome.

Grâce à ce projet de voiture autonome, Seat dit vouloir réduire les accidents de circulation et les embouteillages à l'avenir.

### Motorisations
Essence :
- 3-cylindres 1.0 TSI 110 ch, BVM6.
- 3-cylindres 1.0 e-TSI 110 ch, DSG7.
- 4-cylindres 1.5 TSI 150, BVM6 (avec désactivation de deux cylindres à faible charge).
- 4-cylindres 1.5 e-TSI 150 ch, DSG7.
- 4-cylindres 2.0 TSI 190 ch, DSG7.

Diesel :
- 4-cylindres 2.0 TDI 115 ch, BVM6.
- 4-cylindres 2.0 TDI 150 ch, DSG7.

GNV :
- 4-cylindres 1.5 TGI 130 ch, DSG.

Hybride rechargeable essence :
- 4-cylindres 1.4 TSI e-Hybrid 204 ch, DSG.

### Finitions
- Référence
- Style
- Xcellence One
- FR One

#### Série spéciale
- Urban (1.0 TSI 110 ch et 2.0 TDI 115 ch)[23].

### Galerie

Seat León IV
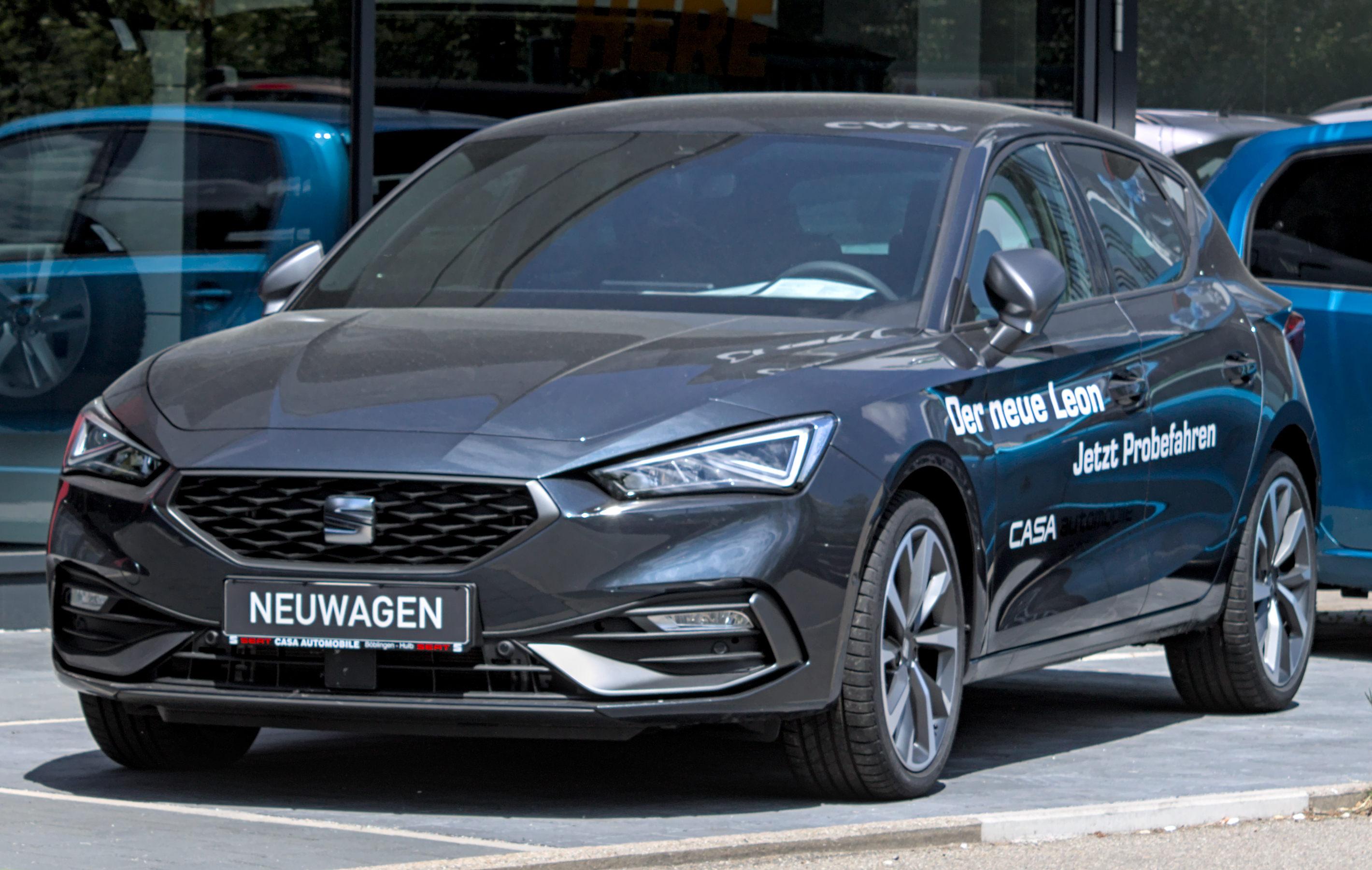
Vue de l'avant.
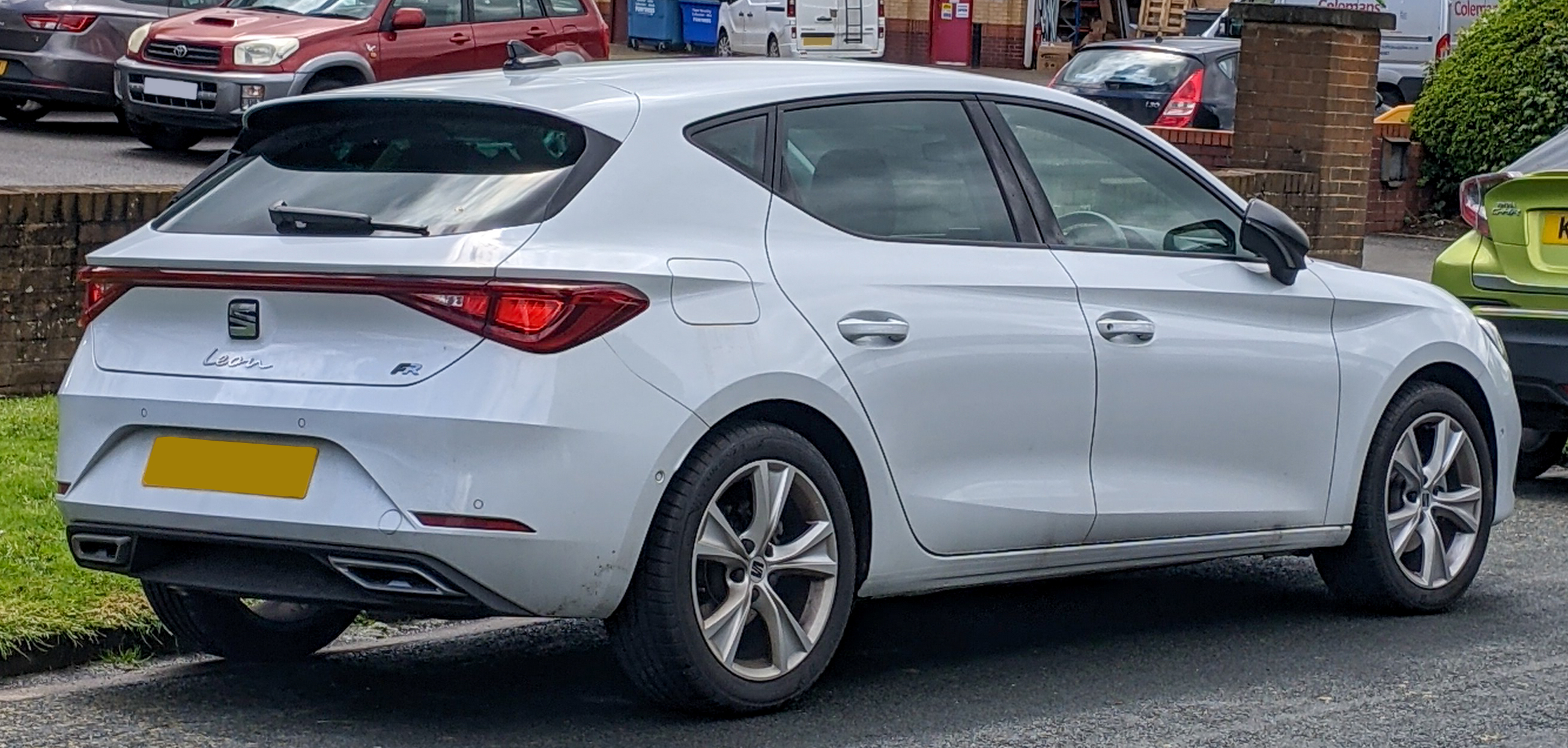
Vue de l'arrière.
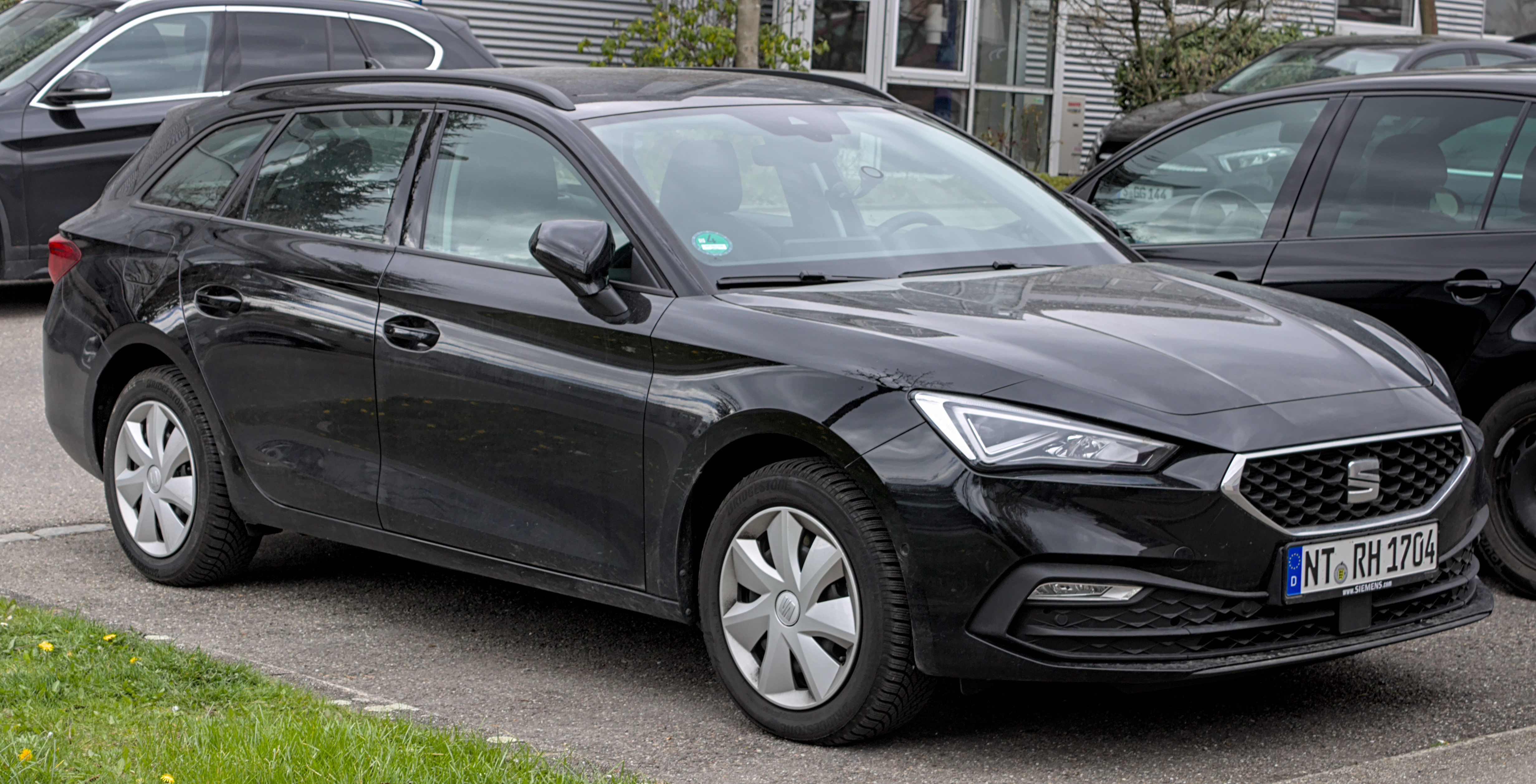
Version ST (break) vue de l'avant.
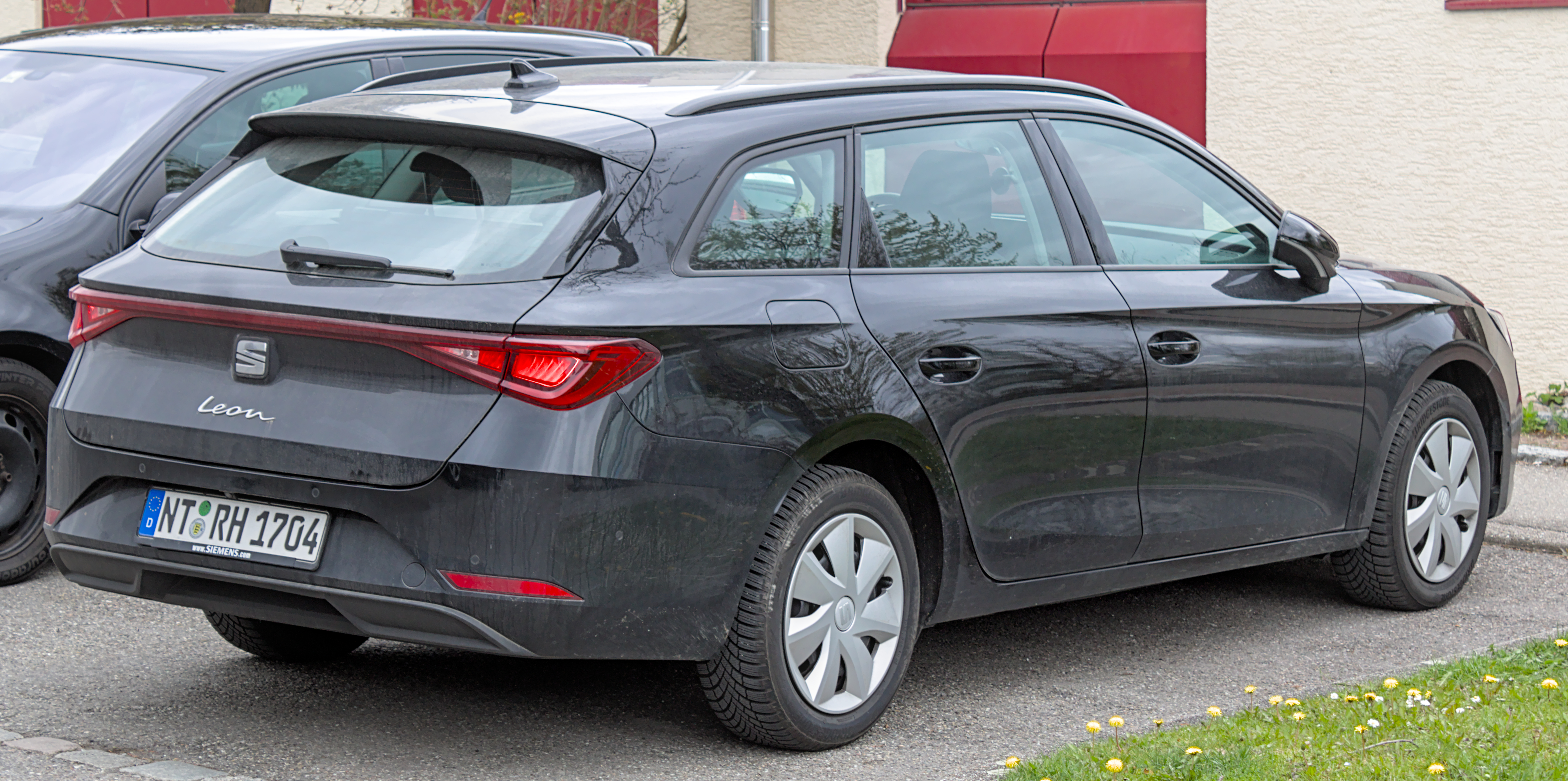
Version ST (break) vue de l'arrière.